# Война за испанское наследство
Война за испанское наследство (1701—1714) — крупный европейский конфликт, начавшийся в 1701 году после смерти последнего испанского короля из династии Габсбургов, Карла II. Карл завещал все свои владения Филиппу, герцогу Анжуйскому — внуку французского короля Людовика XIV — который впоследствии стал королём Филиппом V Испанским. Война началась с попытки императора Священной Римской империи Леопольда I защитить право своей династии (также Габсбургов) на испанские владения. Когда же Людовик XIV начал более агрессивно расширять свои территории, некоторые европейские державы (главным образом Англия и Голландская республика) выступили на стороне Священной Римской империи, чтобы воспрепятствовать усилению Франции. Другие государства присоединились к союзу Франции и Испании, чтобы попытаться заполучить новые территории или же защитить уже имеющиеся. Война проходила не только в Европе, но и в Северной Америке, где локальный конфликт был назван английскими колонистами войной королевы Анны.
Война длилась более десятилетия, и в ней проявились таланты таких известных полководцев, как герцог де Виллар и герцог Бервик (Франция), герцог Мальборо (Англия) и принц Евгений Савойский (Австрия). Война завершилась подписанием Утрехтского (1713) и Раштатского (1714) соглашений. В результате Филипп V остался королём Испании, но лишился права наследовать французский престол, что разорвало династический союз корон Франции и Испании. Австрийские Габсбурги получили большую часть испанских владений в Италии и Нидерландах. Франция, в свою очередь, сохранила за собой все предыдущие завоевания Людовика XIV, а также получила княжество Оранж и Барселоннет. В итоге угроза окружения Франции владениями Габсбургов исчезла навсегда.

## Предпосылки

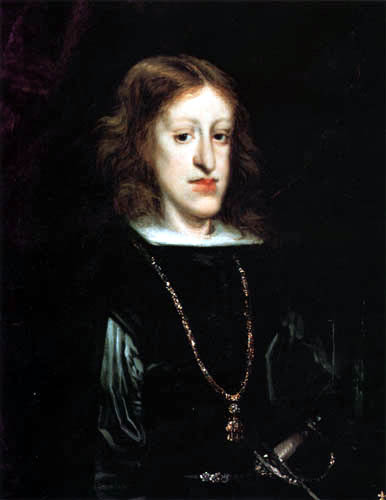
Карл II был последним представителем дома Габсбургов на испанском престоле. После его смерти разыгралась война за испанское наследство, в которой Франция и Австрия боролись за Испанскую империю

Поскольку Карл II Испанский с самого раннего детства был болен умственно и физически и не имел детей, а других мужчин в Испанской ветви рода Габсбургов не было, вопрос о наследовании огромной Испанской империи — которая включала помимо Испании также владения в Италии и Америке, Бельгию и Люксембург — был постоянным предметом обсуждения:271—273.
Две династии претендовали на испанский престол: французские Бурбоны и австрийские Габсбурги; обе королевские семьи были тесно связаны с последним испанским королём:273—274.
Наиболее легитимным наследником с точки зрения испанских традиций, которые допускали наследование престола по женской линии, был Людовик Великий Дофин, единственный законный сын французского короля Людовика XIV и испанской принцессы Марии Терезии, старшей единокровной сестры Карла II:273—274. Кроме того, сам Людовик XIV был двоюродным братом своей жены и короля Карла II, поскольку его матерью была испанская принцесса Анна Австрийская, сестра испанского короля Филиппа IV, отца Карла II. Дофин, будучи первым наследником французского престола, стоял перед трудным выбором: если бы он унаследовал французское и испанское королевства, то ему пришлось бы контролировать огромную империю, угрожавшую балансу сил в Европе. К тому же Анна и Мария Терезия отказались по условиям брачного договора от своих прав на испанское наследство. В последнем случае отказ не вступил в силу, поскольку он был условием уплаты Испанией приданого инфанты Марии Терезии, которое так и не получила французская корона.

Король Людовик XIV Французский был наиболее сильным монархом Европы; вступление его внука на трон Испании серьёзно подорвало бы баланс сил в Европе

Другим кандидатом был император Священной Римской империи Леопольд I, принадлежавший к австрийской ветви династии Габсбургов. Поскольку дом Габсбургов придерживался салического закона, Леопольд I являлся следующим за Карлом в рамках династической иерархии, поскольку оба они происходили от Филиппа I Габсбурга. Кроме того, Леопольд был двоюродным братом короля Испании, его мать тоже была сестрой Филиппа IV и при выходе замуж не отказывалась от прав на испанский престол; более того, отец Карла II, Филипп IV упоминал в своем завещании в качестве наследников австрийскую ветвь Габсбургов. Этот кандидат также вызывал опасения у других держав, поскольку с вступлением Леопольда в испанское наследство произошло бы возрождение Испанско-австрийской империи Габсбургов шестнадцатого века. В 1668 году, всего за три года до коронации Карла II, тогда бездетный Леопольд I согласился на раздел испанских территорий между Бурбонами и Габсбургами, даже при том, что Филипп IV завещал ему безраздельную власть. Однако в 1689 году, когда английский король Вильгельм III заручился поддержкой императора в Девятилетней войне, он пообещал поддержать претензии императора на всю испанскую империю.
Ещё одним кандидатом на испанский трон был наследный принц Иосиф Фердинанд Баварский, родившийся в 1692 году. Он принадлежал к династии Виттельсбахов и был внуком Леопольда I по материнской линии. Его мать, Мария Антония, была дочерью Леопольда I от первого брака с младшей дочерью Филиппа IV Испанского, Маргаритой Терезой:273—274. Поскольку Иосиф Фердинанд не был ни Бурбоном, ни Габсбургом, вероятность слияния Испании с Францией или Австрией в случае его коронации была невелика. Хотя Леопольд I с Людовиком XIV стремились усадить на испанский трон своих потомков: Леопольд I — своего младшего сына, эрцгерцога Карла, а Людовик XIV — младшего сына дофина, герцога Анжуйского, — баварский принц оставался наиболее безопасным кандидатом. Таким образом, Англия и Нидерланды предпочли сделать ставку именно на него. Более того, Иосиф Фердинанд был назван законным наследником испанского трона по воле Карла II.
В то время как Девятилетняя война подходила к концу в 1697 году, вопрос с Испанским наследством становился критическим. Англия и Франция, ослабленные конфликтом, подписали Гаагское соглашение, по которому признали Иосифа Фердинанда наследником испанского престола, но владения Испании в Италии и Нидерландах должны были быть разделены между Францией и Австрией. Это решение было принято без согласования с испанцами, которые были против раздела своей империи. Так, при подписании Гаагского соглашения Карл II Испанский согласился назвать баварского принца своим преемником, но назначил ему наследством всю Испанскую империю, а не те части, которые выбрали для него Англия и Франция.
Юный баварский принц внезапно скончался от оспы в ночь с 5 на 6 февраля 1699 года, что вновь подняло вопрос об Испанском наследстве:281. Англия и Франция вскоре ратифицировали Лондонское соглашение, по которому отдали испанский трон эрцгерцогу Карлу. Итальянские территории переходили к Франции, а эрцгерцог оставлял за собой все остальные владения Испанской империи:282—283.

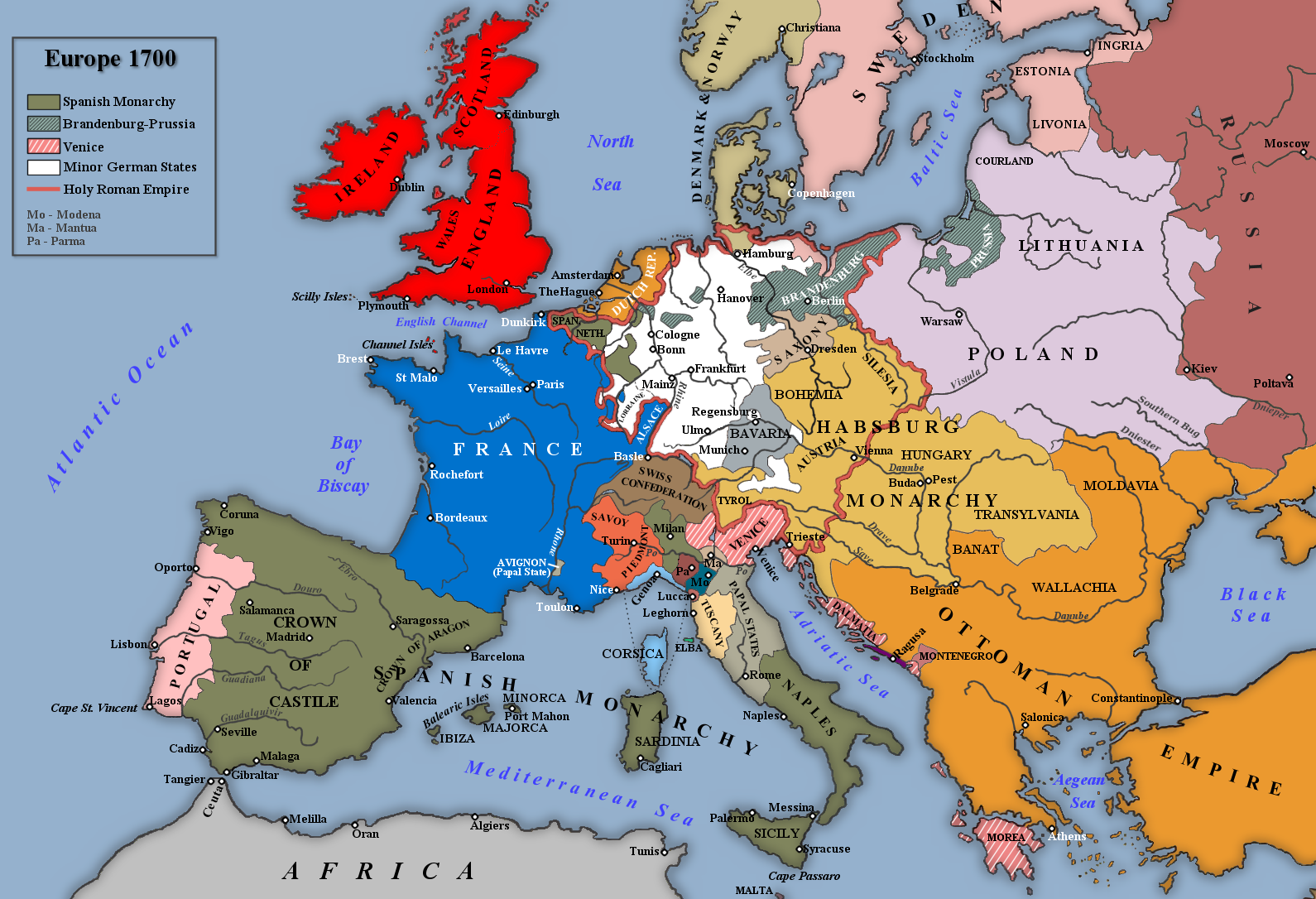
Европа в 1700 году.

Австрийцы, которые не участвовали в подписании соглашения, были крайне недовольны; они открыто добивались владения всей Испанией, а итальянские территории интересовали их в наибольшей степени: они были богаче, находились близко от Австрии и ими было легче управлять. Кроме того, международный престиж Австрии и степень её влияния в Европе возросли после чрезвычайно выгодного для неё Карловицкого мирного договора.
В Испании возмущение этим соглашением было ещё больше; двор единодушно выступал против разделения владений:284, однако с тем, кого поддерживать — Габсбургов или Бурбонов — единства не было. Сторонники Франции были в большинстве, и в октябре 1700 года в угоду им Карл II завещал все свои владения второму сыну дофина, герцогу Анжуйскому:289. Карл предпринял шаги по предотвращению слияния Франции и Испании; по его решению в случае наследования Филиппом Анжуйским французского престола испанский переходил бы к его младшему брату, герцогу де Берри. Далее в списке наследования после герцога Анжуйского и его брата шёл эрцгерцог Карл.
Сначала союзники не возражали против восшествия на испанский престол герцога Анжуйского, обставляя лишь условиями передачу Англии и Голландии Испанских Нидерландов (Бельгию), чтобы сделать из неё буфер между Францией и Голландией, а Австрии — испанские владения в Италии. Но уже после начала войны (в 1703 году) союзники выставили кандидатом на испанский престол эрцгерцога Карла, причём к союзу была привлечена Португалия, опираясь на которую, Карл должен был с помощью англо-голландского флота завладеть Испанией. У Карла III были сторонники в Каталонии и Арагоне, южная же Испания была на стороне Филиппа Анжуйского (избранного королём Филиппом V).

## Начало войны

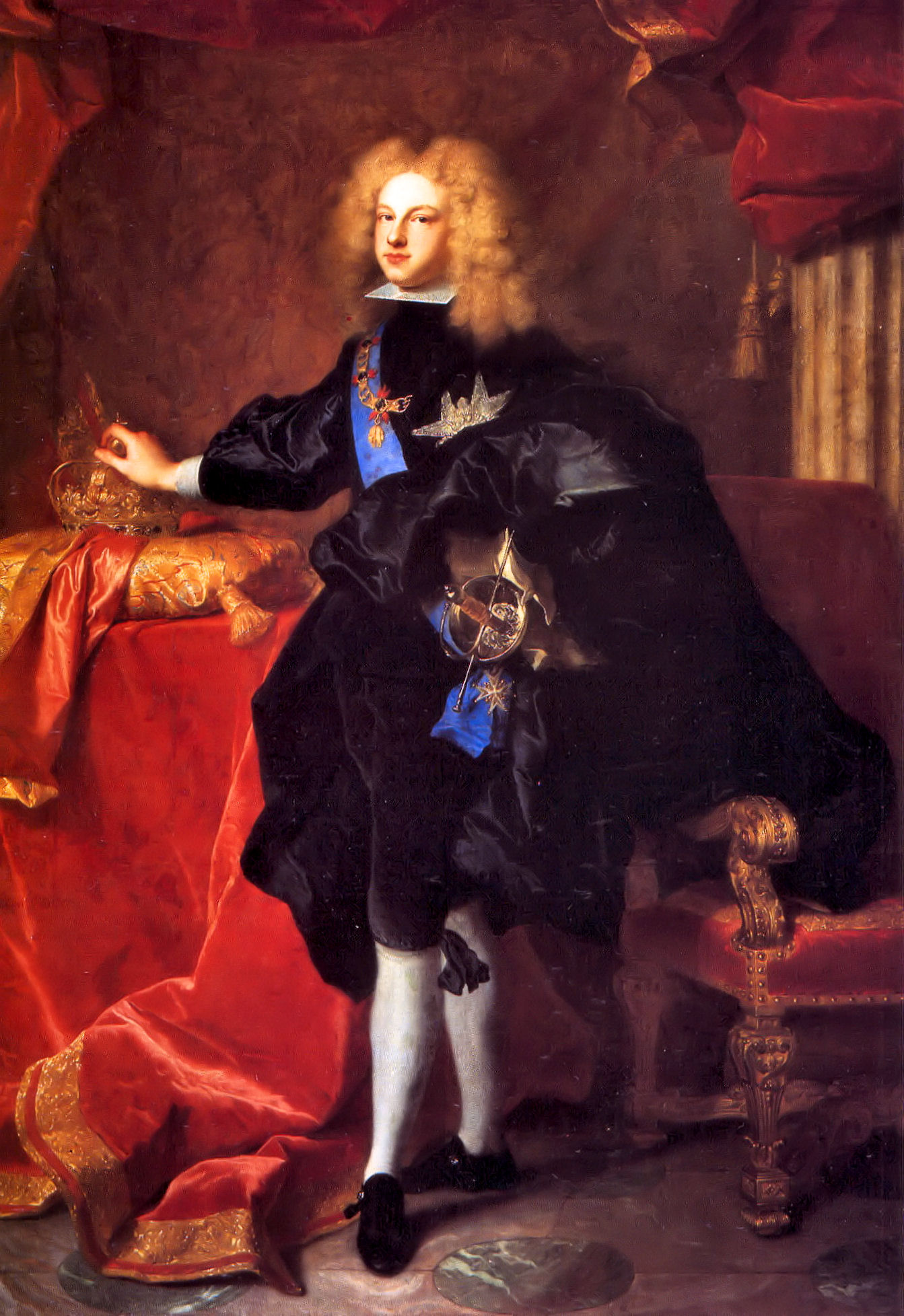
Филипп Анжуйский в ноябре 1700 года короновался испанской короной, не отрёкшись от права на французский престол и не отказавшись от испанских владений в Италии и Нидерландах. В ответ Габсбурги и их союзники начали войну

Когда до французского двора донеслось известие о завещании Карла II, советники Людовика XIV убеждали его в том, что будет безопаснее принять условия Лондонского соглашения 1700 года и не ввязываться в войну за всё испанское наследство. Однако министр иностранных дел Франции объяснил королю, что в случае, если Франция посягнёт на всю или только часть Испанской империи, неизбежна война с Австрией, которая не согласилась с разделом испанских владений, предусмотренным Лондонским соглашением. К тому же по завещанию Карла герцог Анжуйский должен был получить либо всю Испанскую империю, либо не получить ничего; в случае его отказа право наследования всей империи переходило к младшему брату Филиппа, Карлу, герцогу де Берри, а в случае его отказа — к эрцгерцогу Карлу. Зная, что морские державы — Англия и Голландская республика — не поддержат его в войне с Австрией и Испанией в случае попытки раздела последней, Людовик решил принять волю испанского короля и позволить своему внуку унаследовать все испанские владения. Узнав, что Людовик и Филипп Анжуйский приняли завещание, испанский посол воскликнул: «нет больше Пиренеев».
Карл II умер 1 ноября 1700 года, а 24 ноября Людовик XIV провозгласил Филиппа Анжуйского королём Испании. Филипп V был назван королём всей Испанской империи, несмотря на подписанное ранее с англичанами Лондонское соглашение. Однако Вильгельм III Оранский не стал объявлять Франции войну, не имея поддержки элиты ни в Англии, ни в Голландии.
Однако Людовик избрал слишком агрессивный путь по защите гегемонии Франции в Европе. Он отрезал Англию и Нидерланды от торговли с Испанией, что серьёзно угрожало коммерческим интересам этих двух стран. Вильгельм III в сентябре 1701 года заключил с Голландской республикой и Австрией Гаагское соглашение, по которому Филипп V всё ещё признавался королём Испании, однако Австрия получала желанные испанские владения в Италии. Австрийцы также должны были взять под контроль Испанские Нидерланды, тем самым становясь на защиту региона от контроля Франции. Австрия и Голландия вновь получали свои коммерческие права в Испании.
Через несколько дней после подписания соглашения, во Франции умер Яков II, предыдущий король Англии, смещённый Вильгельмом с трона в 1688 году. Хотя Людовик ранее подписанием Рисвикского соглашения признал Вильгельма III королём Англии, теперь он заявил, что единственным наследником умершего Вильгельма III Оранского может быть только сын изгнанного Якова II, Джеймс Фрэнсис Эдуард Стюарт (старый претендент):292. Возмущённые Англия и Голландская республика (её Людовик прогневал введением в Испанские Нидерланды французских войск) в ответ стали собирать свои армии и 14 мая 1702 года объявили войну Франции и Испании. 15 мая к Англии и Голландии примкнула Австрия:293.
Вооружённый конфликт начался с введения австрийских войск под командованием Евгения Савойского в герцогство Миланское, одну из испанских территорий в Италии. Англия, Голландия и большая часть немецких государств (включая Пруссию и Ганновер) встали на сторону австрийцев (прусский монарх сделал это в обмен на признание своего королевского титула), а Бавария, Кёльн, Португалия и Савойя поддержали Францию и Испанию. В самой же Испании кортесы Арагона, Валенсии и Каталонии (бывшие территории королевства Арагон) заявили о своей поддержке австрийского эрцгерцога. Даже после смерти Вильгельма III в 1702 году, при его преемнице королеве Анне, Англия продолжила активное ведение войны под руководством министров Годолфина и Мальборо.
Венеция объявила о своем нейтралитете, несмотря на давление держав, но не могла помешать чужим армиям нарушать её суверенитет. Папа Иннокентий XII сначала поддержал Австрию, но после некоторых уступок со стороны Людовика XIV — Францию.

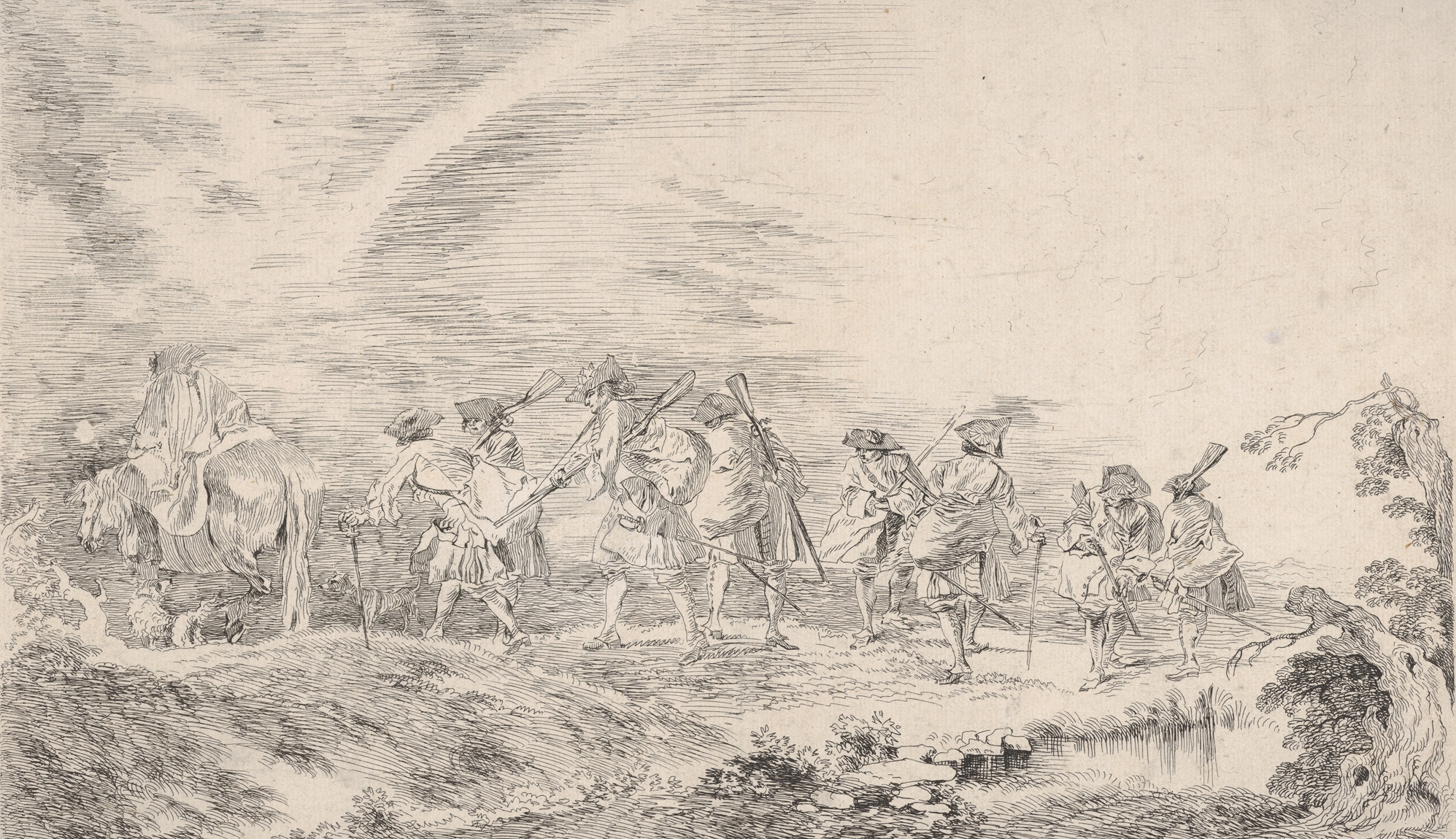
Рисунок Антуана Ватто Новобранцы, направляющиеся в полк

## Первые сражения (1701—1703)
Основными театрами боевых действий в Европе стали Нидерланды, Южная Германия, Северная Италия и собственно Испания. На море главные события происходили в Средиземноморском бассейне.
Для разорённой и впавшей в нищету Испании начавшаяся война стала подлинным бедствием. Государственное казначейство было пусто. Правительство не имело ни кораблей, ни армии; в 1702 году с трудом удалось собрать две тысячи солдат для экспедиции в Италию. В полуразрушенных крепостях стояли крайне незначительные гарнизоны, что и стало в 1704 году причиной утраты Гибралтара. Солдаты, у которых не было ни денег, ни оружия, ни одежды, разбегались без всяких угрызений совести, и Франции приходилось употреблять свои флоты и армии на охрану обширных испанских владений.

## Кампания 1701 года
Намереваясь достигнуть своих целей дипломатическими переговорами и приказав на всех театрах ограничиваться строго оборонительными действиями, Людовик XIV лишил себя всех преимуществ инициативы.

### Действия в Нидерландах
Ввиду решающего значения театра военных действий в Нидерландах французским главнокомандующим был назначен старший из маршалов, Буфлер, имевший 123 батальона и 129 эскадронов (75 тысяч человек). Курфюрст Баварии, губернатор Испанских Нидерландов, выделил 10 000 человек для защиты этой территории (5 000 человек из испанской армии и 5 000 баварцев). Кроме того, на Мозеле стоял 15-тысячный корпус Таллара и столько же находилось в гарнизонах важнейших городов испанских Нидерландов (Ньюпорт, Уденард, Шарлеруа, Намюр и т. п.). Военная операция, возглавляемая маршалом де Буффлером, проходила в наилучших условиях: в ночь с 5 на 6 февраля французские войска вошли в опорные пункты без малейшей реакции со стороны голландских гарнизонов, которые позже были эвакуированы.
Соединенные провинции были обеспокоены присутствием французских войск на своих границах и запросили помощи у Англии, которая после одобрения парламентом в июне 1701 года перебросила почти 13 000 солдат в район Бреды. 1 июня 1701 года король Англии Вильгельм III назначил Мальборо главнокомандующим всеми английскими войсками в Соединенных провинциях. В конце марта голландские войска эвакуировали Люксембург. Примерно в это же время 10 000 пфальцских солдат оккупировали Дюссельдорф и Юлих, а 7 000 пруссаков оккупировали Клеве. Кроме того, 10 000 ганноверцев двинулись к Нижнему Рейну. Наконец, у голландцев были сильные гарнизоны в Граве, Неймегене и Маастрихте.
14 июля 1701 года король Англии Вильгельм III прибыл в Гаагу для встречи с Генеральными штатами Соединенных провинций, чтобы заключить и подписать проект договора о наступательной и оборонительной помощи между императором Священной римской империи, Англией и Соединенными провинциями. Остаток июля король Англии провел, объезжая опорные пункты Соединенных провинций с целью принятия необходимых мер для защиты страны.
После ввода в Испанские Нидерланды французских войск здесь не произошло широкомасштабных военных действий. Единственной заметной акцией стало занятие французами в последней декаде ноября Льежского епископства.

### Действия на Рейне

Линия крепостей на Рейне в начале 18 века.

В январе 1701 года император Леопольд решил собрать на Рейне армию, чтобы убедить князей Священной Римской империи присоединиться к его союзу. Таким образом, в первый год войны, за вычетом войск, отправленных в Италию и в Венгрию, здесь находилось не более 50 тысяч; из них на Рейне, под командованием маркграфа Людвига Баденского, было около 15 тысяч пехоты и 6,5 тысяч кавалерии, а в наследственных австрийских владениях до 11 тысяч пехоты и 7 тысяч конницы. В феврале курфюрст Пфальца почувствовал угрозу со стороны французских войск, оккупировавших испанские Нидерланды, и сосредоточил все имеющиеся войска в лагере недалеко от Мюльхайма-ан-дер-Рура. Весь год имперцы работали на укреплениях вдоль Рейна: австрийцы — от Брисгау до Келя; швабы — от Келя до Филипсбурга; франконцы, пфальцы и войска Верхнего Рейна — от Филипсбурга ниже по течению.
Французская армия на Рейне (62 батальона и 100 эскадронов, всего 41 тысяча) находилась первоначально под командованием маршала Виллеруа; до 16 батальонов (8 тысяч) были разбросаны по Эльзасу. Большая часть войск Виллеруа заняла позиции вдоль Рейна, остальные заняли позиции на границе Труа-Эвеше, чтобы в случае необходимости иметь возможность быстро двинуться к Мозелю. Людовик XIV не планировал никаких завоеваний в Германии, но хотел защитить Эльзас. Соответственно, французские сапёры отремонтировали 36 старых редутов на Рейне и построили 21 новый между Юнингом и Форт-Луи.

### Действия в Италии
В 1701 году в Италии Людовик XIV также решил ограничиться оборонительными действиями. Пользуясь союзом с герцогом Мантуанским, открывшим дорогу французам в Италию, Людовик XIV успел перебросить туда армию маршала Николя Катина. Последний, принимая во внимание, что вероятный путь наступления австрийцев идёт по правому берегу Адидже, сосредоточил к маю армию (51 батальон пехоты и 71 эскадрон конницы, всего 33 тысяч человек, и около 11 тысяч в гарнизонах Кремоны, Мирандолы, Пичигетоны, Лоди и Лекко) на позиции между озером Гарда и Адидже у Риволи. Позиция была сильной и выгодной в стратегическом отношении, доставляя возможность преградить наступающей из Тироля армии противника дорогу в Италию. План маршала: удерживая позицию у Риволи, двинуть войска во все горные проходы к западу до озера Комо и, не переходя через Адидже из уважения к венецианскому нейтралитету, ограничиться оборонительными действиями.

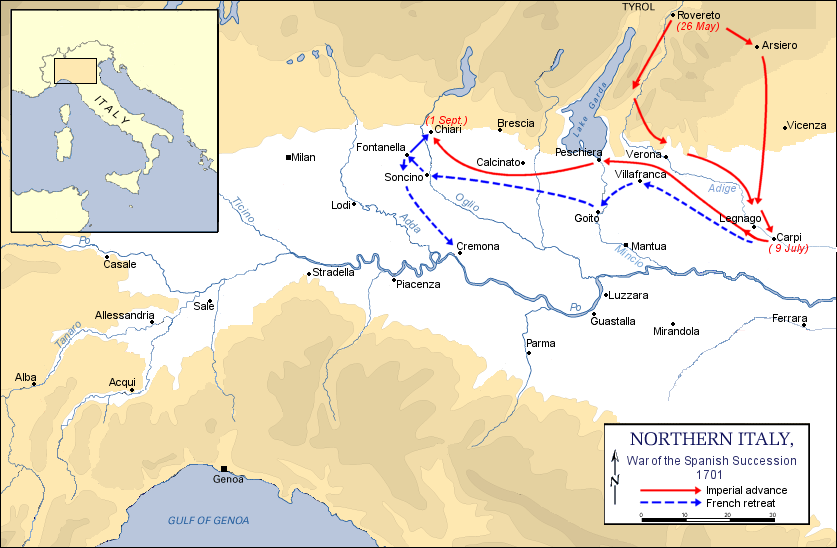
Кампания 1701 года в Италии

Военные действия начались ещё весной 1701 года. Герцог савойский Виктор Амадей II во главе пьемонтских войск двинулся на Милан и вошёл в него без труда.
Между тем австрийская армия под командованием принца Евгения Савойского к концу мая собралась у Бреонио, откуда 4 июня начала наступление по левому берегу реки Адидже. 6 июня обе армии расположились следующим образом. Австрийцы: генерал Гутенштейн (5 батальонов и 100 драгун для демонстрации со стороны Гардского озера) — напротив Монте-Бальдо, главные силы Евгения (16,5 тысяч и 20 орудий) — у Мартино, генерал Пальфи (2,5 тысячи конницы) — около Леньяго; кроме того, должны были присоединиться к армии 3700 человек пехоты и 5 тысяч кавалерии. Французы: 8700 человек у Риваги, 1 батальон у Феррары, 2300 человек у Буссоленго, 18 тысяч (главные силы Катина) около Вероны, 10 тысяч генерала Тессе в Оппеано, 4 тысячи в Мантуе; сверх того, ожидались на присоединение войска Виктора-Амадея Савойского.
Таким образом, Катина, вместо того, чтобы занять центральную позицию, откуда мог бы предпринять наступление в благоприятную минуту против переправляющегося противника, растянулся по Адидже кордоном. Последствием этого было то, что, получив известие о готовившейся переправе у Карпи, он не успел сосредоточить достаточно сил к угрожаемому пункту. Катина, потерпев 9 июля поражение в битве при Карпи и стянув к 10 июля к Ногаре до 20 тысяч человек, отошёл к реке Минчио.

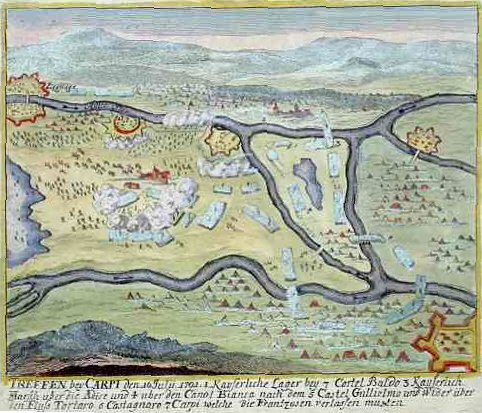
Сражение при Карпи

Между тем принц Евгений 9 июля переправился через Адидже у Карпи, а 15 июля прибыл в Виллафранку, где в тот же день соединился с Гутенштейном, следовавшим через Буссоленго. К 16 июля у Евгения было 33 тысячи и 70 орудий против 38 тысяч Катина, армия которого расположилась на фронте Мармироло — Боргетто. 25 июля к французской армии прибыл герцог Виктор-Амадей Савойский, имевший звание главнокомандующего.
26 июля австрийцы начали движение к Минчио на Салионце, а для прикрытия его отряд генерала Пальфи (1200 человек) должен был вести демонстрацию на Гойто; ночью все войска без помехи переправились и расположились близ Пескьеры.
Между тем Катина вместо того, чтобы, пользуясь численным превосходством, атаковать имперскую армию и отбросить её за Адидже, позволил ей совершить фланговый марш и восстановить сообщения с Тиролем. По переправе через Минчио принц Евгений решил использовать выгоды положения и обходом левого фланга французской армии заставить её без боя оставить свои позиции по Минчио, Кьезе и далее. 31 июля австрийцы выступили на Лонато и Каминело, где расположились лагерем. При указанном движении Евгений выигрывал новую коммуникационную линию на Тироль по долине Кьезе и занимал такое положение, что Катина должен был опасаться за Ольо.
Французский маршал, не уяснив себе обстановки, твёрдо был убежден в наступлении австрийцев в Мантуе и по реке По. Поэтому, переправившись через Ольо, он занял позицию близ Канетто. Узнав об отходе французов за Ольо, австрийский главнокомандующий передвинулся в Вигиццоло (8 августа) и отправил кавалерийский отряд Пальфи для рекогносцировки в сторону Кьяри и Палацоло. Известие об этом побудило Катина отвести армию к Сонцино, куда он прибыл 15 августа и занял позицию у Романенго.
Группировка сил в этот период времени была следующая. У Катина: в Романенго — 38 тысяч, в Ваприо — 12 тысяч (Водемон), всего 50 тысяч, и до 22 тысяч разбросано по крепостям. У принца Евгения — почти все войска в лагере у Вигиццоло (32 тысячи). 22 августа на смену Катина прибыл новый главнокомандующий, маршал Вильруа, получивший приказ короля перейти в наступление.
29 августа войска перешли реку Ольо и к 31 августа расположились к югу от Кьяри. Получив известие о переправе французов через Ольо, австрийский полководец расположился фронтом к югу на позиции у Кьяри. Австрийцы имели в своих рядах 13 тысяч пехоты, 9 тысяч кавалерии, французы — 30 тысяч пехоты, 8 тысяч кавалерии. 1 сентября французы без подготовки артиллерией атаковали позицию у Кьяри, но были отбиты с потерею 3600 человек убитыми и ранеными; потери австрийцев не превышали 200 человек.
После боя у Кьяри французская армия расположилась на линии Ураго — Кастрецато, где оставалась в бездействии более двух месяцев. Недостаток продовольствия вынудил, наконец, Вильруа в ночь на 13 ноября скрытно перейти через Ольо, отойти к Кремоне и расположиться на зимних квартирах. Евгений, не успев помешать отступлению французов, двинулся вниз по Ольо и, став между армией Вильруа и Мантуей, обложил эту крепость. Вслед за тем, овладев Боргофорте, Остилией, Понтемолино, Гвасталлой и Мирандолой, Евгений также расположился на зимних квартирах, прикрываясь Минчио и По и имея передовые посты на Ольо.

### Действия на море
В Европе действия на море сосредоточились у берегов Испании и Италии, причём в общем они были тесно связаны с операциями на суше. Подготовка и передвижение флотов (мобилизация и стратегическое развёртывание) начались ещё с 1701 года. Голландия выставила 24 линейных корабля, но часть из них и значительное количество фрегатов она оставила у своих берегов для защиты проходов, так как опасалась вторжения французов из Нидерландов. В ней находился отряд в 10 000 человек английских войск под командованием герцога Мальборо. Большая часть линейных кораблей под командованием адмирала Альмонда присоединилась к английскому флоту, который начал ещё в апреле собираться в Портсмуте под командованием адмирала Рука. Назначение союзного флота должно было производить давление на Испанию, завладев на её берегах надежными базами, чтобы не позволить соединиться французским морским силам, готовившимся в Тулоне и в Бресте, и не дать им устроить себе базы из испанских портов. Действительно, Людовик потребовал от испанского правительства, чтобы были укреплены и снабжены Кадис, Гибралтар и Порт-Магон.
Французы между тем в августе выслали из Бреста два отряда (адмиралы Кетлогон и Шато-Рено) в Вест-Индию с войсками и снабжением для колоний, а также чтобы провести оттуда «серебряный флот», от прибытия которого из Южной Америки зависели материальные средства Испании для ведения войны. Англичане, со своей стороны, решили перехватить этот флот. По получении известий о выходе Кетлогона адмиралу Руку было приказано наблюдать за Брестом, но он подошёл к нему уже после выхода Шато-Рено. Тогда Рук отделил эскадру (25 английских и 10 голландских кораблей) под командованием вице-адмирала Бенбоу к испанским берегам, чтобы перехватить «серебряный флот», после чего Бенбоу должен был с 10 английскими кораблями идти в Вест-Индию для поддержки операций колонистов, а остальные корабли прислать в Портсмут, куда Рук направился тогда же.
10 октября Бенбоу прибыл на Азорские острова, где ему сообщили, что «серебряный флот» уже вошёл в Кадис, а потому Бенбоу отослал свою эскадру в Англию, а сам с 10 кораблями прибыл 13 ноября на остров Барбадос. Между тем известие оказалось ложным. «Серебряный флот» и не выходил, так как галеоны не были готовы, и испанцы считали отряд Кетлогона слишком слабым для надежного прикрытия, вследствие чего он в феврале 1702 года вернулся в Брест.
Отряд Шато-Рено (10 кораблей) из Бреста пошёл сначала в Лиссабон, чтобы произвести давление на Португалию, верность которой союзу с Испанией уже тогда являлась подозрительной. Оттуда в конце октября он перешёл в Кадис. В Кадисе отряд Шато-Рено встретился с французской эскадрой из 20 линейных кораблей под командованием графа д’Эстре, которая ещё с мая выдвинулась сюда из Тулона. Получив известие о появлении эскадры Бенбоу и о возложенной на него задаче, Шато-Рено отправился с 14 кораблями за «серебряным флотом», а д’Эстре, слишком слабый после этого, чтобы противодействовать Бенбоу, покинул Кадис, взяв испанские войска для перевозки в Неаполь и Сицилию, после чего вернулся в Тулон. Шато-Рено прибыл в Санта-Круз и в марте 1702 года тронулся с «серебряным флотом» в Европу через Гавану.

## Кампания 1702 года
С 1702 года началась настоящая война. Виллар и еще несколько лучших советников Людовика XIV убеждали короля сосредоточить свое внимание на Рейне и Дунае, где, как они указывали, находились главные силы союзников. Этот совет был проигнорирован, и крупнейшая французская армия была задействована на Маасе в Нидерландах, в то время как рейнский фронт был поручен меньшим силам, действующим в обороне.
Весной 1702 года Англия направила эскадру в Португалию и заставила короля Педру II расторгнуть договор с Францией. Император Леопольд I получил крупные субсидии от Великобритании и Голландской республики для финансирования военных действий. Большинство княжеств и кругов Священной Римской империи заявили о поддержке Габсбургов. Только курфюршества Бавария, Кёльн, герцогство Брауншвейг-Вольфенбюттель и герцогство Саксен-Гота-Альтенбург не хотели присоединяться к альянсу.
Леопольд решил собрать имперскую армию численностью 40 000 человек на Рейне, где она объединит контингенты из различных княжеств Священной Римской империи. Эта армия будет передана под командование его сына Иосифа (будущего императора), но настоящим командующим будет маркграф Людвиг Вильгельм Баденский.

### Действия в Италии
В начале 1702 года австрийские войска (50 тысяч человек) занимали квартирное расположение к востоку от реки Ольо, в районе Остиано, Новеллара, Мирандола и Кастильоне.
Французы стояли западнее реки Ольо (главная квартира город Кремона) и 6 тысяч человек Тессе в Мантуе. Силы Вильруа насчитывали до 75 тысяч. Рассчитывая, что отправленные к нему подкрепления успеют прийти ранее, чем ожидаемые принцем Евгением, маршал хотел заставить последнего снять блокаду Мантуи и, усилившись отрядом Тессе, вынудить принца Евгения перейти обратно за Минчио. Однако Евгений Савойский решил ещё до прибытия к противнику подкреплений овладеть Кремоной, введя туда войска подземным ходом из крепостного рва, ведущим в погреб австрийского сторонника, аббата Козоли.

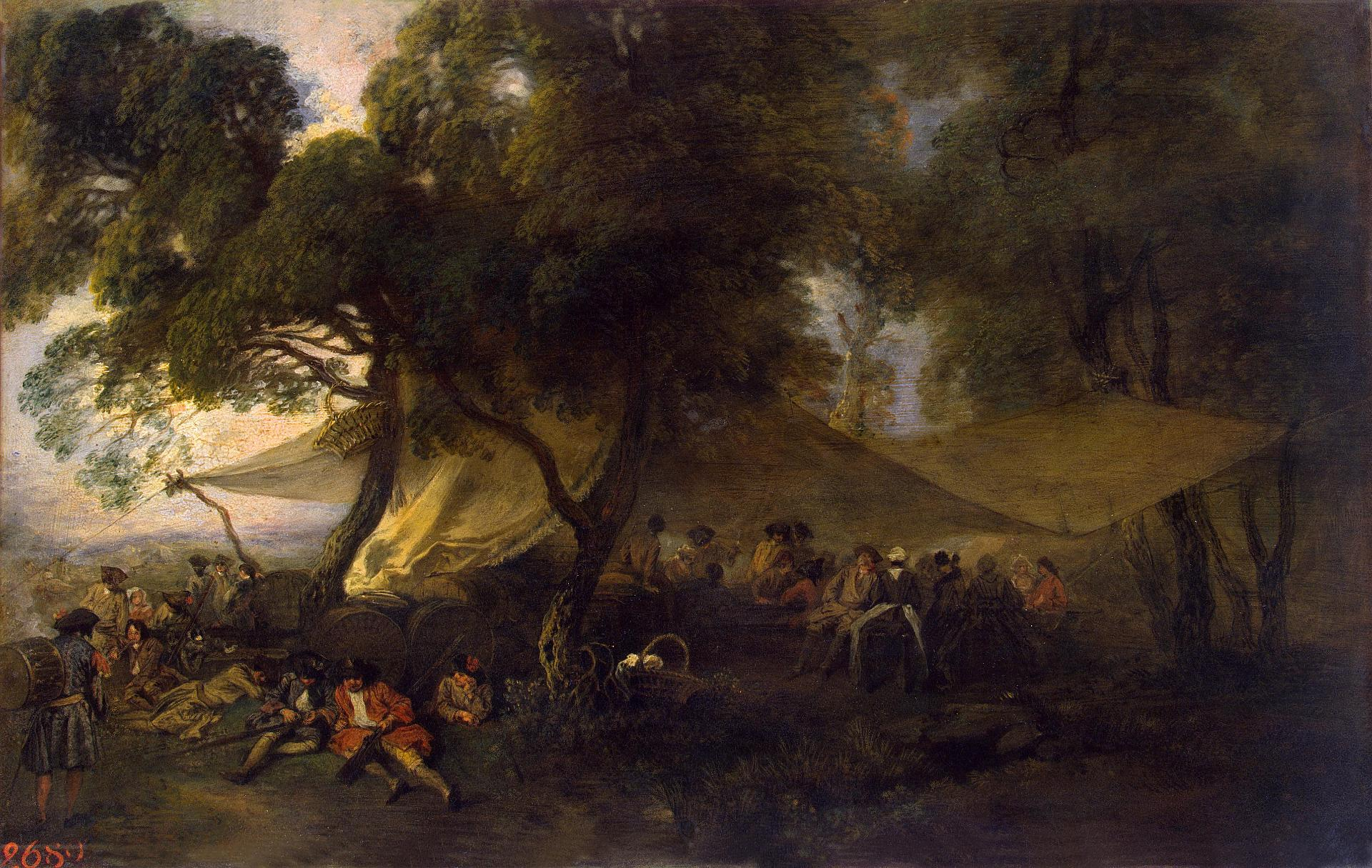
Картина Антуана Ватто Удобства войны

В 7 часов утра 1 февраля 600 человек, собравшись во дворе дома аббата, двинулись в город, овладели воротами, перебили караул, заняли главную площадь Кремоны и взяли в плен маршала Вильруа. Но этим и окончились успехи имперцев. Заступивший на место Вильруа генерал Ревель, собрав войска, вынудил австрийцев оставить город.
18 февраля прибыл новый главнокомандующий французской армии, герцог Вандом, который решил перейти в наступление по южному берегу По и затем предпринять операции по деблокированию Мантуи. 18 марта французская армия, усиленная до 56 тысяч, начала стягиваться к Страделле, а 26 марта начала наступление, 30 марта она дошла до реки Нура; но трудность продовольствия на правом берегу По замедляла движение и вынудила французов переправиться на левый берег.
Со своей стороны принц Евгений, получив известия о наступлении французов, приказал снять блокаду Мантуи и сосредоточил главные силы (24 тысяч) на линии Куртатоне — Боргофорте. Между тем Вандом, перейдя реку По и следуя на Пральбойно, 23 мая дошёл до Минчио, занял Ривальту и Гойто и принудил имперцев очистить весь левый берег Минчио. 1 июня Вандом овладел Кастильоне. Сообщения принца Евгения с базою подвергались теперь большой опасности.
Затем Вандом решил частью войск держаться у Ривальты, а с другою перейти через реку По и здесь, демонстрируя против Гвасталлы, сосредоточенными силами двигаться на Боргофорто. 8 июля он, оставив у Ривальты Водемона с 33 тысячами, сам с 38 тысячами направился на правый берег По и 25 июля дошёл до реки Энца.
Получив известие о наступлении Вандома, принц Евгений сделал распоряжение об устройстве тет-де-пона у Боргофорте на 6 тысяч человек, а 3 кавалерийским полкам генерала Висконти приказал двинуться к Бресчелло и наблюдать за линией реки Энца, а также позаботиться о постройке тет-де-пона у Сен-Виттории, куда отошли его части при приближении французов.
Вандом решил атаковать Висконти у Сен-Виттории. Застигнутый врасплох отряд Висконти пытался оказать сопротивление, но был отброшен к Гвасталле с потерею 600 человек убитыми и ранеными, 400 пленными. Французы потеряли около 200 человек.

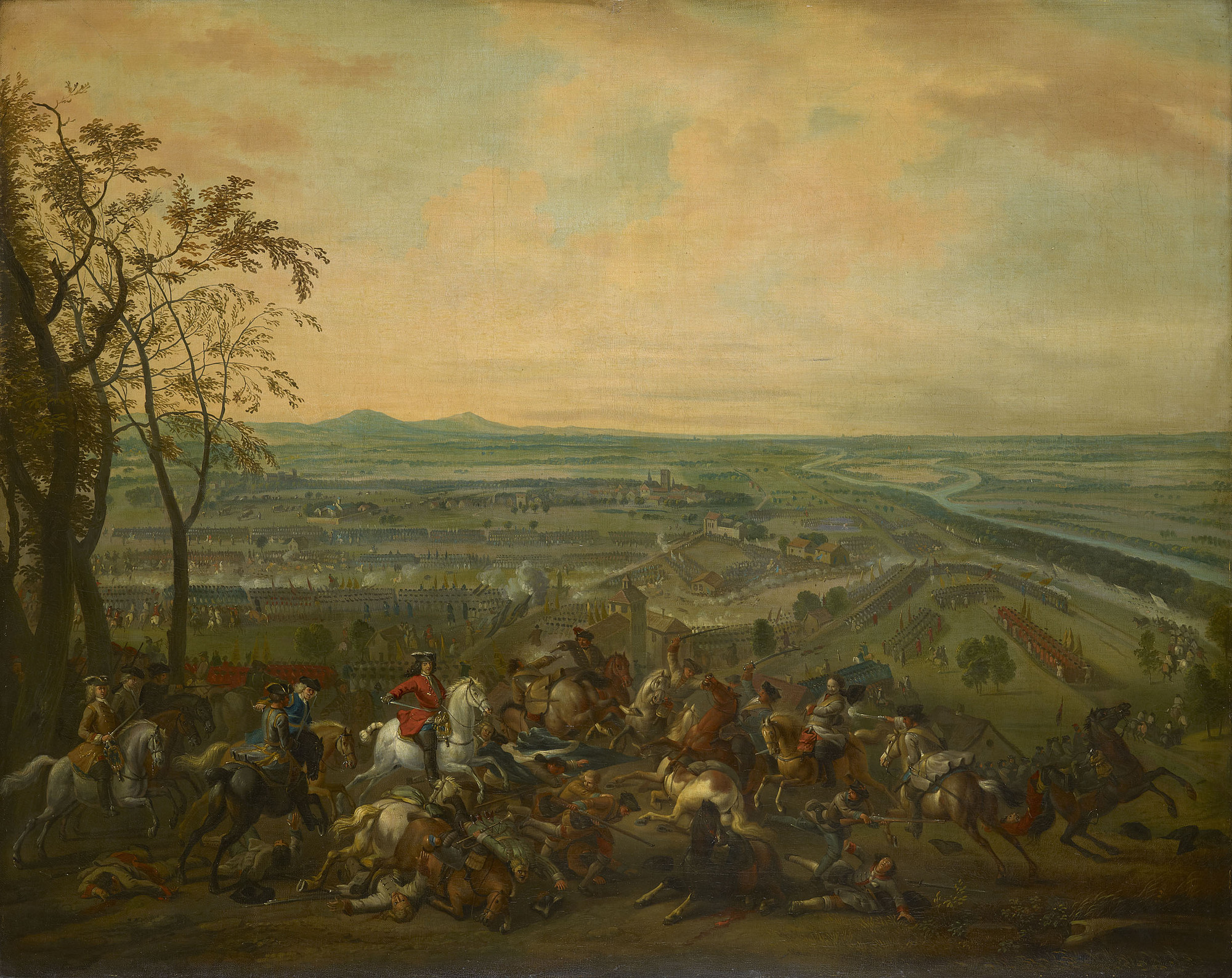
Картина Яна ван Гухтенбурга Сражение при Луццаре

28 июля Вандом выступил из Сен-Виттории в Новеллару, выделил небольшой отряды для занятия Реджио, Карпи, Модены и Кореджо и надеясь притянуть к себе часть войск Водемона (занявшего тем временем Монтанаро и Куртатоне), дабы продолжать наступление в направлении Боргофорте.
В ночь на 1 августа австрийцы переправились через По и потянулись к Солето. 14 августа, получив от Водемона 7 тысяч подкреплений, армия Вандома (до 30 тысяч, 49 батальонов и 103 эскадроне) выступила к Луццаре, куда и прибыла в 8 часов утра 15 августа. Со своей стороны принц Евгений, получив известие о наступлении французов, в 10 часов утра двинулся к Луццаре из Солето (25 тысяч, 38 батальонов, 80 эскадронов и 57 орудий). Развернулось кровопролитное сражение при Луццаре, длившееся весь день. Только темнота ночи и усталость войск не позволили продолжать сражение, в котором победитель не был выявлен. Потери австрийцев составили 2700 человек убитыми и ранеными; французов — около 3 тысяч.
Затем военные действия приостановились, и только лишь в первых числах ноября Вандом решил обойти левый фланг Савойского. 5 ноября французы двинулись по направлению к Реджиоло. 7 ноября Вандом захватил мост у Банданелло и расположился здесь лагерем. Сообразив, что намерения Вандома клонятся к занятию винтер-квартир в районе рек Секья и Панаро, Евгений Савойский направил 4 полка кавалерии на правый берег Секкьи с приказанием задерживать переправу французов до подхода главных сил. Атаковать сильную позицию имперцев Вандом не решился и 13 ноября отошёл к Фабрико для занятия зимних квартир; его примеру последовал и Евгений. 14 ноября Вандом овладел Боргофорте, а в декабре пало Говерноло.

### Действия в Нидерландах

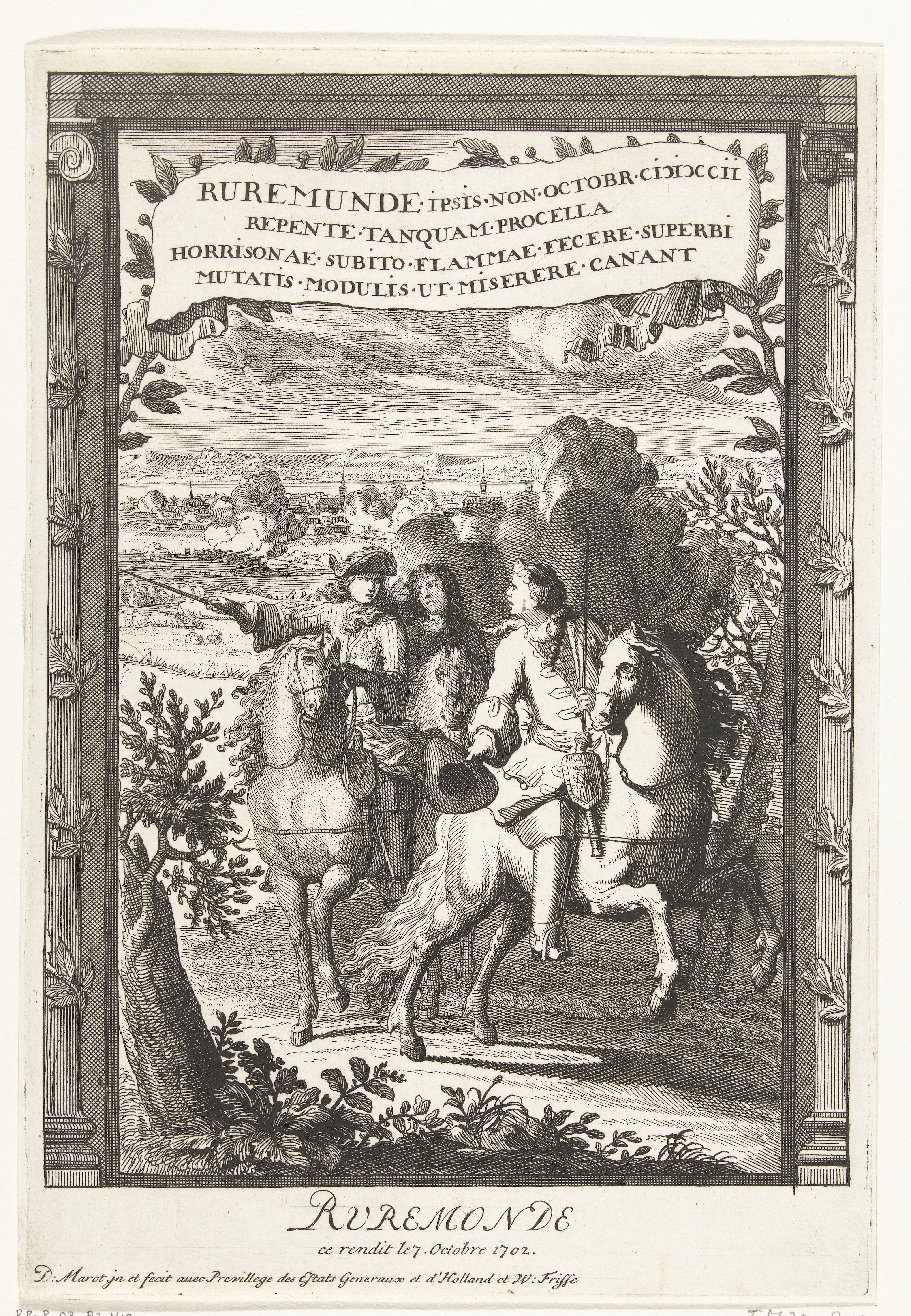
Панно с изображением победы в Рурмонде 7 октября 1702 года.

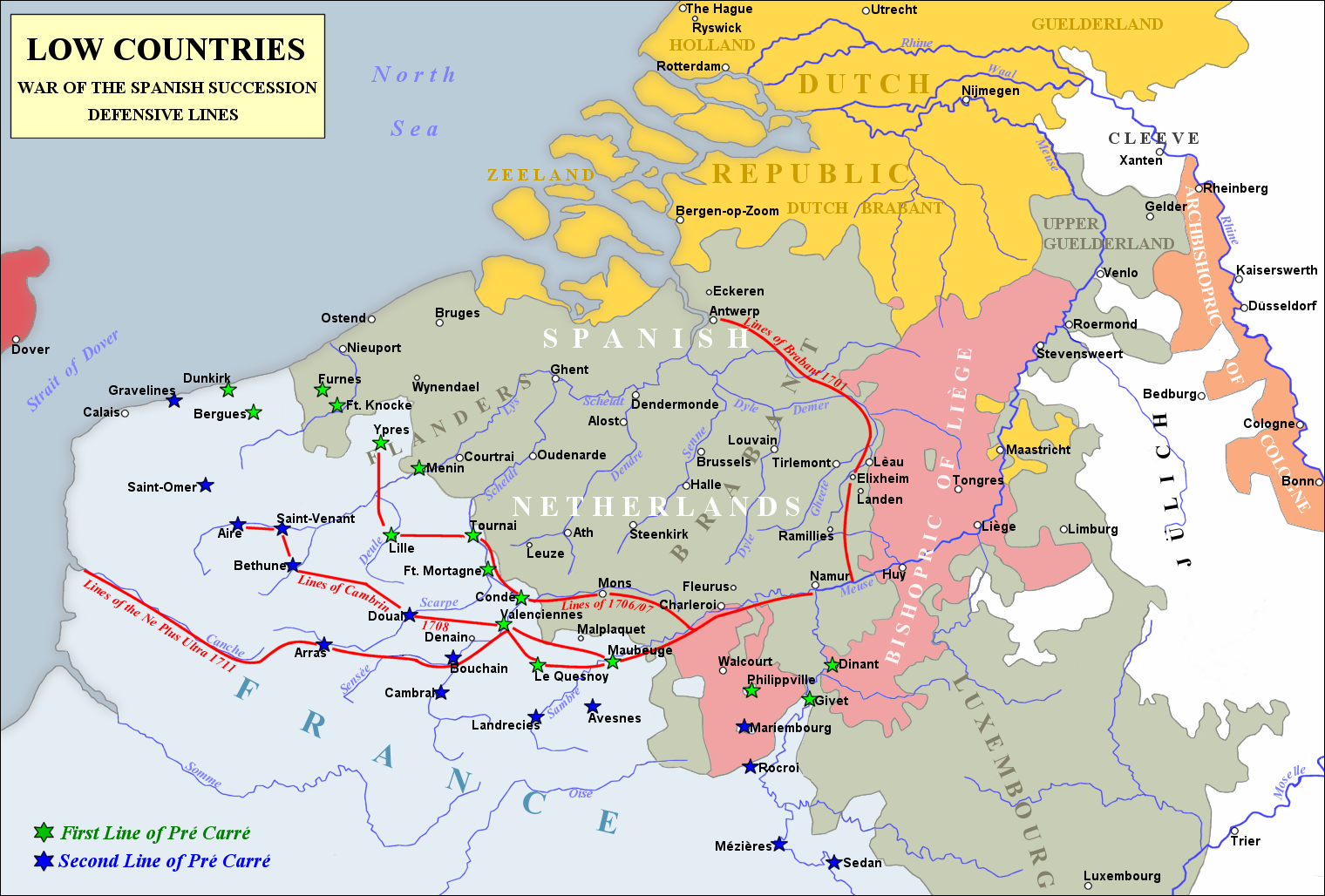
Испанские Нидерланды и французские оборонительные линии.

В Нидерландах кампания 1702 года началась осадой города Кайзерсверта (близ Дюссельдорфа), где заперся 5-и тысячный французский гарнизон Бленвиля. 18 апреля англо-голландская армия герцога Нассауского (19 тысяч) осадила город. На его выручку двинулся маршал Буфлер (36 батальонов, 58 эскадронов, всего 25 тысяч), которому удалось дать бой при Неймегене (10-11 июня) отряду генерала Атлона (27 батальонов, 61 эскадрон, всего 23 тысячи человек). Голландцы потеряли 400 человек убитыми и ранеными и 300 пленными, французы до 200 человек. Однако операция провалилась. Французы не смогли взять Неймеген, заставить корпус Атона вступить в серьёзное сражение или снять осаду с Кайзерсверта, который через несколько дней сдался союзникам.
В июне 1702 года герцог Мальборо высадился во Фландрии. 25 июня он был назначен командующим объединенной англо-голландской армией в Нидерландах. Армии, которыми командовали Атлон и Нассау-Узинген, были объединены и усилены войсками, только что прибывшими из Англии и Германии.  Мальборо повёл объединённые силы англичан, голландцев и немцев (60 000 человек) вдоль Мааса, потому что эта река имела очень важное значение как операционная линия. 11 сентября герцог Нассауский (30 тысяч) обложил Венло, защищавшийся 4-х тысячным французским гарнизоном де-Лабади, и к 23 сентября принудил крепость к сдаче. 29 сентября был обложен Рурмонд, сдавшийся на капитуляцию 7 октября.
Обессиленный отсылкой отрядов в Эльзас и Ландау, Буфлер не мог предпринять ничего решительного и, расположившись лагерем в Тонгре, тщетно старался прикрыть угрожаемый осадою Льеж. Маршал должен был довольствоваться тем, что успел ввести в город 8-и тысячный гарнизон и затем, при приближении к городу 40-тысячной армии Мальборо, избегая боя, отойти к Жанарену 17 октября. Льеж сдался, и 23 ноября все войска расположились на зимних квартирах.
Таким образом, кампания на этом театре военных действий прошла хорошо для союзников. Но какой бы болезненной ни была для французов потеря этих крепостей, основные линии укреплений Испанских Нидерландов еще не были прорваны.

### Действия на Рейне
В Эльзасе и в Баварии кампания 1702 года началась переходом маркграфа Людвига Баденского (32 тысячи пехоты и 14 тысяч кавалерии) через Рейн между Майнцем и Шпеером (27 апреля), и расположением его войск лагерем у Франкенталя, где он занимался приготовлениями для осады Ландау.
Маршал Катина, вызванный из Италии и стоявший в Страсбурге, пытался оказать помощь 5-тысячному гарнизону, но, будучи численно слабым, не мог иметь успеха. 18 июня имперцы тесно обложили Ландау, который капитулировал 9 сентября. Французы потеряли 1700 человек убитыми и ранеными, остальные получили свободный пропуск в Страсбург.
В этот же день курфюрст Баварский (25 тысяч) овладел Ульмом и, оставив там 4-тысячный гарнизон, отправил генерала графа д’Арко с 10 тысячами к горам Шварцвальда, чтобы войти в связь с армией Виллара, отправленной Людовиком XIV для усиления войск Катина. Д’Арко овладел Кирхбахом на Иллере, Биберахом, Мемингеном, Аугсбургом и Офенгаузеном. Узнав о движениях баварцев, маркграф решил помешать им соединиться с Вилларом, для чего перешёл через Рейн (22 сентября) на высоте Страсбурга, занял войсками все проходы гор Шварцвальда и стал на пути соединения союзников. Решение Людвига Баденского было правильное, но ему следовало не медлить с атакой и раздавить курфюрста до прибытия французов, а затем обрушиться на Виллара. Однако осторожный маркграф ограничился лишь занятием Хагенау и Бишвейлера и усилил наблюдение за проходами Шварцвальда.
24 сентября Виллар с 30 батальонами, 40 эскадронами и 33 орудиями, обойдя горы через Гюнингенский проход, успел достигнуть Гюнингена, где распорядился постройкой моста, который был готов в полдень 1 октября. В виду неприятеля маршал перешёл 2 октября на правый берег Рейна (подвиг, который высоко ценился в своё время, как выдающийся эпизод всей этой кампании) и решил атаковать имперцев, обойдя их через Вильц, и затем подать руку баварцам, на соединении с которыми особенно настаивал по политическим соображениям французский король.
После ряда марш-манёвров и обходных движений он атаковал маркграфа при Фридлингене (14 октября). Французы имели в своих рядах 17 тысяч, а имперцы — 14 тысяч. Двухчасовое сражение было упорным, и победа колебалась. Взятие окопов на высотах Фридлингена и блестящая атака кирасир решили сражение в пользу французов, потерявших 2,5 тысячи убитыми и ранеными; потери имперцев до 2 тысяч человек. Маркграф Людвиг отступил к Штауфену, где соединился с подкреплениями.
После сдачи Фридлингена (15 октября) враждебные армии были отведены на зимние квартиры.

### Действия на море
Начало военных действий было задержано смертью английского короля Вильгельма III Оранского (8 марта 1702 года). Только в конце июня 1702 года в Портсмуте было сосредоточено 30 английских и 20 голландских линейных кораблей, 13 фрегатов, 9 брандеров, 8 мортирных судов и около 100 транспортов с 9000 английских и 4000 голландских войск. Предполагалось завладеть Кадисом, чтобы устроить из него базу для экспедиций в Средиземном море, для перерыва сообщения между Тулоном и Брестом, для операций против испанской и французской морской торговли и для защиты торгового пути в Средиземное море. Главное начальство над экспедицией было вручено адмиралу Руку, голландской эскадрой командовал адмирал Альмонд. В английском канале для блокады Бреста и защиты торговли должна была остаться английская эскадра из 30 кораблей под командованием адмирала Шовеля, и у голландских берегов голландская эскадра из 15 кораблей под командованием вице-адмирала Эвертсена.
Только 1 августа Рук вышел из Портсмута. Он уже имел известие от Бенбоу из Вест-Индии, что Шато-Рено в марте вышел с «серебряным флотом». Поэтому после завладения Кадисом он должен был вернуться на север, чтобы ждать Шато-Рено у северного испанского берега, а Шовель получил приказание стеречь его у французских берегов. Считалось более вероятным, что Шато-Рено приведёт «серебряный флот» в один из французских портов.

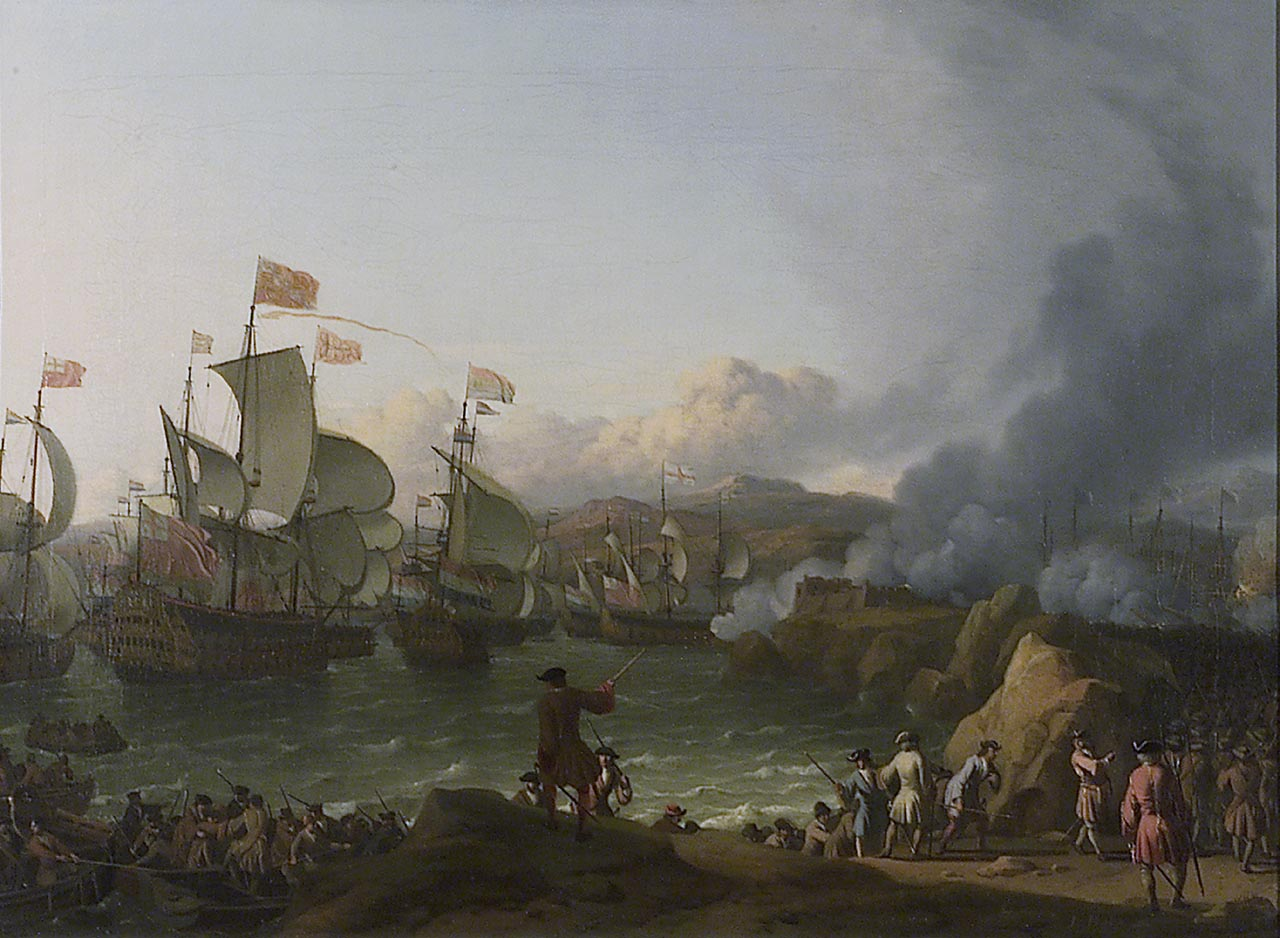
Во время битвы в гавани Виго англичане и голландцы уничтожили испанский флот, перевозивший серебро на сумму около миллиона фунтов стерлингов

23 августа Рук появился перед Кадисом, но попытка овладеть им окончилась полной неудачей. 1 октября экспедиция перешла в Лагуш, где суда налились водой, и 6 линейных кораблей с 3000 войск на транспортах были отправлены в Вест-Индию для усиления отряда адмирала Бенбоу. Экспедиция же тронулась в Англию, продвигаясь очень тихо вдоль берега вследствие противных ветров.
В то же время Бенбоу у берегов колумбийского побережья провёл недельный бой (29 августа — 4 сентября) с французской эскадрой под командованием Дюкасса. Бенбоу преследовал и яростно атаковал французскую эскадру, но отказ большинства его капитанов поддержать атаку позволил Дюкассу спастись. Во время столкновения Бенбоу повредил ногу и спустя два месяца умер от болезни. Двое его капитанов были обвинены в трусости и повешены.
Шато-Рено с «серебряным флотом» прибыл в Виго 27 сентября, и как раз вовремя, так как адмирал Шовель только что получил приказание перейти от Бреста к мысу Финистерре. Через английского посланника в Лиссабоне известие о нахождении «серебряного флота» дошло до Рука, и он решил им завладеть. 23 октября он ворвался на рейд, уничтожил эскадру Шато-Рено и захватил значительную часть «серебряного флота». Это был огромный и важный успех для союзников, которому французы оказались не в состоянии помешать, так как не могли собрать достаточно сильного линейного флота, чтобы вступить в борьбу с флотом союзников в открытом море. Французский флот опять был разбит на небольшие отряды, находившиеся в различных портах, причём главное их назначение было способствовать нападению на торговлю противников. Если бы собрать их вместе, они могли бы, в особенности в 1702 году, когда союзный флот действовал с крайней медлительностью, удержать его в Английском канале или Средиземном море, но это не входило во французские планы ведения морской войны. В результате — потеря 14 линейных кораблей и огромных средств, на которые надеялись для продолжения войны, и появление в 1703 году эскадры союзников уже в Средиземном море.

## Кампания 1703 года
Зимой 1702–1703 годов Людовик XIV увеличил численность своих армий на Рейне, в Италии и во Фландрии, в то время как другая армия была собрана под командованием маршала де Монревеля, чтобы подавить восстание камизаров в Севеннах. В 1703 году Бавария должна была стать центром тяжести французских операций, а в Италии и Нидерландах планировались только кампании методического и ни к чему не обязывающего характера. Французское командование строило серьёзные планы, включающие захват австрийской столицы объединёнными силами Франции и Баварии. Во многом этим планам должно было поспособствовать вспыхнувшее в мае 1703 года в Венгрии восстание Ракоци, которое охватило почти всю территорию Венгерского королевства и отвлекло крупные австрийские силы на восток.
Зимой 1702–1703 годов английская королева Анна сделала графа Мальборо герцогом. Мальборо тоже имел планы нанести удар по жизненно важной части врага. Он не думал об осадной кампании, поскольку считал, что для того, чтобы заставить врага действовать и победить его, стоит захватить двадцать мелких крепостей.
Союзники также провели успешные дипломатические переговоры, убедив герцогство Савойское (договор подписан 5 января) и Португалию (договор подписан 16 мая) присоединиться к Великому альянсу. В то же время Англия, ранее наблюдавшая за попытками Филиппа удержаться на испанском престоле, теперь решила, что её коммерческие интересы будут в большей безопасности при правлении эрцгерцога Карла.

### Действия на Рейне и Дунае

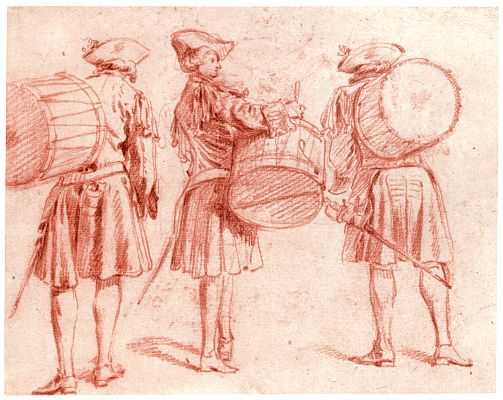
Рисунок Антуана Ватто Три барабанщика

На Рейне и Дунае французы рассматривали великие проекты, и речь шла о захвате Вены объединённой франко-баварско-венгерской армией. Первой мерой для достижения этой цели было соединение армии Виллара с армией курфюрста Баварии. Предварительно нужно было закрепиться на правом берегу Рейна и таким образом получить доступ к самым лёгким дорогам через горы, ведущим в Баварию, чтобы поддержать единственного союзника, оказывая ему помощь в самой Германии. У Виллара был выбор между Фрайбургом, Альт-Брайзахом и Келем.
Для имперцев основной целью стало уничтожить силы Максимилиана Баварского и захватить его владения. Численность армии баварского курфюрста достигала 52 тысяч, но около половины её составляли гарнизоны, разбросанные по нижнему Инну, в Ингольштадте, Неймарке и прочих местах. Выдвинутые против баварцев на левом берег Дуная имперские войска были расположены в 2 группах: графа Штирума и графа Шлика (30 тысяч); против армии Виллара (49 батальонов и 77 эскадронов, всего 32 тысячи) на верхнем Рейне и в районе Брайзах — Фрайбург стоял маркграф Людвиг Баденский (35 тысяч), а на Мозеле расположился 9-и тысячный отряд принца Гессенского, прикрывавший осаду Трарбаха.
В середине января Таллар (12 тысяч) начал военные действия движением против принца Гессенского, вынудил его снять осаду Трарбаха (24 февраля) и 3 марта овладел Санкт-Венделем.
Почти одновременно с Талларом начал операции и Виллар. Его войска, разбросанные в Эльзасе и Франш-Конте, постепенно стягивались к Рейну на Альтенгейм, Нейбург и Гюнинген. Цель действий маршала сводилась к обходу и к внезапному нападению на зимние квартиры маркграфа Баденского, после чего он предполагал, овладев Келем, двинуться в Баварию на соединение с войсками курфюрста. 12 февраля он начал движение через Кадерн на Нейбург и, миновав линию Брайзах — Фрайбург, 18 февраля прибыл в Альтенгейм, а 19 февраля на Кинциг, откуда предпринял внезапное нападение на винтер-квартиры имперцев, вынудив их отступить.
Вслед за тем Виллар овладел Оффенбургом и 25 февраля осадил Кель (2,5 тысячи гарнизона). 9 марта крепость сдалась.
Тем временем курфюрст Максимилиан начал действия, пользуясь отвлечением Вилларом части имперских сил, и 4 февраля занял Нойбург — единственную переправу австрийцев на верхнем Дунае. С 12 тысячами, сосредоточенными в Браунау, он выступил к Пассау, в бассейн нижнего Инна, где при Зигхартинге 11 марта атаковал 10-и тысячный отряд фельдмаршал-лейтенанта Леопольда Шлика и разбил его. Имперцы потеряли 1200 человек убитыми и ранеными, баварцы около 500 человек. Новая победа курфюрста при Шмидмюлене (или Эмхофе) 28 марта над войсками Штирума заставила имперцев снова сосредоточить силы к Дунаю.
Тогда Виллар (34 тысячи) 18 апреля перешёл через Рейн у Страсбурга, двинулся на соединение с баварцами и 10 мая у Ридлингена вошёл в связь с ними. При личном свидании с курфюрстом маршал предложил ему соединёнными силами (60 тысяч) долиною Дуная двигаться прямо на Вену, в связи с венгерским восстанием почти очищенную от габсбургских войск, в то время как Таллар будет сдерживать армию маркграфа Баденского. Сначала Максимилиан согласился, но потом, опасаясь движения имперцев в собственные владения, отказался.
14 июня 24-х тысячная баварская армия начала наступление к Тиролю. Последовательно были взяты Куфштейн (18 июня), Инсбрук (22 июня), Ротенбург, Шарниц, Эренберг. 26 июня курфюрст достиг Миттенвальда; где оставался лагерем до 21 августа, надеясь войти в связь с Вандомом, войска которого все ещё находились близ Мантуи. 21 августа, получив известие о движении Шлика к Нейбургу и о переходе его через Инн, Максимилиан повернул назад и вернулся в Мюнхен. В продолжение этих бесполезных маршей-манёвров своего союзника Виллар, связанный условием прикрывать Баварию от покушений на неё со стороны Людвига Баденского и графа Штирума, не мог начать движение.
26 июня имперская армия (40 тысяч) маркграфа остановилась у Лангенау, а 11 июля начала закрепляться вокруг Хаунсхайма, недалеко от позиций французов. Со своей стороны Виллар укрепился на левом берегу Дуная, между Диллингеном и Лауингеном. Маркграф не решился атаковать французскую армию на этой позиции, предпочитая овладеть ею путём маневрирования, для чего отправил 5-тысячный отряд Латура к реке Иллеру для вторжения в Баварию, рассчитывая заставить маршала перейти на правый берег Дуная для прикрытия владений Максимилиана. Однако Виллар, разгадав план противника, не тронулся с места, отправив лишь 4,5 тысячный отряд Легаля к Оффенгаузену. Последний на рассвете 31 июля атаковал войска Латура при Мундеркингене и нанёс им поражение.
23 августа, оставив против Виллара у Диллингена 20-и тысячный корпус Штирума, маркграф 28 августа переправился через Дунай выше Ульма и через верхний Иллер и Мемминген направился к Аугсбургу. Маршал пытался остановить имперцев высылкой отряда в 20 батальонов и 44 эскадрона к Аугсбургу, но маркграф успел предупредить французов и 5 сентября занял этот город, перебросив через реку Лех два моста и выслав многочисленные конные партии к стороне Мюнхена.
Получив известие о движении к Аугсбургу армии Максимилиана Баварского и желая притянуть к себе Штирума, маркграф Баденский послал последнему приказание идти к нему на соединение. 18 сентября Штирум выступил из Диллингена и 19 сентября достиг Швенингена в то время, как войска курфюрста приближались к Донауверту, где и соединились с Вилларом. За выделением гарнизонов силы союзников достигали 30 тысяч, тогда как отряд Штирума имел не более 18 тысяч.
Вечером 19 сентября, оставив в Диллингенском укреплённом лагере отряд д’Уссона, союзники начали общее наступление. 20 сентября при Гохштедте произошло сражение, начавшееся атакой д’Уссона войск Штирума у Обер-Глаугейма. Атака французов окончилась неудачей: обойдённый неприятельской кавалерией, имея перед собою превосходящие силы и не получая вестей от Виллара, занятого переправой через Дунай, д’Уссон поспешно отступил в свои укреплённые линии. Только в 10 часов утра маршал и курфюрст прибыли к полю сражения. Обойдя левый фланг имперцев, союзники атаковали их так энергично, что они поспешно начали отступать к Нордлингену, и, если бы д’Уссон в этот момент вышел из Диллингенского лагеря и стал бы на путь отступления Штирума, поражение имперцев явилось бы ещё более полным. Они потеряли 4 тысячи убитыми и ранеными; союзники не более 1,5 тысяч. Остатки разбитой имперской армии в беспорядке отходили к Нордлингену, откуда граф Штирум надеялся достигнуть верхнего Дуная и соединиться с маркграфом, стоявшим в Аугсбурге.
22 сентября союзники двинулись туда через Донауверт, Вертинген, Бибербах и 26 сентября достигли Герстгофена, близ Аугсбурга. Но, видя перед собою сильно укреплённые позиции и опасаясь движения Штирума через Шварцвальд, они удовольствовались тем, что для прикрытия Баварии оставили на Лехе 19-и тысячный отряд и через Биберах и Баргау направились к Вилингену (8 тысяч), на левый берег Иллера. Получив о том известие, Людвиг Баденский, оставив в Аугсбурге 6-и тысячный гарнизон, начал наступление к Иллеру и овладел Меммингеном, но затем отошёл к Лейткирху. В Меммингене начались разногласия между маршалом и курфюрстом. Первый предложил атаковать маркграфа, пока он не соединился с Штирумом, но последний не согласился с планом Виллара, предпочитая крепостную войну, и 16 ноября овладел Кемптейном. 20 ноября
Виллар прибыл в Шаффхаузен и, передав командование своему преемнику Фердинанду, граф де Марсену, отбыл во Францию.
Кампания 1703 года на Дунае закончилась осадою и взятием Аугсбурга (с 3 по 16 декабря), 6-и тысячный гарнизон которого сдался Максимилиану Баварскому.
Пока происходили эти события, Таллар (26 тысяч) 13 октября осадил Ландау (6 тысяч имперцев графа Фризена). Принц Гессенский 13 ноября выступил из Шпейра с 24 тысячами на помощь Ландау. Между тем Таллар, соединившись с отрядом Праконталя и имея 18 тысяч человек, двинулся против неприятеля вечером 14 ноября и на другой день наткнулся на него у реки Шпейрбах (в баварском Пфальце, на левом берегу Рейна). Не перестраивая походные колонны в боевой порядок и боясь упустить момент, маршал повёл атаку и на Шпейербахе нанёс имперцам поражение. Имперцы потеряли 6 тысяч убитыми и ранеными; французы — около 4 тысяч.

### Действия в Нидерландах

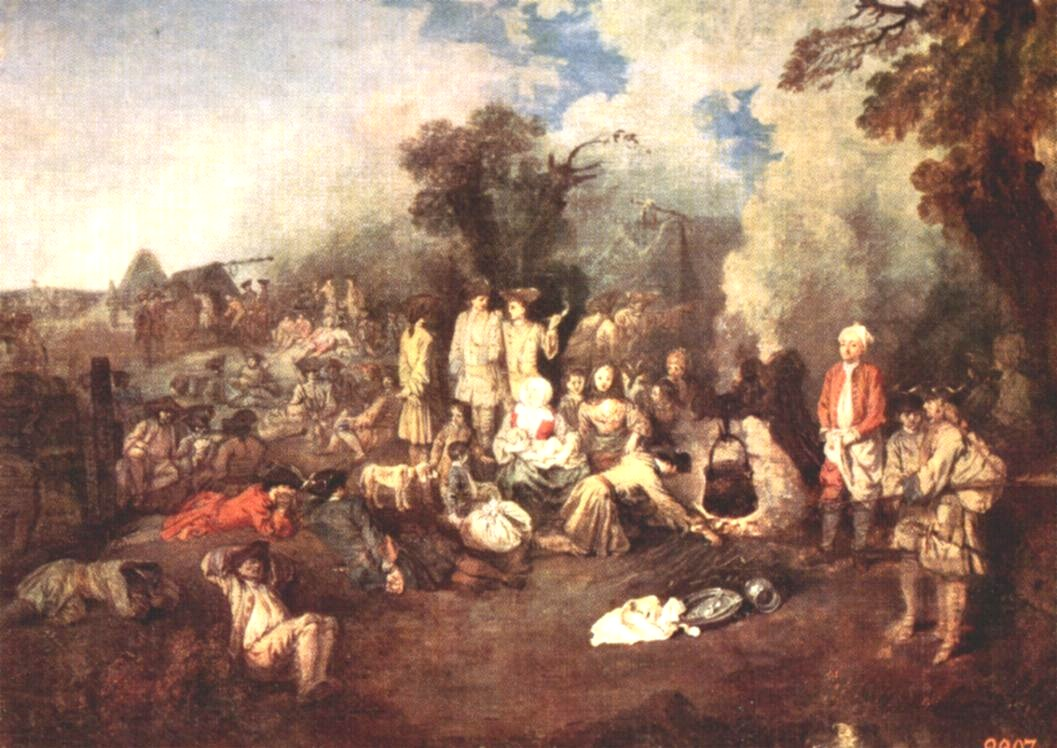
Картина Антуана Ватто "Бивак"

При открытии кампании 1703 года французская полевая армия (54 батальона и 103 эскадрона) под командованием Виллеруа и Буффлера находилась за линией Брабанта, испанские войска - за линией Фландрии (Антверпен-Гент-Эйр). Вместе две армии значительно превосходили Мальборо по численности (90 000 против 50 000). Союзники были слабее, а это обстоятельство в связи с разногласиями англичан и голландцев мешало Мальборо действовать решительно.
Кампания началась сдачей Рейнсберга отряду голландского генерала Лоттума (9 февраля), после чего союзники под командованием Мальборо (около 40 тысяч) 24 апреля осадили Бонн, а 15 мая принудили его к сдаче. Осаду Бонна прикрывал отряд генерала Оверкерка, расположенный вдоль Мааса, вблизи Люттиха и Маастрихта. Другой же англо-голландский корпус был расположен близ устьев Шельды. После сдачи Бонна Мальборо и армия, проводившая осаду, присоединились к армии, с которой Оверкерк стоял у Маастрихта, с целью противодействовать французской армии Виллеруа и не допустить ее продвижения на помощь Бонну.
Ещё до сдачи Бонна 9 мая маршал Виллеруа выступил из Тирлемонского лагеря и на другой день прибыл к Тонгру, гарнизон которого составлял всего 2 голландских батальона. Оверкерк успел собрать к Ланакену (близ Маастрихта) до 31 тысячи, и, когда 14 мая утром Виллеруа подошёл (около 35 тысяч) к Ланакену, он увидел неприятеля почти равным по численности и на неприступной позиции. Не пытаясь его атаковать, Виллеруа отошёл обратно к Тонгру.
Тем временем, благодаря присланным подкреплениям, силы союзников возросли до 82 тысяч, не считая гарнизонов. 25 мая Мальборо выступил из Маастрихта с целью отрезать французскую армию от Антверпена и затем предпринять осаду этого города. Но несогласия между союзниками мешали английскому главнокомандующему действовать решительно. Большую часть мая и июня продолжались безрезультатные движения с обеих сторон, после чего Мальборо решил атаковать и прорвать укреплённые линии, за которые отошла французская армия. Мальборо планировал взять Остенде или Антверпен или хотя бы вынудить французов вступить в открытый бой.
Он приказал голландскому генералу Менно ван Коегоорну двинуться на Остенде и осадить город, но тот лишь разграбил окрестности между Остенде и Антверпеном. Другой голландский генерал, Обдам, 28 июня двинулся из Берген-оп-Зома в сторону Антверпена и на следующий день прибыл в Экерен, в семи километрах от Антверпена. Однако герцога де Виллеруа не остановила отвлекающая тактика Мальборо, и он послал все свои войска из Диста для защиты Антверпена. Когда Мальборо узнал об этом, он попытался предупредить Обдама, но было слишком поздно, и в итоге 30 июня состоялась безрезультатная битва при Экерене. Битва мало что значила в стратегическом плане. Голландцы отошли на несколько километров, заняв тактически более выгодную позицию, а отряд Буфлера вернулся, как ни в чем не бывало, к основной армии французов. Ситуация во Фландрии мало изменилась. И до, и после битвы все зависело от действий главных армий Мальборо и Виллеруа.
19 августа Мальборо приступил к осаде крепости Гюи, гарнизон которой (6 тысяч) капитулировал 25 августа. 17 сентября пал Гельдерн, осаждённый ещё с февраля, а 27 сентября союзники заняли Лимбург, чем и закончились военные действия 1703 года. Хотя эти крепости попали в руки союзников через несколько месяцев после Экерена, Мальборо не смог вынудить Виллеруа вступить в решающее сражение.

### Действия в Италии
Предыдущая кампания окончилась неудачно для имперцев, в руках которых из всех прежних завоеваний оставалась одна Мирандола и единственный путь сообщения с базой через Остилию и Триент. К тому же принц Евгений не находился уже во главе австрийских войск, будучи отправлен на другой театр военных действий, против мятежной Венгрии, и командование перешло к графу Штарембергу, имевшему всего 20 тысяч. Такое положение дел создавало весьма выгодную обстановку для Вандома, имевшего 47 тысяч, кроме 10 тысяч гарнизонов городов и крепостей и 5 тысяч, блокировавших Бресчелло.
Несмотря на превосходство сил, Вандом предпочёл лишь маневрировать, играя на руку противнику, желавшему выиграть время. 8 июня он атаковал с 27 тысячами Остилию, но произведённое прорывом большой плотины на реке По наводнение заставило Вандома отступить.
До 1 июля французы бездействовали; в этот день Вандом передвинулся к Мантуе, в то время как французские войска на правом берегу По развернулись между Сен-Бенедетто и Банданелло, а прикрывавший Модену отряд Альберготти (7 тысяч) занимал Буон-Порто.
Тем временем курфюрст Баварский овладел Инсбруком (22 июня) и стал твёрдою ногою в Тироле, вследствие чего, оставив в Дезенцано 8 батальонов и 7 эскадронов, с остальными силами (30 батальонов и 70 эскадронов) в 2 колоннах по обоим берегам озера Гарда, Вандом выступил 20 июля на соединение с баварцами и 28 июля был у Триента. В это время было получено приказание от Людовика XIV прекратить движение к Тиролю и обратиться против изменившего союзника, герцога Виктора-Амадея Савойского. Вандом должен был повернуть обратно и 29 августа прибыл в Бенедетто.
В отсутствие Вандома его брату сдался, наконец, Бресчелло (27 июля), падению которого тщетно пытался помешать Штаремберг. Герцог Савойский имел 8 тысяч пехоты и 3,5 тысячи кавалерии — силы, довольно незначительные для противодействия французам, вследствие чего успех борьбы он основывал на соединении со Штарембергом, рассчитывая войти с ним в связь через Лигурийские Альпы или через Пьяченцу. При приближении Вандома он очистил Асти и отошёл к Вилланова. 6 ноября французы овладели Асти, после чего Вандом решил расположить войска на зимних квартирах и 4 декабря вернулся в Милан.
Граф Штаремберг только и ожидал этого момента, чтобы соединиться с Виктором-Амедеем. Искусно проведя свою армию по правом берегу По, он, несмотря на попытку Вандома воспрепятствовать соединению в постоянных сдерживающих боях (последний бой произошёл 11 января при Кастельнуово-Бормида), достиг Ницца-делла-Палия, где и соединился с савойцами. 13 января 1704 года Вандом, упустивший случай разбить почти вдвое слабейшего Штаремберга, должен был расположиться на зимние квартиры.

### Действия на море
12 июля 1703 года в Средиземное море отправился с 35 линейными кораблями адмирал Шовель, тогда как операции остальной части флота в этом году ограничивались наблюдением за французским северным побережьем. Шовель имел приказание: провести до Мальты караван торговых судов; войти в сношения с пиратскими государствами северных берегов Африки, чтобы побудить их на войну с Францией; оказать давление на Тоскану и Венецию, которые тяготели к Франции, и заставить их соблюдать нейтралитет; обеспечить австрийцам свободу сообщений по Адриатическому морю (там появился небольшой французский отряд, сильно стеснявший действия австрийских войск); поддерживать габсбургскую партию в Неаполе; если обстоятельства окажутся благоприятными, напасть на Кадис, Тулон или другие порты; привести осенью в Англию торговые суда из Средиземного моря.
Задержка в отправлении Шовеля произошла из-за позднего прибытия 12 голландских кораблей (25 июня), которые должны были войти в состав его эскадры. Со смертью Вильгельма III, объединявшего в своем лице Англию и Нидерланды, голландцы, ссылаясь на отсутствие денег, начали уклоняться от принятых на себя обязательств по вооружению определённого числа кораблей. Для экспедиции в Средиземное море они должны были дать 18 кораблей, а прислали только 12; в эскадру канала (адмирала Рука) они в этом году не прислали ни одного корабля. У своих берегов и против Дюнкирхена они держали два отряда общей численностью в 22 корабля. Начались также несогласия между английскими и голландскими адмиралами из-за того, что англичане третировали последних.
Шовель пробыл в Средиземном море до ноября, после чего вернулся в Англию, оставив 6 голландских кораблей в Лиссабоне. Хотя он и не мог выполнить все возложенные на него поручения, но французский флот из-за присутствия английского не мог тронуться из Тулона.
В эту зиму в Доунсе во время страшного шторма в начале декабря погибло 9 английских линейных кораблей.

## От Бленхейма до Мальплаке (1704—1709)

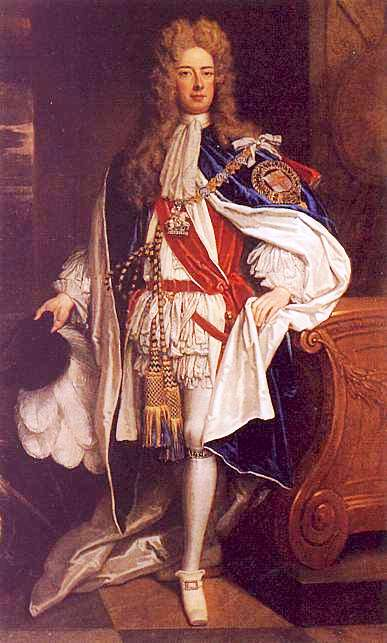
Герцог Мальборо командовал объединёнными английскими, голландскими и немецкими войсками. Он нанёс сокрушительное поражение французам и баварцам в битве при Бленхейме

## Кампания 1704 года
В 1704 году французы планировали использовать армию Вильруа в Нидерландах, чтобы сдерживать наступление Мальборо, в то время как франко-баварская армия Таллара, Максимилиана Эммануила и Фердинанда де Марсена должны были наступать на Вену. В мае 1704 года венгерские повстанцы (куруцы) угрожали Вене с востока, император Леопольд уже собирался переехать в Прагу, но венгры все же отступили, не получив французской поддержки.
Военные успехи баварцев и французов в 1703 году создали неблагоприятную для императора ситуацию на юге Германии. Леопольд I стремился заманить курфюрста Максимилиана обратно в лоно империи. Учитывая это обстоятельство, Мальборо считал, что лучший способ обеспечить Баварию для союзников — это вести переговоры с позиции силы: вторгнуться на территорию курфюрста и заставить его перейти на другую сторону, прежде чем он сможет получить подкрепление из Франции. Мальборо планировал двинуться со своими частями из Нидерландов на юг и соединиться там с имперской армией и войсками принца Евгения Савойского, а затем разбить противников. Последовавший поход герцога Мальборо из Бедбурга (близ Кельна) на Дунай протяжённостью 250 миль (400 км) был шедевром обмана, тщательного планирования и организации.

### Действия в Нидерландах
В начале февраля король Людовик XIV опасался быстрого наступления союзников на города Намюр и Антверпен. Вот почему он просит маркиза де Бедмара подготовить перемещение войск. Были сформированы три линии обороны. В конце апреля французы все еще ожидали наступления союзников в районе Намюра. Но Мальборо покинул Гаагу 5 мая 1704 года, приказав своей армии двинуться на Кобленц, а затем к Дунаю. Маршал де Виллеруа, информированный об этих перемещениях, считал, что союзники планировали ослабить свои силы в Нидерландах в пользу переброски основной части своих войск к Мозелю с целью прямого нападения на Францию. Вот почему он перебросил в Люксембург 45 батальонов и 80 эскадронов, чтобы противостоять там. Оставшуюся армию он разделил на две части: одна из них (14 тысяч), под командованием Гискара, должна была из Сен-Трона войти в связь с корпусом Бедмара (17 тысяч), находившимся на линии Лиер-Остенде, а другая, под его личным командованием (26 тысяч), перейти к Намюру. 23 мая Бедмар соединился с Гискаром у Сен-Трона, а маршал в тот же день через Намюр прибыл в Бассон.
1 июля 1704 года генерал Спаар, собрав часть войск из Слёйса в своем лагере в Лапшуре, выступил с 18 батальонами, 9 эскадронами в Мадельгем. Оттуда он предпринял налет на город Брюгге, но без особых результатов. 12 июля 1704 года генерал Оверкерк переправился через Маас между Намюром и Гюи по мосту, построенному его войсками, и подошёл к Намюру. Город подвергался бомбардировке с 26 июля в течение 2 дней. Получив отпор, 28 июля Оверкерк решил вывести свои войска и 4 августа снова пересек Маас. После этой попытки Вильруа усилил гарнизон Намюра 12 батальонами и 12 эскадронами под командованием маркиза д'Алегра. На этом кампания закончилась.

### Действия на Рейне и Дунае

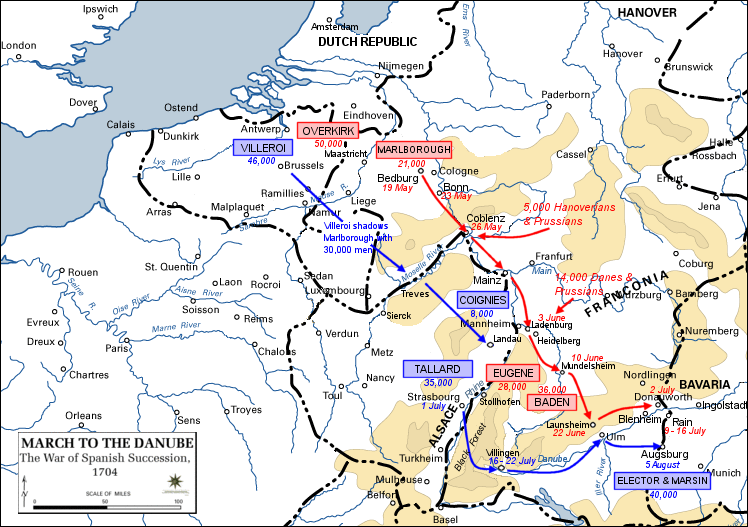
Марш Мальборо на Дунай

На Рейне и в Баварии кампания 1704 года началась движением армии Таллара (около 18 тысяч) к Саарбрюкену и Пфальцбургу, чтобы угрожать Майнцу и нижнему Рейну (23 апреля). 9 мая отряд Куаньи (10 тысяч) достиг Саверна и 13 мая перешёл через Рейн; главные силы Таллара дошли до Бризаха, а в последующие дни (14 и 15 мая) овладели Адельгаузеном и Цурламбеном, стремясь войти в связь с армией маршала Марсена, прибывшей 4 мая в Ульм. 29 мая у Донауверта курфюрст Баварский соединился с Марсеном (28 тысяч французов и 32 тысяч баварцев) и они начали наступательное движение против маркграфа Баденского, успевшего тем временем овладеть Мескирхом и стать твёрдою ногою в окрестностях Мундеркингена с 42 тысячами.
16 мая, когда Таллар вошёл в связь с Марсеном, герцог Мальборо (около 31 тысячи) выступил из Маастрихта и через Буа-ле-Дюк и Рурмонд направился к Бонну. На пути к Бонну к нему должны были присоединиться контингенты Люнебурга, Ганновера и Гессена, что увеличивало численность его войск вдвое. 23 мая Мальборо достиг Бонна, а 25 мая — Кобленца.
Тем временем Мальборо перешёл через Рейн (26 мая) и двинулся затем вдоль по Рейну через Цвингенберг и Вейнгем к Неккару, где 3 июня он стал лагерем у Ладенбурга. Это движение в связи с постройкой моста у Филиппсбурга навело французских генералов на мысль, что Мальборо затевает покушение против Ландау. Поэтому Виллеруа двинулся к Люксембургу, а Таллар из Страсбурга к Лаутербургу. Численность французских сил доходила до 58 тысяч, независимо от кавалерийских отрядов, выдвинутых к Мозелю, армии Марсена у Ульма и 32 тысяч курфюрста Баварского в укреплённом лагере у Лаувингена.
Когда 5 июня курфюрст был уведомлен о марше Мальборо из Нидерландов, он правильно предсказал, что настоящей целью союзников было его княжество Бавария. Его просьбы к Людовику XIV о подкреплении долгое время оставались неуслышанными. Виллеруа не трогался из лагеря в нижнем Эльзасе. Лишь 23 июня король, наконец, отдал приказ маршалу Таллару начать наступательные действия через Шварцвальд в сторону Баварии, тогда как Виллеруа должен был ограничиться демонстрациями.

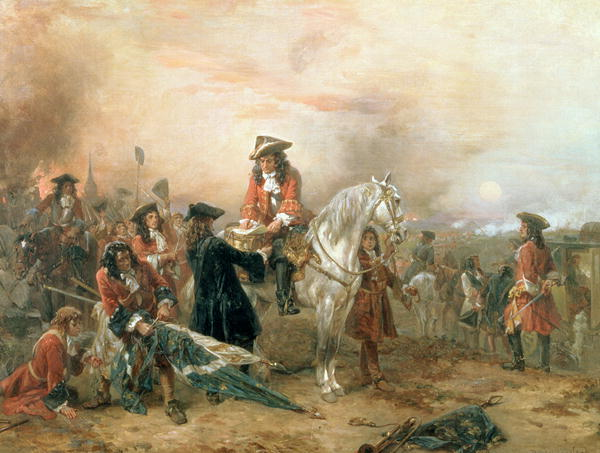
Герцог Мальборо при Бленхейме

22 июня Мальборо подошёл к Ульму, где соединился с 32-х тысячной армией маркграфа Баденского. Численность сил Мальборо и маркграфа составляла 63 тысячи. В результате союзники теперь добились численного перевеса на южногерманском театре военных действий. Остановившись на решении вторгнуться в Баварию, чтобы отрезать её от остального театра военных действий, союзники двинулись к Донауверту (30 июня), чтобы взятием этого города обеспечить переправу через Дунай. Разбив около Шелленберга передовой отряд (10 тысяч) баварцев графа д’Арко, союзники 5 июля без боя заняли Донауверт, откуда Максимилиан отошёл к Аугсбургу, а 23 июля достиг Фридберга.
1 июля Таллар (26 тысяч) перешёл Рейн у Страсбурга и, следуя через Офенбург, 3 августа соединился около Аугсбурга с курфюрстом Максимилианом. Соединенные силы союзников достигли 57 тысяч.

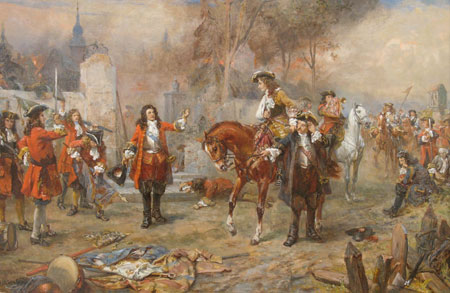
Герцог Мальборо приветствует принца Евгения Савойского после победы при Бленхейме

Что касается принца Евгения, то он с 16 тысячами двинулся из Италии на соединение с Мальборо. 11 августа произошло соединение армий у Шенфельда; армия насчитывала теперь 70 батальонов, 180 эскадронов и 52 орудия (60 тысяч) против 82 батальонов, 150 эскадронов и 100 орудий (58 тысяч) неприятеля.
Между тем французско-баварская армия ещё 6 августа покинула аугсбургский лагерь и расположилась 12 августа между Бленхеймом и Обер-Клау, а курфюрст и Марсен — между Обер-Клау и Люцингеном. 13 августа последовало сражение при Гохштедте (оно же Сражение при Бленхейме). Французы и баварцы понесли жестокое поражение. Таллар попал в плен, и Марсен увёл к Страсбургу жалкие остатки французской армии. Курфюрст удалился в Бельгию после того, как эта победа отдала в руки союзников всю Баварию. Таких поражений Франция не знала со времен Ришельё; в Версале были весьма удивлены тем, что «Бог взял сторону еретиков и узурпаторов».
Союзники до 19 августа оставались на поле сражения и лишь притянули к себе маркграфа Баденского из-под Ингольштадта. Оставив для взятия Ульма отряд генерала Тунгена (11 тысяч), осадившего город 23 августа, они двинулись к Филиппсбургу и перешли Рейн (8 и 9 сентября). 11 сентября сдался Ульм. В этот же день маркграф, перейдя Рейн, осадил Ландау. 24 ноября крепость пала, а месяцем раньше в руки союзников сдался Трир (29 октября); взятие Трарбаха (20 декабря) закончило в 1704 году операции на Рейне. Стратегическая инициатива в войне окончательно перешла к союзникам.

### Действия в Италии
К началу 1704 года имперцы занимали Миланскую область и Феррару; число их уменьшилось до 10 тысяч и командование ими, за отъездом графа Штаремберга, принял генерал Линенген. 30-и тысячная армия Виктора-Амадея стояла на границах Савойи. Вандом (62 тысячи) получил королевскую инструкцию завоевать один за другим все города и крепости, преграждавшие дорогу на Турин, вытеснить имперцев из Италии и предпринять вторжение в Савойю. Он должен был быть усилен ещё 24 батальонами и 12 эскадронами. Французы почти 3 месяца оставались в бездействии. Наконец, получив известие о движении войск Виктора-Амадея (19 тысяч) к Казале, Вандом решил атаковать савойцев и 8 мая с 29 тысячами выступил к Кречентино. Но, узнав о движениях неприятеля, Виктор-Амадей отступил, поплатившись лишь своим арьергардом, который был уничтожен 11 мая при Кречентино.
Дальнейшие действия в 1704 году в Италии ограничились осадой ряда крепостей. Первая армия под командованием маршала Тессе осадила Монмельян в Савойе, вторая армия герцога Ла Фейяда завоевала Сузы 12 июня, третья армия Вандома взяла сначала Верчелли 24 июля, затем Иврею 30 июля. 7 октября форт Бард сдался без боя, и его командир швейцарский полковник Рединг со своим полком перешел в лагерь противника.

### Действия в Испании
Присоединение Португалии к союзу против Людовика XIV дало имперцам новую базу для операций против Филиппа Анжуйского на Пиренейском полуострове. 9 марта эрцгерцог Карл, провозгласивший себя королём Испании, высадился в Лиссабоне с 10-тысячным десантом генерала Шомберга, перевезённым туда на англо-голландских кораблях. Эрцгерцог рассчитывал своим появлением приобрести сторонников в Испании.
У Филиппа Анжуйского было не более 26—27 тысяч; у Бадахоса находился отряд Церкласа де Тилли (9,5 тысяч), который должен был овладеть в Португалии Порталегри, после чего продвинуться к реке Тахо; близ Сальватьеры (к югу от Бадахоса) стоял главнокомандующий французский маршал граф Бервик с 16 тысячами, который должен был овладеть укреплёнными местами на правом берегу Тахо, дойти до Вилья-Вега и, притянув отряд Церкласа де Тилли, начать наступление к Абрантесу в то время, как кавалерия (15 эскадронов) дона Ронкильо сделает диверсию в сторону Альмейды.
4 мая войска начали движение, в тот же день Бервик осадил Сальватьеру, сдавшуюся через 2 дня, а затем до 22 мая овладел Сегурой, Росманингалем, Монсанто и Каштелу-Бранку. Кроме того, маршалу посчастливилось внезапным нападением овладеть Сьеррой-Эстреху, после чего он продвинулся к Вилья-Вега, перебросив мост через Тахо.
Тем временем Церклас де Тилли, задержанный у Эштремоша Шомбергом, не мог двинуться вперед, вследствие чего Бервик решился сам идти ему навстречу. Оставив 2 батальона и 1 эскадрон для прикрытия моста и 5 батальонов и 15 эскадронов в  Каштелу-Бранку, он перешёл через Тахо, у Порталегри соединился с Церкласом (7 июня) и осадил Порталегри, сдавшееся 8 июня. Благодаря задержкам, вызванным обложениями и осадами городов, неприятель успел укрепиться между Вилья-Вега и Абрантесом, прикрывая как этот последний пункт, так и дорогу в Лиссабон.
Для действий против правого фланга армии Бервика (отряда дона Ронкильо) в Альмейде было собрано 11 тысяч Лас-Минаса. Последний взял Монсанто и двигался прямо к Сарсе — базе испанской армии. Для спасения Сарсы Бервик, соединившись с Ронкильо у Дуро и притянув к себе отряд из Каштелу-Бранку (13 тысяч), двинулся навстречу Лас-Минасу, который, однако, уклонился от боя и отошёл на Пенамакор. После этого маршал поспешил соединиться с Филиппом Анжуйским, стоявшим на левом берегу Тахо, близ Вилья-Вега. К Бервику в это время из Андалусии подошли подкрепления (6 тысяч) генерала Вильядариаса. Ему тотчас было поручено овладеть Кастель-Виде. Маленькая крепость сдалась через четыре дня.
Начиналось время жары, и потому в июле военные действия прекратились, и войска обеих армий расположились по квартирам. Вильядариас вернулся в Андалусию, Церклас — в Бадахос, Агиляр — в Алькантару, а Бервик расположился между Дуэро и Сьерра-де-Гата, Лас-Минас отошёл к Альмейде.
Операции возобновились лишь в сентябре, но не имели решительного характера, и уже 12 октября войска разошлись на зимние квартиры. Несколько дней спустя (21 октября) английский адмирал Лик осадил испанскую крепость Гибралтар.

### Действия на море
В 1704 году союзный флот должен был перевезти в Лиссабон выставленного союзниками претендента на испанский престол Карла III с 10 000 человек пехоты и 2000 кавалерии, и на этот флот была возложена задача содействовать операциям сухопутных войск на испанском театре войны. Но сами эти операции союзники считали не более чем диверсией на правом фланге общего театра войны (Испания — Франция — северная Италия — Дунай), чтобы дать возможность австрийской армии одолеть французов на левом фланге. Этому должен был способствовать союзный флот, действуя против испанских портов в Средиземном море и французского центра в Тулоне и в северной Италии.
Необходимость для Франции морской силы в Средиземном море являлась настоятельной, и Людовик XIV решил употребить все усилия, чтобы собрать сюда весь свой флот. Всю зиму шли деятельные приготовления в портах. Однако сделать это было очень трудно, так как личный состав рассеялся по многочисленным каперам и стремился больше на отряды, назначенные для преследования торговли и обещавшие ему большие денежные выгоды; кроме того, французские порты были плохо снабжены для подготовки больших эскадр. В Бресте вооружались 25 кораблей и 30 кораблей — в Тулоне.
24 февраля союзный флот из 17 английских и 12 голландских кораблей и 300 транспортов с войсками, под общим командованием адмирала Рука, вышел в Лиссабон, и французы не могли этому помешать, так как их флот ещё совершенно не был готов. 8 мая Рук с 33 линейными кораблями вышел в Средиземное море и в конце месяца прибыл в Барселону. Надежда на то, что губернатор примет сторону Карла III, не оправдалась, а для правильной осады города не было достаточных средств. Тогда решено было идти к Йерским островам, чтобы оперировать против Тулона. Здесь Рук получил известие, что французская эскадра вышла из Бреста и что её видели у португальских берегов. Сейчас же было решено идти к французам навстречу, и, если не удастся их встретить или окажется, что они успеют укрыться в укреплённом порту, например, Кадисе — идти дальше на север, чтобы соединиться с английской эскадрой адмирала Шовеля, которая должна была наблюдать за Брестом и имела приказание, если она упустит французов, следовать за ними, чтобы соединиться с Руком.
Действительно, Брестская эскадра под командованием графа Тулузского вышла в море, благополучно пробралась мимо Шовеля, и так как Рук шёл все время впереди его и задержался лишь у Барселоны, то он подошёл к Тулону (7 июня) как раз в то время, когда вблизи его был и Рук, вышедший от Гиерских островов. Счастливое для французов направление, очень слабого притом, ветра не дало возможности Руку немедленно их атаковать. Два дня противники маневрировали на виду друг друга, причём французам удалось так близко подойти к Тулону, что Рук, потеряв надежду отрезать их от этого порта и опасаясь, что оттуда к ним подойдут подкрепления, решил идти на соединение с Шовелем, и граф Тулузский вошёл в Тулон.
Таким образом, благодаря счастливым обстоятельствам французам удалось сосредоточить 55 линейных кораблей в Тулоне, но вооружавшиеся здесь корабли были ещё далеко не готовы, а потому французы не могли помешать операциям более слабого по численности (33 корабля) Рука. Благоприятный случай нанести поражение союзникам на море был потерян, так как 26 июня в Лагуше Рук соединился с Шовелем, и теперь его эскадра состояла из 58 линейных кораблей, то есть несколько превосходила по силам французскую.

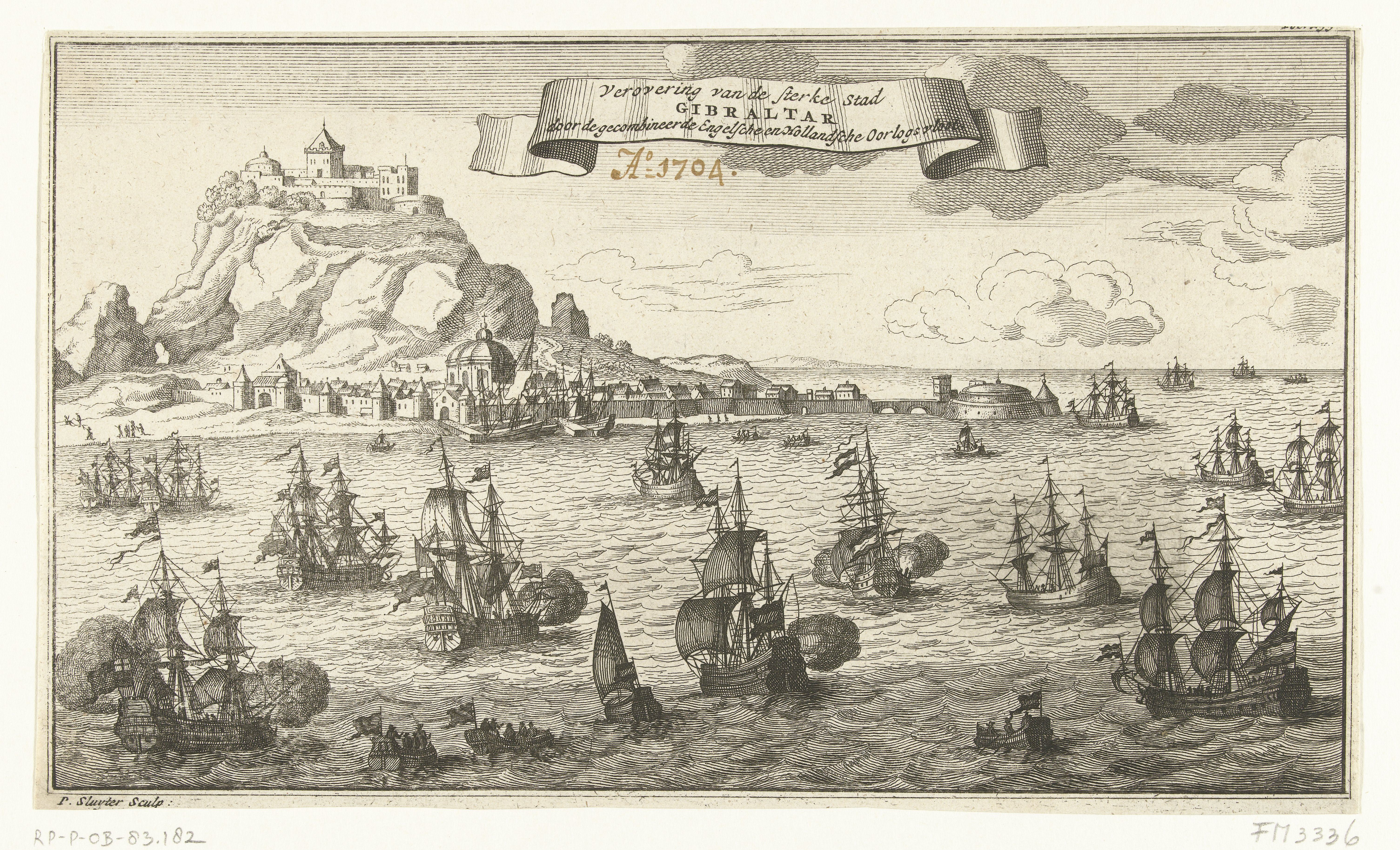
Захват Гибралтара англо-голландским флотом.

Сначала он получил приказание Карла III овладеть Кадисом, но произошла большая задержка с посылкой необходимых для этого войск, и 27 июля военный совет на эскадре пришёл к решению сделать попытку овладеть Гибралтаром, укрепления которого были ничтожны. 1 августа Рук появился перед крепостью, выставив сторожевой отряд у Малаги, чтобы обеспечить себя от внезапного появления французского флота, и 4 августа Гибралтар был уже в руках союзников.
Только 22 июля французский флот оказался в состоянии выйти из Тулона и направился в Барселону, где надеялся найти союзников. Там он узнал о захвате Гибралтара и получил приказание Филиппа V во что бы то ни стало отобрать его назад, для чего уже был послан корпус войск сухим путём. У графа Тулузского был 51 линейный корабль, к которым могли присоединиться ещё французские и испанские галеры. У Рука тоже был только 51 корабль, так как 5 голландских кораблей было отправлено для провода каравана торговых судов в Плимут и затем доставки оттуда боевых припасов в Лиссабон, и ещё несколько кораблей пошли на Азорские острова, чтобы привести оттуда португальские торговые суда, возвращающиеся из Бразилии.
Рук принял все меры, чтобы укрепить Гибралтар, и с флотом 12 августа направился в Тетуан, чтобы пополнить запасы воды. 19 августа он вышел в море только с 39 кораблями, так как остальные 12 ещё не закончили, и в это время разведчики донесли, что неприятель в виду, на расстоянии всего 30 миль. Положение было очень опасное, но пока военный совет никак не мог решить, что делать, от разведчиков пришло известие, что французы идут в Малагу. Французы решили, найдя противника, запастись в Малаге водой и присоединить находившиеся там галеры. Эта задержка спасла Рука. Он поспел послать в Гибралтар за свезёнными там на берег морскими пехотинцами, которые прибыли к нему 20 августа, и дал знать кораблям, оставшимся в Тетуане, которые присоединились к нему в этот же день.
Французы показались только 23 августа, и 24 августа имело место нерешительное сражение при Малаге, после которого граф Тулузский, — не потеряв ни одного корабля, тогда как у союзников был уничтожен один корабль, и несмотря на то, что во время маневрирования в бою он расположился между эскадрой Рука и Гибралтаром — ушёл через Аликанте в Тулон. А между тем у Рука не было боевых припасов, и он уже решил прорываться в Гибралтар, пожертвовав своими повреждёнными кораблями, которым было приказано сжечь себя, если не удастся уйти от французов. 31 августа Рук пришёл в Гибралтар как раз вовремя, так как испанская армия была уже в пределах видимости.

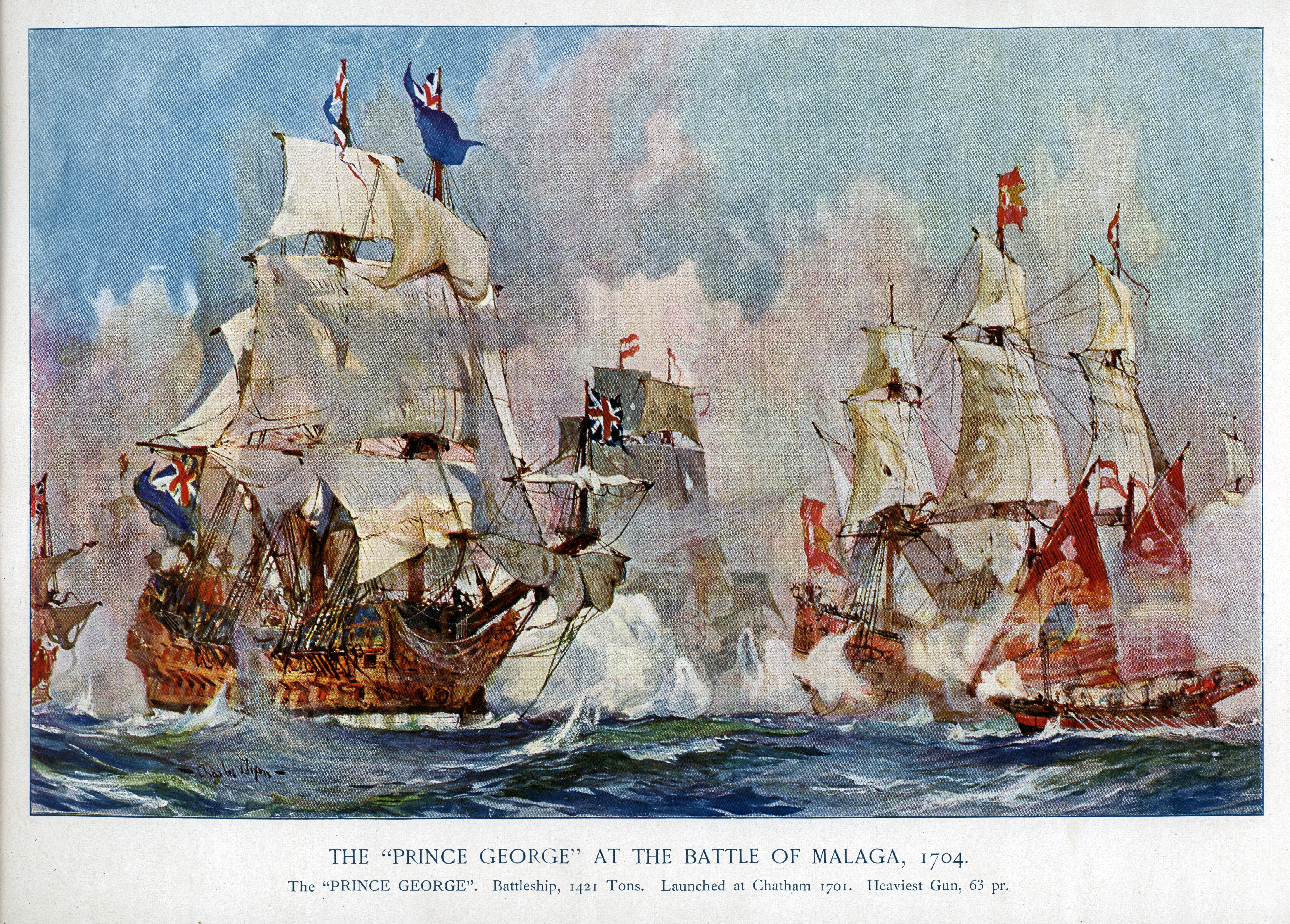
Сражение при Малаге

После этого Людовик XIV окончательно потерял веру в возможность чего-нибудь достигнуть с помощью линейных флотов, и опять все корабли и средства портов были обращены на преследование морской торговли союзников. В Аликанте граф Тулузский получил приказание Филиппа V непременно поддержать осаждающую армию с моря, вследствие чего он отделил адмирала Пуантиса с 13 кораблями, который должен был конвоировать в Гибралтар транспорт с 3000 человек войск, запасами и осадным парком. Но все это было готово только к октябрю. Так как эскадра Рука настоятельно нуждалась в ремонте и оставаться у Гибралтара не могла, с неё было свезено сколько возможно людей (около 2000), боевых припасов и провианта, и 5 сентября она ушла, оставив на зиму в Лиссабоне отряд из 10 кораблей под командованием вице-адмирала Лика, который из-за дурного состояния португальских верфей был готов к выходу тоже только в конце октября.
В это время Пуантис пришёл в Гибралтар, высадил войска, выгрузил припасы и, оставив здесь только фрегаты, ушёл в Кадис за провиантом. Лик смог выйти только 5 ноября и прибыл 9 ноября вечером в Гибралтар, который был в большой опасности. Как раз на 10 ноября был назначен штурм, причём предполагалось высадить отряд войск с моря в тылу, под прикрытием французских фрегатов. Появление Лика спасло Гибралтар. Положение Лика было опасно ввиду незащищённости Гибралтарской бухты от зимних штормов и вследствие того, что в тылу у него был более сильный отряд Пуантиса.
Между тем в Лиссабон прибыли транспорты с новыми подкреплениями для Гибралтара. Лик решил идти к Кадису, заблокировать там Пуантиса и тем самым дать возможность транспортам пройти. Его задержали штормы, а в это время Пуантис вышел, чтобы завладеть транспортами, для чего он расположился на их пути, подняв английские и голландские флаги; но он слишком рано начал маневрировать для их окружения; из 20 транспортов ему удалось взять только два, и Гибралтар вновь был снабжен. Пуантис вернулся в Кадис, а Лик прошёл в Лиссабон.

## Кампания 1705 года
Герцог Мальборо надеялся с помощью кампании, запланированной на 1705 год — вторжение во Францию через долину Мозеля — закрепить победу при Бленхейме и навязать мир Людовику XIV, но его плану помешали как его союзники, так и его противник.
Нежелание его голландских союзников видеть свои границы лишенными войск для участия в очередном «перевороте» в Германии уже частично лишило Мальборо инициативы в проведении операций, но заявление маркграфа Бадена Людвига-Вильгельма, что он не может объединить свои войска с силами герцога, стал похоронным звоном по его проекту. Более того, Мальборо также должен был заниматься последствиями майской смерти императора Леопольда I и восшествия на престол Священной Римской империи Иосифа I (1705—1711), что только осложнило дела союзников. Поэтому в 1705 году ситуация на фронтах практически не менялась: Мальборо и Вильруа маневрировали в Нидерландах, а Евгений и Вандом — в Италии.

### Действия в Нидерландах и на Рейне
В Нидерландах и на Рейне к началу 1705 года французы выставили 3 армии: у Маастрихта стоял Вильруа (32 тысячи), во Фландрии — Виллар (46 тысяч), на Рейне — Марсен (26 тысяч), который должен был содействовать Виллару и прикрывать Эльзас. Много войск находилось в гарнизонах на всем пространстве от Остенде до Рейна. Союзники были расположены на зимних квартирах: англо-голландская армия — на левом берегу Мааса и отчасти между Маасом и Мозелем, а маркграф Людовик Баденский — по Лаутеру и в штольгофенских линиях.
15 мая начались военные действия. Мальборо переправился у Визе через Маас и направился к Мозелю, оставив близ Маастрихта против Вильруа 20-тысячный отряд Оверкерка. Курфюрст Максимилиан усилил войска Виллеруа до 43 тысяч, и последний мог бы оказать серьёзное противодействие сосредоточению неприятельских армий, но он предпочёл осаду Юи, а затем Лимбурга, которые взял.
3 июня Мальборо переправил свою армию через Мозель у Игеля и 14 июня прибыл в Хеллендорф во главе 90 тысяч человек. Виллар, находившийся между Люксембургом и Зарлуи, имел не более 55 тысяч, тем не менее, английский главнокомандующий не решился его атаковать и в ночь с 16 на 17 июня отошёл к Триру. Он ожидал присоединения войск маркграфа (19 тысяч) из Ландау, но последние двигались так медленно, что подошли к Саарбрюкену только 20 июля, когда Мальборо уже снялся с лагеря и через Дальгем пошёл к Маасу (27 июля). Виллеруа от Лимбурга отошёл к Тонгру, а Оверкирк из Маастрихта выступил к Юи и 12 июля принудил его сдаться, после чего присоединился к главным силам.

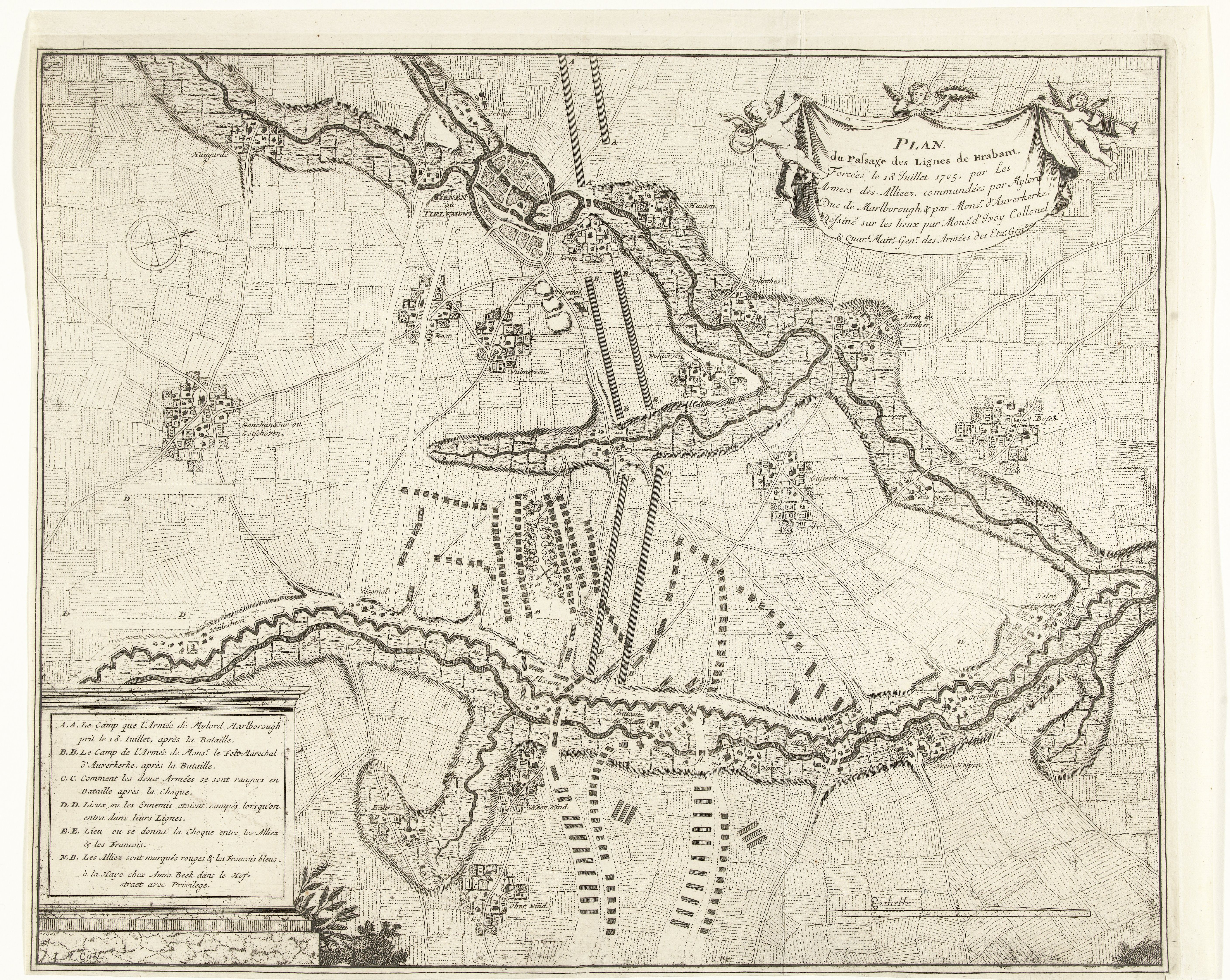
Карта, показывающая расположение французских линий в Брабанте, прорванных союзниками во время битвы при Эликсеме 18 июля 1705 года

Между тем, Мальборо 18 июля при Эликсеме, благодаря искусно проведённым демонстрациям, разбил 15-тысячный французский отряд и вынудил всю неприятельскую армию удалиться за реку Диль. Затем Мальборо двинулся к Лувену (19 июля), где за рекой Диль сосредоточивалась армия Виллеруа, и, после неудачной попытки атаковать её, отошёл к Боссю, где оставался в течение 2 недель.
Не отказываясь от плана атаковать французов, Мальборо 15 августа через Корбе двинулся к Брен-л'Аллё, в то время как французы подошли к Суанскому лесу, заняв ту самую позицию, которую спустя 110 лет обороняла английская армия Веллингтона при Ватерлоо и которую сейчас не решился атаковать Мальборо. 19 августа он отошёл к Вавру, оттуда к Арсхоту и стал лагерем. Французы отошли к Бушоту и к реке Демер. Решительных действий более не было, и этими манёврами закончились боевые операции во Фландрии и на Маасе.
На Рейне маркграф Баденский, усиленный подкреплениями, во главе 20 тысяч человек, через Цвайбрюккен двигался к Саару, но Виллар, зорко следивший за движениями имперцев, перешёл эту реку, овладел Саарбрюккеном и отсюда направился к Триру, откуда изгнал 7-и тысячный неприятельский отряд, завладев множеством продовольственных запасов. При незначительных силах (всего 15 тысяч) маршал не мог сделать большего, и лишь после соединения с Марсеном (3 июля) у Вёрта его силы возросли до 40 тысяч, и он двинулся к Вейсенбургу, где разбил 6-тысячный отряд имперцев и овладел укреплёнными линиями. Однако, его попытка взять Лаутербург не удалась. Зато в руки Виллара достался Гомбург, сдавшийся 27 июля, Друсенхайм (24 сентября) и Хагенау (6 октября). 22 ноября обе армии разошлись на зимние квартиры: французы — к Страсбургу и Саверну, имперцы — к Бишвейлеру.

### Действия в Италии
В Италии к началу 1705 года французы располагали 77 тысячами человек, из них 22 тысячи Вандома — в Пьемонте, 15 тысяч его брата Филиппа де Вандома — в области Брешии, 11 тысяч де Ла Фейяда — в Ницце, 5 тысяч Лапара обложили Мирандолу? и около 24 тысяч находилось в гарнизонах. Первой целью, поставленной Людовиком XIV на предстоящую кампанию, была осада и взятие Турина в Пьемонте, столицы герцога Савойского. Пушки были отлиты в Павии, а 40 артиллерийских орудий были отправлены из Франции через Геную вместе с большим количеством боеприпасов, взятых из арсеналов Прованса и Эльзаса.
Силы союзников графа Штаремберга и герцога Виктора Амадея не достигали и 17 тысяч человек; но в начале года в Италию был послан с 28 тысячами Евгений Савойский, который, соединившись с войсками Виктора Амадея, должен был перейти в наступление против Вандома. 22 апреля Евгений прибыл в Ровередо и, узнав о тяжелом положении осаждённой Мирандолы, решил переправив часть войск (12 тысяч) через Минчио у Салионце, с остальными войсками направиться к Мирандоле. Однако отряд имперцев был отброшен за Минчио; 10 мая пала Мирандола.
После этого австрийский главнокомандующий обратился к другому плану: наступлению врасплох на Милан с севера. Вместе с тем, чтобы не быть остановленным на Минчио, Евгений Савойский перевез войска на судах по озеру Гарда до Сало и Гавардо, откуда выступил в ночь на 23 июня к верхнему Ольо, желая войти в связь с савойцами, и 2 июля занял Понтольо и Палаццоло-суль-Ольо. Овладев затем Сончино и получив необходимые подкрепления, Евгений 15 июля двинулся к Романенго.
Между тем, Вандом, узнав о движении Евгения, притянул к себе силы Лапара и Филиппа де Вандома и, направившись через Лоди, расположился лагерем напротив Савойского. Последний тем временем решил произвести скрытный марш к верхней Адде и перейти реку ранее, чем французы успеют начать преследование. 10 августа ночью он двинулся к Треццо, а оттуда к Парадизо, куда прибыл на рассвете 13 августа и тотчас же распорядился навести мост через Адду. По недостатку материалов мост был окончен лишь утром 15 августа, чем и воспользовался Вандом. Разгадав план неприятеля, он, оставив 13-тысячный отряд под командованием Филиппа де Вандома у Кассано, с 9 тысячами переправился на правый берег Адды и, следуя вверх по реке, достиг Парадизо в то время, как принц Евгений успел переправить через Адду лишь незначительную часть своих войск. Это заставило австрийцев отказаться от переправы.

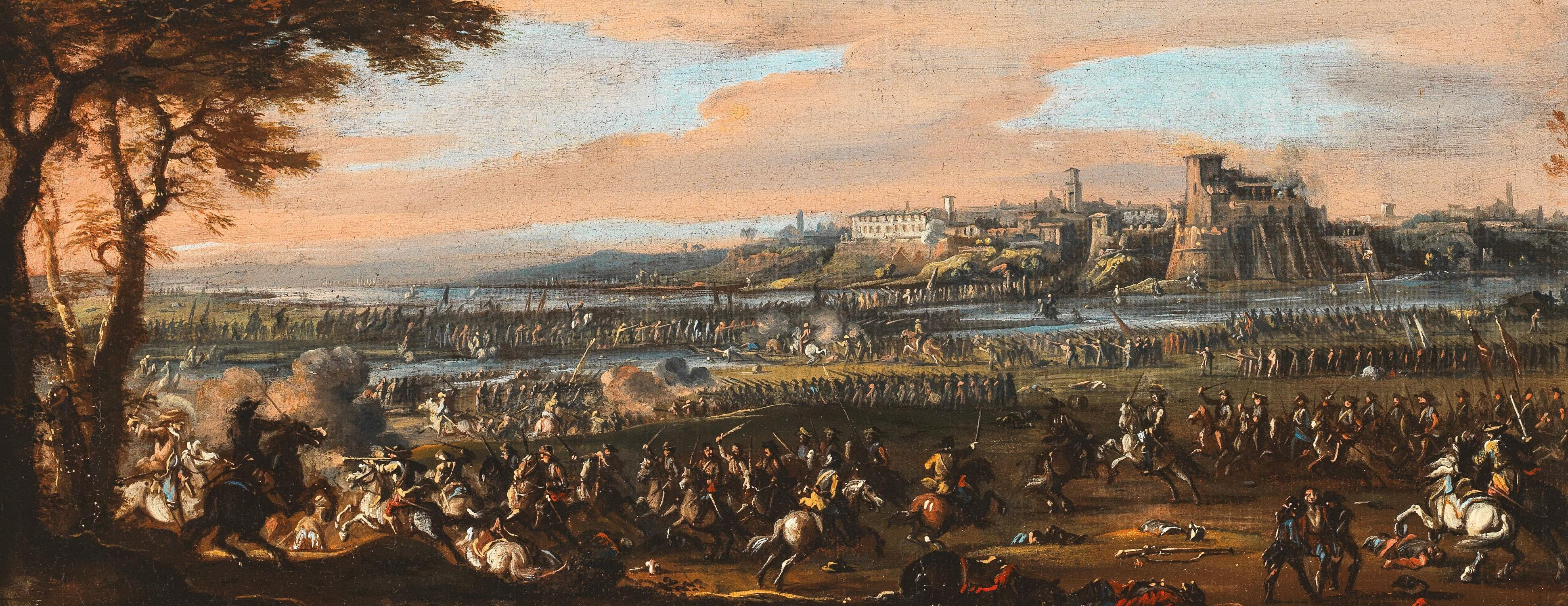
Сражение при Кассано.

Тогда Евгений Савойский, желая воспользоваться разделением французской армии, двинулся против Кассано, где 15 августа произошло сражение. После упорных боёв он был отбит с большим уроном войсками Вандома и отброшен к Тревильо. Здесь австрийцы устроили укреплённый лагерь, а французы расположились у Ривальто и в течение двух месяцев не предпринимали решительных действий, ограничиваясь наблюдением за противником. Численное соотношение сторон было следующее: 10 тысяч у Евгения в Тревилио и 21 тысяча у Вандома в Ривальто, не считая гарнизонов в Кремоне и на нижнем Ольо, а также осаждавший Кивассо корпус де Ла Фейяда.
В ночь на 10 октября принц Евгений выступил из Тревилио на Москаццано, имея целью переправиться через Серио и затем, прикрывшись нижней Аддой, искать соединения с савойцами. Получив известие о движении австрийцев, французский главнокомандующий приказал войскам, находившимся на нижней Адде, перейти на левый берег Серио, а сам переправившись через Адду у Лоди, с главными силами двинулся через Пиццигеттоне к Кастильоне и успел опередить Евгения Савойского, заняв высоты между Кастильоне и Лонато и отбросив его передовые отряды к реке Кьезе. После этого войска разошлись на зимние квартиры: французы расположились между Дезенцано и Карпендоло, а австрийцы — у озера Гарда.
В Пьемонте граф Штаремберг 21 октября овладел городом Асти, и попытка 6 ноября обратного взятия города де Ла Фейядом закончилась неудачей.
Действия французов в Ницце были успешными: 14 ноября маршал Бервик с восемью тысячами овладел городом, а затем 4 января 1706 года и цитаделью. Таким образом, Вандом быстротою и решительностью своих действий сделал тщетными все попытки Евгения пройти в Пьемонт и достигнуть цели, поставленной ему в этом походе. Действия Вандома стоят несравненно выше таковых Евгения Савойского.

### Действия в Испании
События 1704 года убедили союзников предпринять более серьезные усилия по развязыванию войны в Испании. Герцог Шомберг был отстранен от командования войсками в Португалии и заменен графом Голуэем, французским изгнанником-гугенотом. Голуэй возглавил британский контингент численностью около 3000 человек. Более того, голландский контингент под командованием генерала Фагеля насчитывал около 2000 человек; а португальская армия под командованием генерала де Корсаны выставила 12 000 человек. Чтобы избежать трений, было решено, что эти три генерала будут командовать поочередно в течение недели. Главный удар был перенесен на восточное побережье Испании.
Начало кампании 1705 года ознаменовалось морским сражением при Гибралтаре 20 марта. После этой битвы Гибралтар, осаждённый ещё с 21 октября 1704 года, несмотря на мужество гарнизона, был взят союзниками 30 апреля 1705 года.

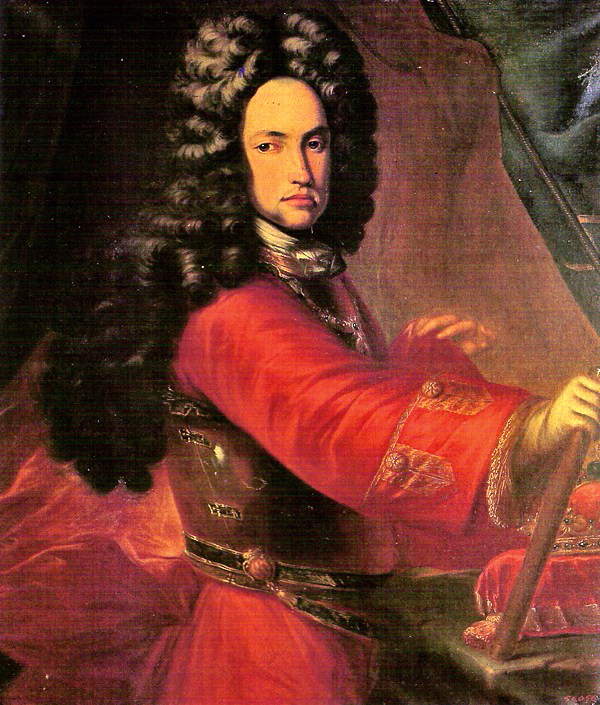
Портрет Карла (III) Габсбурга, претендента на испанский трон.

17 мая 1705 года между Великобританией и прогабсбургской каталонской знатью от имени княжества Каталонии был заключен союз, известный как Генуэзский пакт. По условиям этого пакта Великобритания должна была высадить войска в Каталонии для борьбы вместе с каталонцами в пользу Карла. 2 августа союзный флот отплыл из Лиссабона в Средиземное море, перевезя на борту эрцгерцога Карла и около 7000 солдат. Затем флот остановился в заливе Альтеа, где Карл был провозглашен королем Испании. Союзники спровоцировали восстание в княжестве Валенсия. Повстанцев возглавил Хуан Баутиста Бассет. Тем временем прогабсбургская каталонская знать распространяла восстание в Каталонии, Таррагоне, Лериде. 

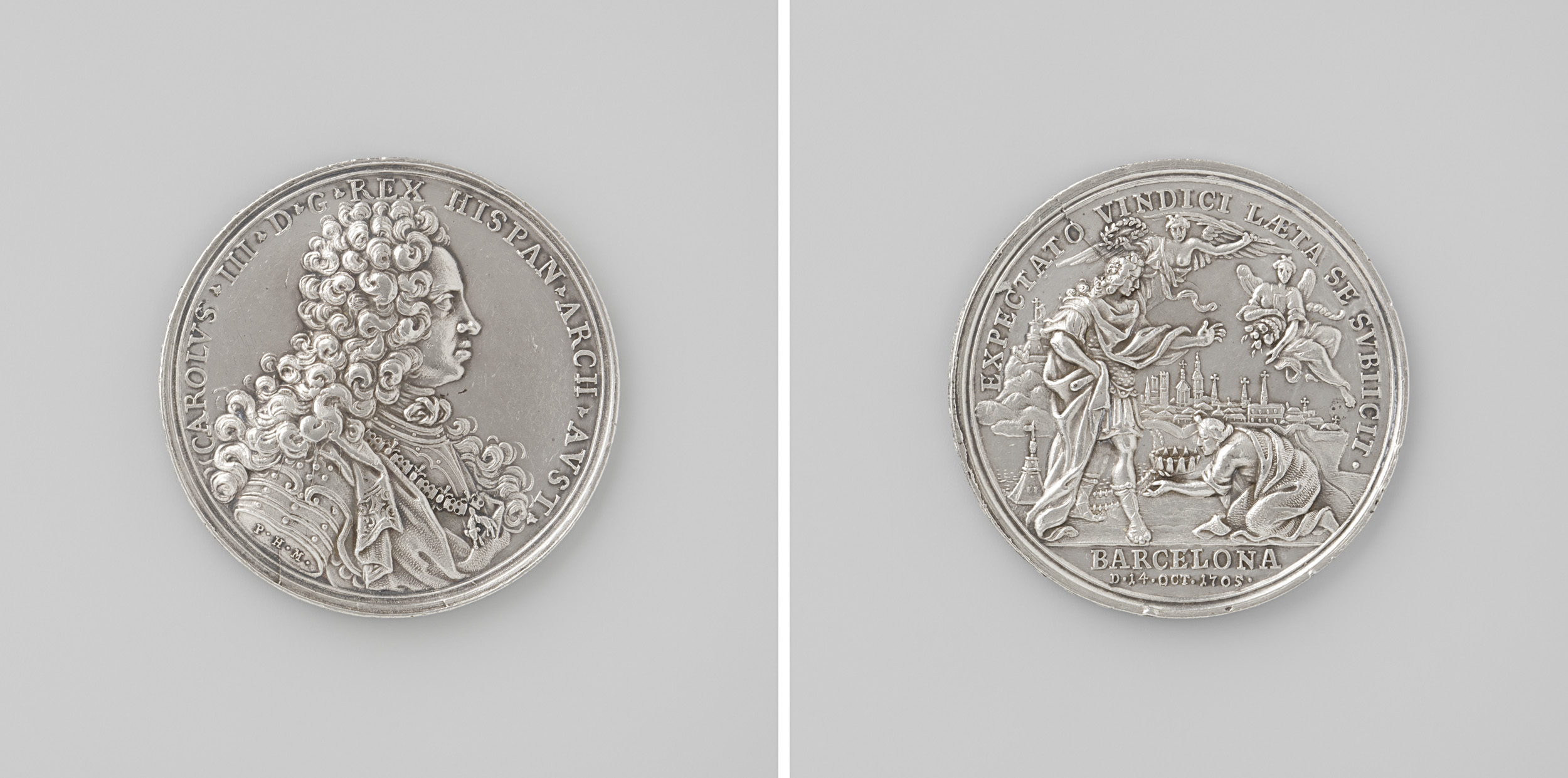
Серебряная медаль с изображением Карла (III) Габсбурга, отчеканенная в Нюрнберге по случаю взятия Барселоны в 1705 г.

22 августа союзный флот (180 парусников, 9000 пехотинцев и 800 всадников) прибыл к Барселоне, и 14 сентября началась осада города. 9 октября граф Питерборо и эрцгерцог Карл овладели Барселоной. Падение Барселоны стало тяжелым потрясением для короля Бурбонов. Благодаря усилиям каталонских партизан в конце года не только Каталония, но и часть Арагона, почти вся Валенсия, Мурсия и Балеарские острова также открыто перешли на сторону Карла Габсбурга.
В апреле Голуэй, поддержанный графом де лас Гальвеасом, выдвинулся из Португалии с армией в 24 000 человек и вторгся в Испанию у Ла-Кодосеры. Затем он появился перед Валенсией-де-Алькантара и через несколько дней взял его и разграбил. В середине мая Голуэй двинулся на Альбукерке. Защитники покинули город и укрылись в замке, отказавшись сдаться. После девятидневной осады комендант гарнизона полковник Лосада заключил почётную капитуляцию и ушел с развевающимися знаменами.
После захвата Альбукерке союзники двинулись к Херес-де-лос-Кабальерос и захватили это место. В начале июня союзники осадили Бадахос, последнюю крепость, защищавшую границу Эстремадуры. Его захват открыл бы дорогу, ведущую в Мадрид. Однако маршал де Тессе послал кавалерийский корпус, чтобы освободить город, и союзники отступили к реке Кайя. 1 октября союзники предприняли новую попытку против Бадахоса с армией в 30 000 человек. Но несмотря на это не смогли полностью окружить Бадахос, который продолжал получать припасы и подкрепления с правого берега реки Гвадиана. В это время маршал де Тессе собрал армию помощи в 20 000 человек между Талавера-ла-Реаль) и Лобоном и с этими силами подошёл в окрестности Бадахоса, вынудив союзников 17 октября вторично снять осаду.

### Действия на море
В 1705 году французы и испанцы делали большие усилия, чтобы взять обратно Гибралтар. Были прекращены операции на португальской границе, и войска с маршалом Тессе во главе были направлены к Гибралтару. Тессе потребовал содействия флота; Пуантис получил категорическое приказание выйти, и 16 марта он пришёл в Гибралтар с 13 линейными кораблями. Несмотря на его протесты об опасности бухты, Тессе не позволил Пуантису держаться в море. 18 марта 8 кораблей было сорвано с якорей и унесено в море, а 20 марта внезапно появился Лик с 32 кораблями (19 английских, 4 голландских и 9 португальских) и транспортом с 3 полками пехоты и большими запасами. 3 французских корабля было взято, 2 выбросилось на берег и сожгли себя, а 8 унесённых кораблей ушли в Тулон. Тессе пришлось снять осаду.
В 1705 и 1706 годах союзный флот под командованием адмиралов Шовеля и Альмонда помогал Карлу III в овладении Каталонией. Для этой цели к находившимся уже в Средиземном море силам были присоединены новые корабли, и 5 августа союзный флот достиг численности в 58 линейных кораблей, 11 фрегатов и 9 бомбардирских судов. Под его прикрытием была высажена союзная армия, и 3 октября, с помощью флота, она овладела Барселоной, после чего вся Каталония перешла на сторону Карла III, и её примеру последовали Валенсия и Арагон. Союзный флот 23 октября направился домой, оставив в Лиссабоне на зиму эскадру из 25 кораблей под командованием Лика и Вассенаара.

## Кампания 1706 года
В январе 1706 года Мальборо спланировал свою стратегию предстоящей кампании. Она состояла в переброске его войск из испанских Нидерландов в северную Италию для соединения с принцем Евгением, чтобы разгромить французов и таким образом сохранить Савойское герцогство от вторжения. Тогда Савойя служила бы воротами во Францию через горные перевалы или, альтернативно, тыловой базой для вторжения с военно-морской поддержкой вдоль побережья Средиземного моря посредством операций против Ниццы и Тулона, в связи с активизацией союзников в Испании.
Однако Людовик XIV, будучи преисполненным решимости показать союзникам, что Франция еще не побеждена, весной приступил к внезапному двойному наступлению в Эльзасе и северной Италии. В Эльзасе маршал де Виллар застал врасплох маркграфа Бадена, захватив Агенау и оттеснив своего противника за Рейн, тем самым стал угрожать Ландау. В Италии маршал Вандом 19 апреля разгромил австрийцев при Кальчинато (см. ниже), отбросив их назад в большом беспорядке. Таким образом, французские армии были в состоянии предпринять долгожданную осаду Турина.
Шокированные этими неудачами, голландцы отказались следовать итальянскому проекту герцога Мальборо или любому стратегическому варианту, который мог бы отвести их армию от их границ. Поэтому, чтобы сохранить сплоченность союзников, Мальборо после прибытия 14 апреля из Лондона на континент стал готовиться начать кампанию в Нидерландах.

### Действия в Нидерландах

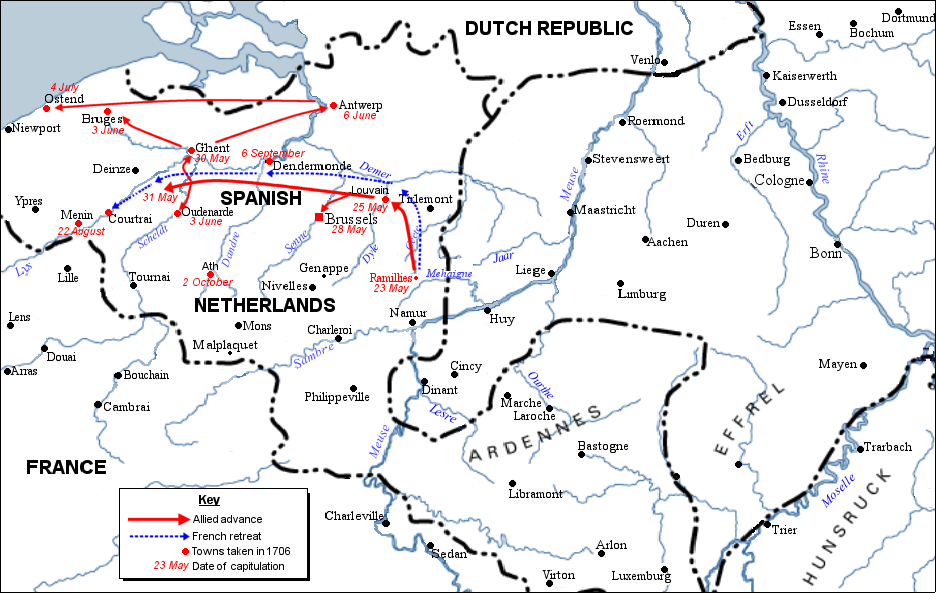
Кампания после Рамильи

17 мая Мальборо сосредоточил свои голландские и английские войска в Тонгерене, недалеко от Маастрихта. Герцог не рассчитывал, что французы оставят свои сильные позиции и атакуют его армию. Но он просчитался. Людовику XIV нужна была победа на поле боя, и он хотел убедить союзников, что его ресурсы ни в коем случае не исчерпаны.
Соответственно, 18 мая Вильруа отправился из Левена с армией и 19 мая перешёл через Диль, а затем расположился лагерем в Тирлемоне. Силы её достигли 40 тысяч пехоты и 30 тысяч кавалерии. В этот же день английские войска прибыли в Маастрихт и 20 мая соединились с голландскими в Лоо (между Тонгром и Сен-Тру); численность союзных войск равнялась 62 тысячам человек (в том числе около 15 тысяч кавалерии).
Ни один из противников не ожидал столкновения именно в тот момент и в том месте, где оно произошло. Мальборо считал, что Вильруа все еще находится в Жодуане. Вильруа же, предполагая, что Мальборо двигается к Намюру и находится на расстоянии целого дня пути, хотел предупредить его и предпринял марш к Рамильи, где 23 мая и произошло не ожидавшееся сражение. Французы проиграли его и в беспорядке отступили сначала к Лувену, а потом к Брюсселю. 25 мая Мальборо перешёл через Диль, 26 мая уже находился около Брюсселя, откуда французы, перейдя Шельду, выступили к Генту, расположившись между этим городом и Сен-Дени. Союзники следовали за ними неотступно: 30 мая они были в Алосте, а 31 мая в Генте, откуда противник отступил к Куртре, где получил значительные подкрепления, которые довели численность его до 32 тысяч.
Тем временем английский полководец подчинял себе наиболее значительные города и укреплённые пункты Брабанта и Фландрии. Уденард и Брюгге сдались 2 июня, 6 июня пал Антверпен, а 26 июня началась осада Остенде, окончившаяся 6 июля капитуляцией. 4 августа Мальборо осадил Менин и 25 августа овладел им.
В день начала осады Менина к французской армии прибыл новый главнокомандующий, герцог Вандом. Со слабой и дезорганизованной армией он не мог остановить успехов такого выдающегося противника, как Мальборо, после взятия Менина осадившего 27 августа Дендермонд (близ Гента), сдавшийся 5 сентября, а 6 сентября Ат, сдавшийся 2 октября. Вслед за тем обе армии разошлись на зимние квартиры (6 ноября).

### Действия на Рейне
В Эльзасе и на Рейне боевые действия не имели решительного характера и ограничивались главным образом маневрированием и крепостной войной. К началу 1706 года маркграф Баденский с 20 тысячами занимал Бишвейлер и Друценгейм, имея в то же время около 10 тысяч в Штольгофенских линиях.
Французские войска были разделены на две армии: одна, Марсена (11 тысяч), угрожала Трауербаху, а другая, Виллара, занимала пространство между Страсбургом и Гюнингеном. 30 апреля Марсен соединился с Вилларом (46 тысяч), и они 1 мая атаковали укреплённый лагерь имперцев у Бишвейлера и вынудили маркграфа очистить левый берег Рейна. Друценгейм и Хагенау (12 мая) попали в руки Виллара, но дальнейшего успеха он не развил, так как в это время 11-и тысячный отряд Марсена получил приказание следовать во Фландрию, а затем, узнав о поражении Виллеруа при Рамильи, он отделил 18 тысяч на помощь разбитой в Нидерландах армии; наличность оставшихся у него сил не превышала 28 тысяч, в то время как имперская армия усиливалась с каждым днём и даже грозила Страсбургу.
В конце августа у Виллара было 25 тысяч, а у имперцев около 55 тысяч; поэтому маршал ограничился наблюдением за противником, а для прикрытия Эльзаса с севера построил у Вейсенбурга укреплённые линии. 15 ноября войска обеих армий разошлись по зимним квартирам.

### Действия в Италии
К началу 1706 года австрийские войска (15 тысяч человек) стояли на зимних квартирах к западу от озера Гарда. За отсутствием принца Евгения временное командование ими было поручено генералу Равентлау. 25-тысячная армия графа Штаремберга находилась у Турина.
Силы герцога Вандома доходили до 44 тысяч, но для активных действий он имел не более 36 тысяч. Пользуясь отсутствием принца Евгения и несмотря на приказ действовать оборонительно, Вандом решил начать наступление, вытеснить австрийцев из Италии и тем обеспечить де Ла Фейяду овладение Турином. Захватив в ночь на 19 апреля Понте-сан-Марко, Вандом (36 тысяч человек) повёл атаку на левый фланг австрийцев у Кальчинато. После упорного боя 20-тысячный отряд Ревентлау был разбит и отброшен к Ровередо, потеряв 3 тысяч убитыми и ранеными. Французы потеряли не более 500 человек. Однако Вандом не развил успеха и не перешёл в наступление всеми силами на Ровередо.
В это время принц Евгений прибыл из Вены в Ровередо с незначительным отрядом (3600 человек) и, сплотив отступавшие войска, двинулся к Вероне, возле которой расположился на левом берегу Адидже. Французы также расположились вдоль Адидже, охраняя все пространство от Сало до Бадиа.
Обе армии бездействовали с конца мая до середины июля. Евгений (16 тысяч пехоты и 5 тысяч кавалерии) ожидал 10-тысячный корпус из Германии, Вандом (39 тысяч) — с целью выиграть время, чтобы де Ла Фейяд мог овладеть Турином, обложенным с 13 мая.
Между тем усиленные просьбы герцога Виктора Амадея, имевшего 12 тысяч, но опасавшегося за участь Турина, а также боязнь, что с падением столицы герцог Савойский мог отказаться от союза с австрийцами, побудили принца Евгения перейти к решительным действиям. План его заключался в том, чтобы, оставив коммуникации с Тиролем и двигаясь правым берегом реки По, обойти правый фланг французской линии и, соединившись с Виктором Амадеем, дать Ла Фейяду решительное сражение под Турином.
Оставив на Адидже 8-тысячный отряд, который должен был скоро усилиться прибытием 10 тысяч гессенцев, с остальными 36 тысячами в ночь на 5 июля Евгений быстро спустился вниз по реке, 9 июля переправился у Бадиа, 16 июля перешёл По у Полицеллы и достиг реки Панаро у Кампосанто. Таким образом, правый фланг французской армии был обойден, и она, не имея возможности держаться на Адидже, отступила за Минчио.
Так как армия Евгения находилась в двух группах, разделённых рекой По, то французы легко могли бы, пользуясь своей сосредоточенностью и превосходством сил, разбить австрийцев по частям, но герцог Орлеанский, назначенный вместо Вандома, и Марсен сами разделились на две части. Оставив на Минчио 10-тысячный отряд графа Медави против принца Ангальтского, успевшего соединиться с гессенцами, с остальными 26 тысячами французские военачальники перешли на правый берег По и стали лагерем при Сан-Бенедетто за рекой Секкьей, то есть заняли фланговую позицию по отношению пути наступления противника на Турин.
24 июля Евгений Савойский перешёл через Панаро у Кампосанто, переправился затем через Секкью и 1 августа овладел Карпи и Кореджио, находившимися на правом фланге французской армии. В то же время герцог Гессен-Кассельский начал наступление на Минчио против графа Медави и оттеснил его к Кастильоне. 9 августа Евгений прибыл в Реджио, взял его после 6-дневной осады и 15 августа утром двинулся к Парме, которая пала на другой день.
До тех пор французы проявляли полную пассивность, но, наконец, опасения за сообщения с Миланом заставили герцога Орлеанского и Марсена переправиться на левый берег По и поддержать отряд Медави. Однако они опоздали, так как Гойто находилось уже в руках австрийцев. 19 августа австрийская армия находилась около Пьяченцы и на следующий день двинулась к Страделле, захват которой был тем важнее для Евгения, что узкое дефиле являлось ключом для вторжения в Пьемонт.
Разгадав намерения противника и зная стратегические выгоды страделльской позиции, 20 августа герцог Орлеанский двинулся туда из Кремоны по левому берегу По, но опоздал на несколько часов и, не успев загородить австрийцам путь, через Кивассо направился к Турину, где 28 августа соединился с Ла Фейядом. Со своей стороны, Евгений следовал на Вогеру, прошёл между Тортоной и Алессандрией, занятыми сильными французским гарнизонами, и 31 августа был уже в Асти, в то время как вышедший ему навстречу Виктор Амадей находился у Карманьолы. 2 сентября обе армии соединились, причём численность войск союзников доходила до 36 тысяч, тогда как герцог Орлеанский, соединившийся с Ла Фейядом, имел около 60 тысяч.

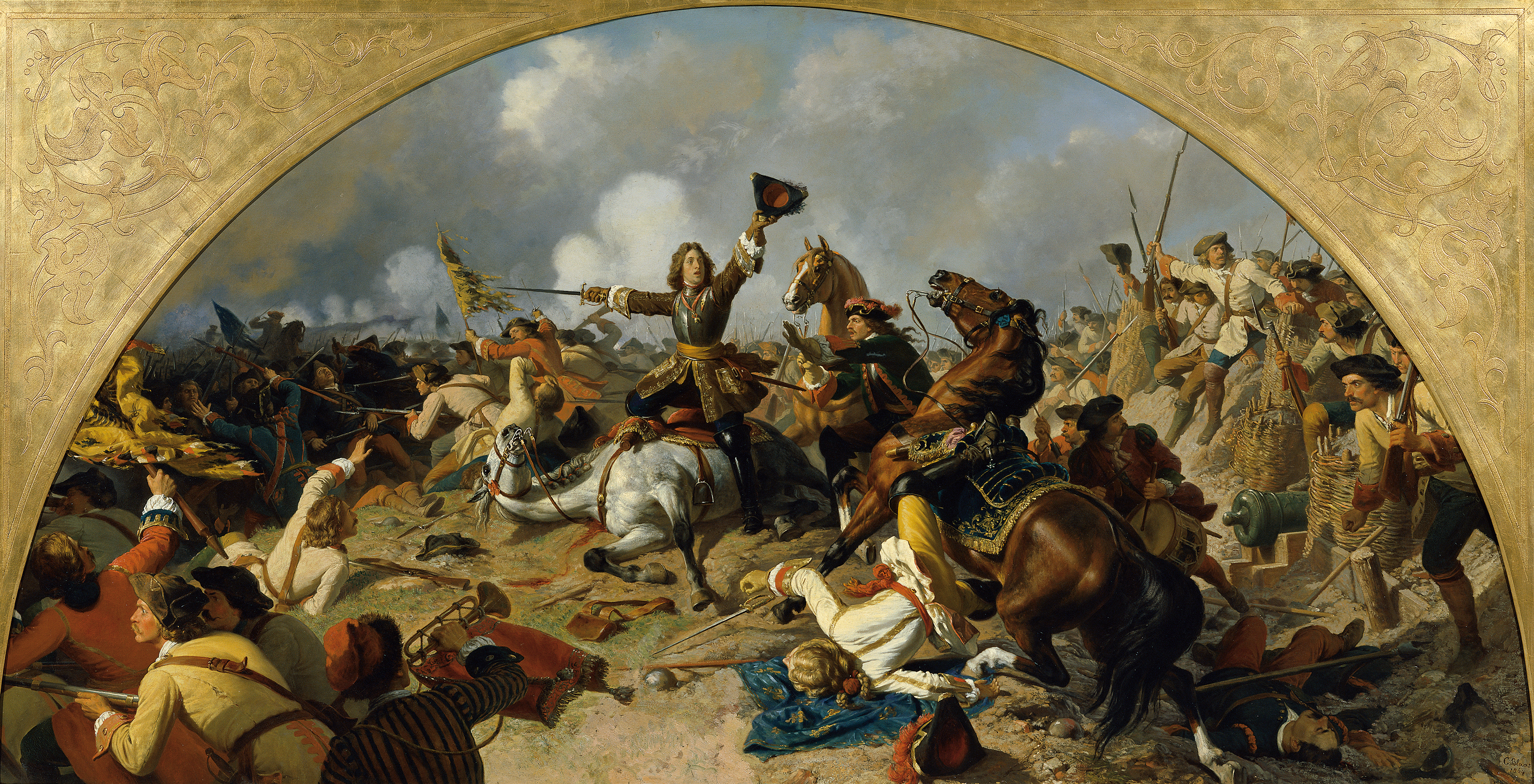
Карл фон Блаас. Сражение при Турине в 1706 г.

С такими силами французы и савойцы могли достигнуть решительных результатов, но вместо этого было решено встретить атаку неприятеля, не выходя из своих контрвалационных линий. 7 сентября разыгралось сражение под Турином, в котором французы понесли жестокое поражение и отступили к Алессандрии на соединение с Медави, находившимся на среднем По. Таким образом, разбитая армия добровольно отрезала себя от остальных войск на По и на Минчио. Поражение под Турином повлекло за собой для французов потерю всей Италии, несмотря на их удачные действия на Минчио.
В это время герцог Гессен-Кассельский (18 тысяч) овладел Гойто и вошёл в Кастильоне. Медави (13 тысяч) намеревался воспользоваться этой возможностью, чтобы вернуть Гойто. Он направился на имперские войска и разбил их 8 сентября в битве при Кастильоне. Имперцы были опрокинуты и отброшены на левый берег Минчио. Победа при Кастильоне не могла поправить общего положения дел, когда главная французская армия была разбита под Турином и когда принц Евгений своим движением к Милану совершенно отрезал отряд Медави от его базы. С разрешения короля Медави вступил в переговоры и, сдав имперцам Модену, Мирандолу, Виченцу, Кремону, Мантую и Милан (и удержав в руках французов одну Сузу), получил свободное отступление во Францию.
Вскоре французы оставили Пинероло, Верчелли, Иврею и Верруа, перешедшие во власть савойцев. 15 сентября Евгению сдалась крепость Кивассо, а 20 сентября Новара с фортом Бар. Затем настала очередь Лоди, Пиццигеттоне, Тортоны, Алессандрии и других укреплённых мест, число которых доходило до 20.
В начале 1707 года 10-тысячный отряд австрийцев без выстрела овладел Неаполитанским королевством. Таким образом, вся Италия была потеряна для Людовика XIV.
Движение Евгения Савойского в Пьемонт является блестящим примерам проведения военной операции. Успех объясняется смелым решением бросить свои коммуникации и быстрым движением ударить на сообщения французов, затем вступлением в решительный бой и искусным выбором пункта атаки укреплённой линии под Турином.

### Действия в Испании

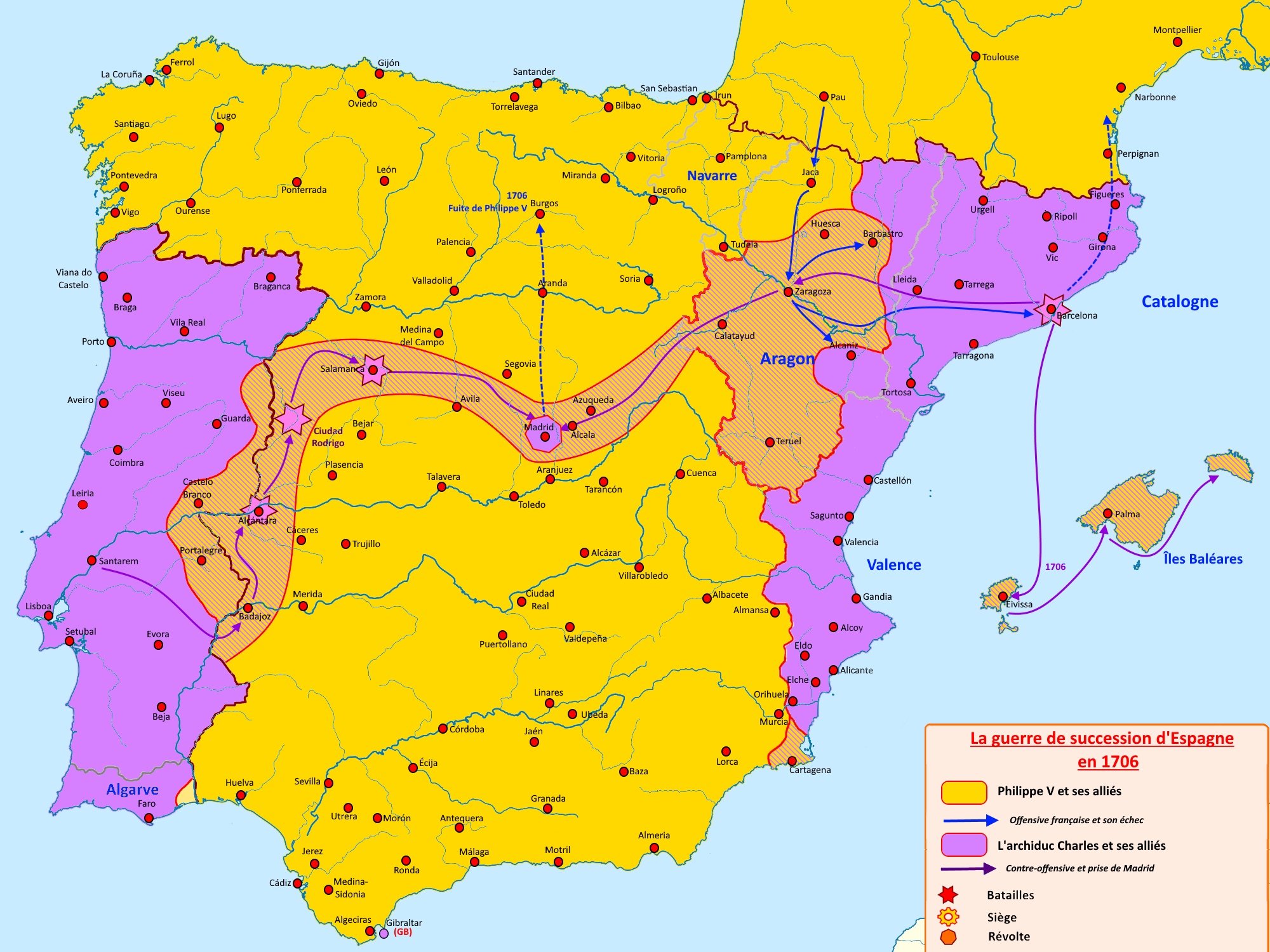
Карта кампании 1706 года на Пиренейском полуострове.

В Испании два иностранных короля все ещё продолжали оспаривать друг у друга трон Карла V. Филипп Анжуйский владел Мадридом и центральными провинциями, имея гарнизоны в большинстве укреплённых пунктов, особенно на португальской границе. Его армия, усиленная милицейскими отрядами Кастилии, Андалусии и Эстремадуры, достигла 26 тысяч. За эрцгерцога Карла, владевшего Барселоной, стояли Арагон, Каталония и Валенсия. Силы его простирались до 32 тысяч, причём ему оказывали помощь португальцы и англо-голландские вспомогательные войска генерала Голуэя. 4 марта Филипп, соединившись с отрядом маршала Тессе, стоявшим на Эбро, двинулся к Барселоне во главе 17 тысяч и 3 апреля подошёл к этому городу.
В это время португальская армия (30 тысяч человек) генерала маркиза Минаша с англо-голландскими отрядами Голуэя вторглась в Эстремадуру и, перейдя через Гвадиану, расположилась у Элваса. В апреле она взяла Алькантару. Маршал Бервик, стоявший близ Бадахоса с четырьмя тысячами, не мог помешать её наступлению к Мадриду. 4 мая армия союзников находилась уже в 80 километрах от Мадрида. Здесь она простояла до 11 мая и затем двинулась к Сьюдад-Родриго, которым овладела 26 мая вечером. Бервик отошёл к Саламанке.
Между тем осада Барселоны не подвигалась вперед, а когда прибывшая 10 мая к Барселоне английская эскадра высадила десант на помощь городу, то Тессе 11 мая начал отступление. Узнав об отступлении французов от Барселоны, Голуэй, командовавший англо-португальской армией, выступил 3 июня из Сьюдад-Родриго через Саламанку к Мадриду, в который вступил 25 июня и провозгласил королём Испании эрцгерцога Карла.
Филипп V перенёс свою резиденцию в Бургос и объявил, что «скорее прольёт свою кровь до последней капли, чем откажется от престола». Кастильцы были возмущены, что восточные провинции и еретики-англичане хотят навязать им своего короля. В Испании повсюду началось народное движение, дворянство взялось за оружие, съестные припасы и денежные взносы стали со всех сторон поступать во французский лагерь. Испанцы восстали к западу от Мадрида и отрезали Карла от Португалии.
В августе 1706 года союзники, не видя ниоткуда поддержки, покинули Мадрид, и Филипп Бурбон при помощи герцога Бервика возвратился в столицу. Голуэй отошёл в провинцию Валенсия, а затем принудил к сдаче Куэнку (9 октября) и двинулся к Картахене, после взятия которой 17 ноября расположился на зимние квартиры в юго-восточной части полуострова. Резиденцией Карла Габсбурга до 1711 года сделалась Барселона.

### Действия на море
В 1706 году французы предприняли решительные шаги, чтобы возместить прошлогодние неудачи. Чтобы успеть достигнуть решительных результатов раньше, чем в Средиземное море придёт союзный флот, они вторглись в Каталонию, отбросили Карла III к Барселоне, которая была обложена с суши 40 000 французской армией, а с моря французским флотом из 30 кораблей и отряда галер, под командованием графа Тулузского.
Получив известие о приготовлении французов, союзники тоже поторопились в этом году. 9 марта Лик вышел из Лиссабона, 14 апреля в Гибралтаре он имел уже 30 линейных кораблей, а в начале мая у Алтеи к нему присоединились дальнейшие подкрепления, так что его силы дошли до 50 линейных кораблей (36 английских, 14 голландских), 6 фрегатов, 2 брандера, 2 мортирных судна и транспорты с войсками и запасами. 6 мая около Тортосы он получил сообщение от Карла III, что Барселона едва держится и только приход флота может её спасти. Лик приказал своей эскадре, не соблюдая порядка, форсируя парусами, идти к Барселоне. Передовые его корабли подошли к Барселоне рано утром 7 мая, но французского флота уже не было. При известии о приближении флота союзников он ушёл в Тулон. В тот же день прибыл весь союзный флот, войска были высажены на берег, и Барселона, а с нею и Каталония, были спасены. 10 мая маршал Тессе снял осаду, бросив около 100 орудий и раненых.
После этого союзный флот получил приказание перевезти войска из Каталонии в Валенсию, откуда они сухим путём пошли на Аликанте, оплот сторонников Филиппа V. Пока войска совершали этот переход, флот явился (10 июня) перед Картахеной и под угрозой нападения заставил её признать власть Карла III. Затем флот перешёл к Аликанте (7 июля), и с его помощью 6 сентября город был взят. Из Аликанте Лик направился к Балеарским островам. Остров Ивиса немедленно признал Карла III, а на Майорке население принудило к тому же губернатора, когда Лик пригрозил бомбардировать город Пальму. Союзникам очень хотелось завладеть Миноркой с её превосходной гаванью Порт-Магоном, но Лик нашёл свои десантные средства недостаточными, чтобы одолеть находившийся там французский гарнизон. 4 октября союзный флот направился на зиму домой, оставив в Лиссабоне 17 английских кораблей под командованием адмирала Бинга.
В Английском канале английский флот участвовал (июнь) во взятии Остенде.

## Кампания 1707 года
Король Людовик XIV начал тайные отдельные переговоры с Голландией, но голландцы, видя, что его шаги направлены на то, чтобы оторвать Соединённые провинции от их союзников, предложили созвать конгресс, на котором полномочные представители Англии и Голландии могли бы до начала военной кампании провести конференцию с Францией ради достижения мира. Это предложение было отклонено. Герцог Мальборо разработал новый план, предусматривавший одновременное наступление вглубь Франции со стороны Фландрии и из Пьемонта в Прованс, чтобы заставить Людовика XIV заключить мир.
В 1707 году война за испанское наследство ненадолго пересеклась с Северной войной, которая велась между Швецией и союзниками — Россией и Саксонией. Шведская армия Карла XII прибыла в Саксонию, где вынудила курфюрста Августа II отказаться от польского трона. Французы и антифранцузская коалиция послали своих дипломатов в лагерь Карла. Людовик XIV стремился настроить Карла на войну с императором Иосифом I, который поддерживал Августа. Однако Карл, считавший себя защитником протестантской Европы, сильно не любил Людовика за преследование гугенотов и не был заинтересован в ведении западной войны. Он заключил договор с австрийцами и направился в Россию.

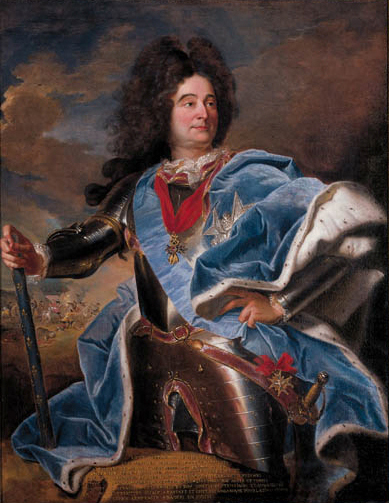
Маршал Виллар (1653—1734) спас Францию от поражения в Войне за испанское наследство. Вместе с Тюренном и Люксембургом он был одним из величайших генералов Людовика.

### Действия в Италии и Южной Франции

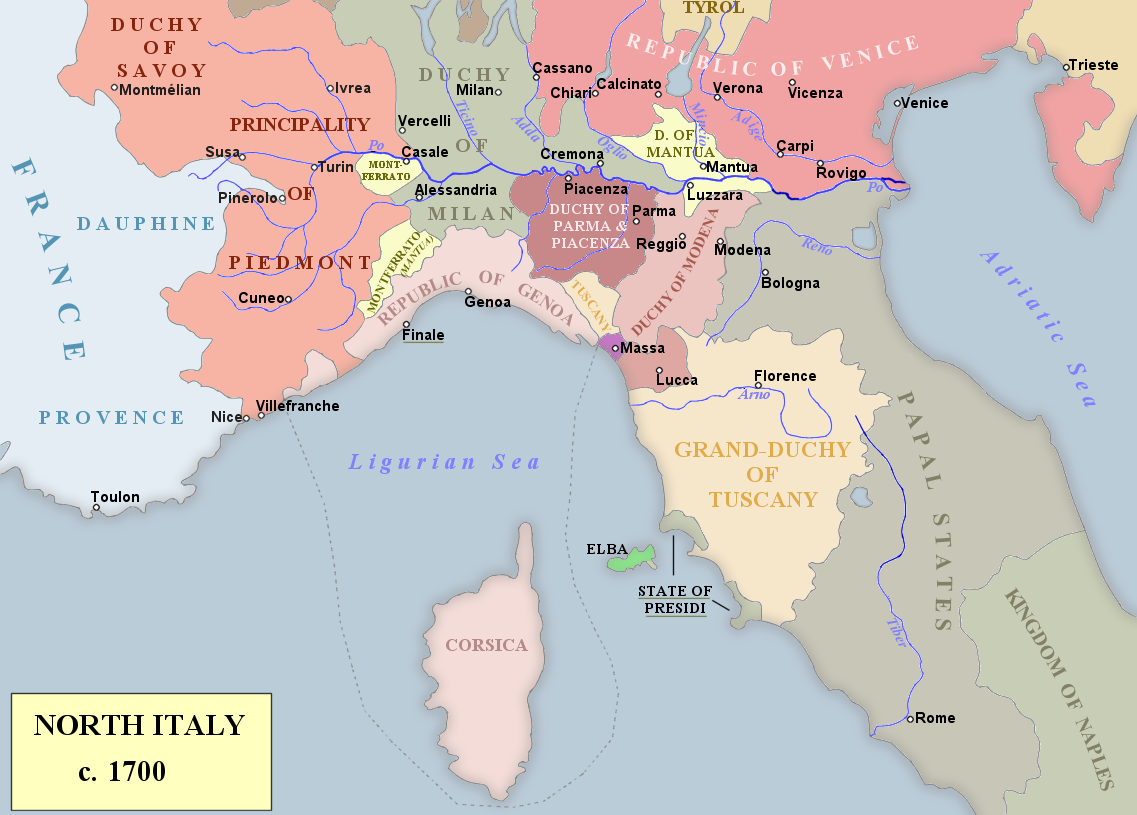
Североитальянский ТВД

Несмотря на то что Англия и Голландия убеждали императора, что Неаполь сам собой окажется в его руках, если удастся завладеть Провансом, Иосиф I остался при своем. В мае 1707 года 11-тысячный имперский корпус под командованием фельдмаршала графа Дауна через Папскую область прошёл к Неаполю, который сдался без сопротивления. 30 сентября после трёхмесячной осады пала Гаэта. Австрия теперь была доминирующей державой в Италии, а Карл III (брат Иосифа I) был провозглашен королем Неаполя.
Взяв Миланское герцогство и закрепив за собой испанские владения в Италии, австрийские Габсбурги выполнили свою главную военную цель. Однако неаполитанская кампания была приостановлена из-за противодействия морских держав, которые намеревались отвлечь эти силы для прямого нападения на юг Франции. Предвидя вторжение союзников в южную Францию, оборону поручили вызванному из Испании маршалу Тессе, расположившему войска (43 тысячи) на всем пространстве для прикрытия Дофине и Прованса.
1 июля 40 тысяч союзников начали движение со стороны Иври, Пиньероля и Кони. Для прикрытия Пьемонта был оставлен значительный отряд. Герцог Савойский командовал армией, но присутствовал и принц Евгений Савойский. Перейдя Альпы по Тендскому проходу, 10 июля они подошли к Ницце, а затем 26 июля расположились у Ла-Валетты в виду Тулона. Они рассчитывали на поддержку англо-голландского флота, который в составе 108 судов (из них 48 военных кораблей) должен был прибыть к городу и содействовать его осаде с моря. Попытки овладеть Тулоном не увенчались успехом, и 20 августа союзники сняли его осаду и отошли к Сузе (принц Евгений), Пиньеролю и Савильяно (Виктор-Амадей). Единственный результат нападения на Тулон заключался в том, что французы, опасаясь истребления своего флота при бомбардировке, затопили его, и потом им удалось только небольшую его часть привести в пригодный вид для дальнейшей службы. Со взятием Сузы 3 октября закончились боевые операции 1707 года, и войска стали на зимние квартиры.

### Действия в Нидерландах
К началу мая Мальборо сосредоточил свою армию (76 тысяч) в окрестностях Брюсселя. Вандом (80 тысяч) находился около Монса и 26 мая, когда Мальборо подошёл к Суанскому лесу, передвинулся к Линьи, очутившись, таким образом, на фланге англо-голландской армии, что доставляло ему возможность отрезать её от Мааса и пресечь её коммуникационную линию с Брабантом. Английский главнокомандующий, рассчитывавший атаковать французов у Нивеля, вовремя заметил угрожавшую ему опасность и поспешно отошёл к Тирлемону, прикрывая Брабант от покушений Вандома, расположившегося в укреплённом лагере у Жамблу.
С 1 июня по 10 августа противники оставались в бездействии, но в этот последний день Мальборо, узнавший об ослаблении сил Вандома, вынужденного отправить 8 тысяч человек на усиление тулонского гарнизона, перешёл через реку Диль, намереваясь обойти левый фланг французов. 12 августа Вандом передвинулся в Сенеф, а Мальборо — в Нивель. Затем после ряда бесполезных маршей Вандом отошёл к Турне, а союзники переправились на левый берег Шельды (7 сентября) и 10 октября стали на зимние квартиры. 20 сентября то же сделали и французы. Кампания закончилась без какой-либо выгоды для обеих сторон.

### Действия на Рейне
В Эльзасе и на Рейне военные действия 1707 года начались движением 21 мая армии Виллара (44 тысяч) в направлении Штольгофенских линий — укреплений, занятых имперцами (35 тысяч) графа Тунгена, заместившего умершего 4 января маркграфа Баденского. Благодаря скрытности движения и удачно выбранным пунктам для атак маршалу с ничтожными потерями удалось 23 мая овладеть линиями. Имперцы в беспорядке отошли к Пфорцгейму, куда поспешил Виллар, но уже не застал там противника. Перейдя через Шварцвальд, 8 июня он занял Штутгарт и 15 июня переправился через Неккар. 19 июня французы подошли к Шорндорфу и 20 июня при аббатстве Лорх разбили неприятельский отряд маркграфа Кристиана Эрнста Байройтского. Конница Виллара максимально воспользовалась этим для грабежей и сбора контрибуции вплоть до Ульма и Франконии: добыча во Франконии и Швабии оценивалась в 9 миллионов гульденов, нанесенный ущерб был гораздо выше. Но в это время маршал получил приказание короля выслать 6 тысяч человек в Прованс на помощь Тулону и должен был приостановить наступление.
Между тем 29 июня имперцы на севере овладели Гейльбронном и двинулись к Филиппсбургу. Узнав об этом, Виллар (29 тысяч) отступил 28 июня в Шорндорф, отрядив 7 тысяч человек к Лаутеру и 2,5 тысячи — для охраны моста через Рейн. 9 июля он подошёл к Брухзалю, в то время как имперские войска находились в лагере ниже Филиппсбурга, у Рейнгаузена. Имея намерение не допустить к неприятелю подкреплений, маршал овладел Мангеймом (14 июля), но не успел помешать имперцам перейти на левый берег Рейна (16 июля) между Рейнгаузеном и Филиппсбургом и усилить себя свежими войсками. При таких условиях Виллару пришлось ограничиться оборонительными действиями, и он отошёл к Раштатту (29 августа), откуда в последних числах октября увёл армию на зимние квартиры. В сентябре курфюрст Георг Людвиг Ганноверский принял командование имперской армией и полностью оттеснил Виллара за Рейн.

### Действия в Испании

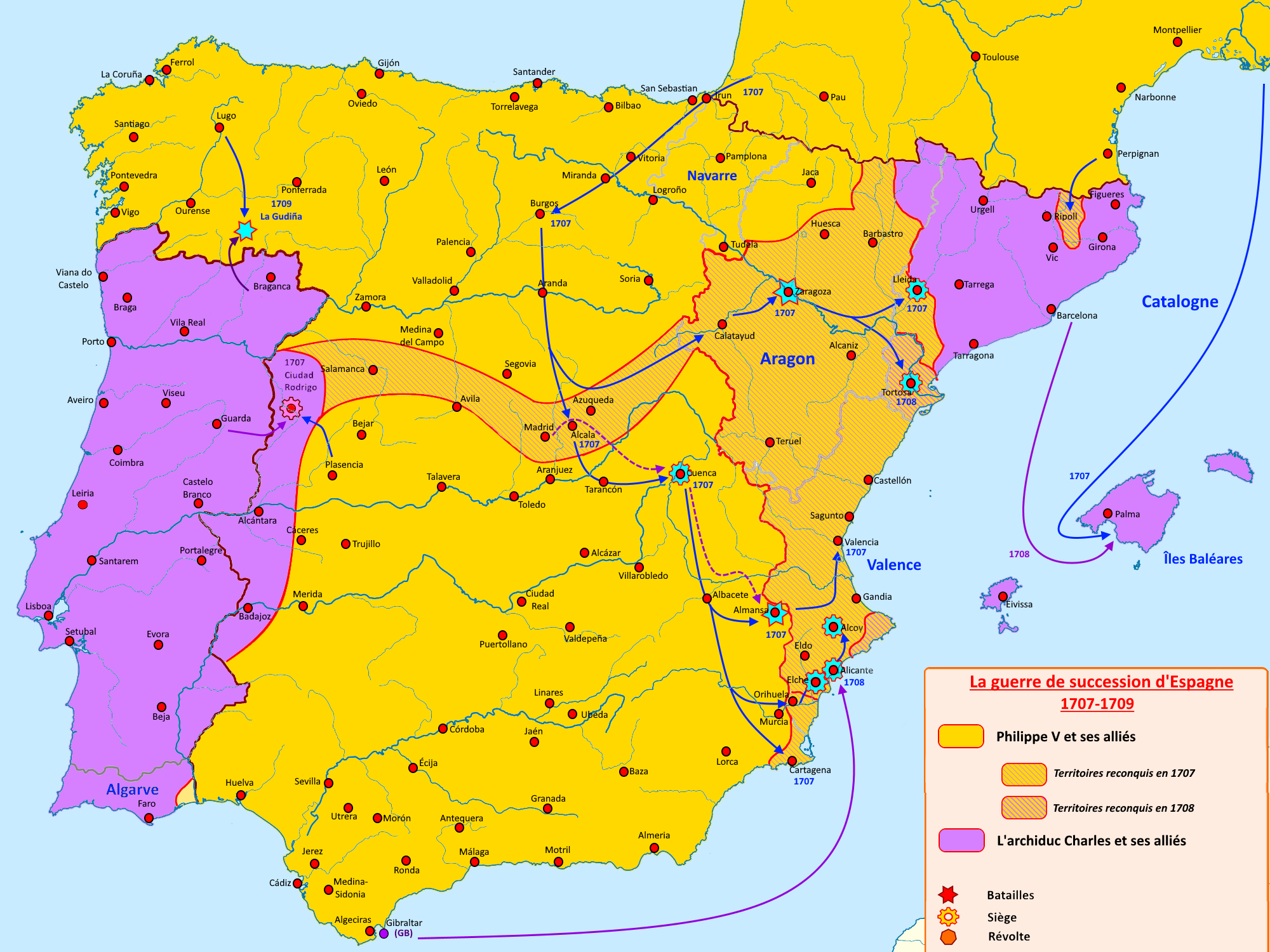
Кампании 1707-09 гг. на Пиренейском полуострове.

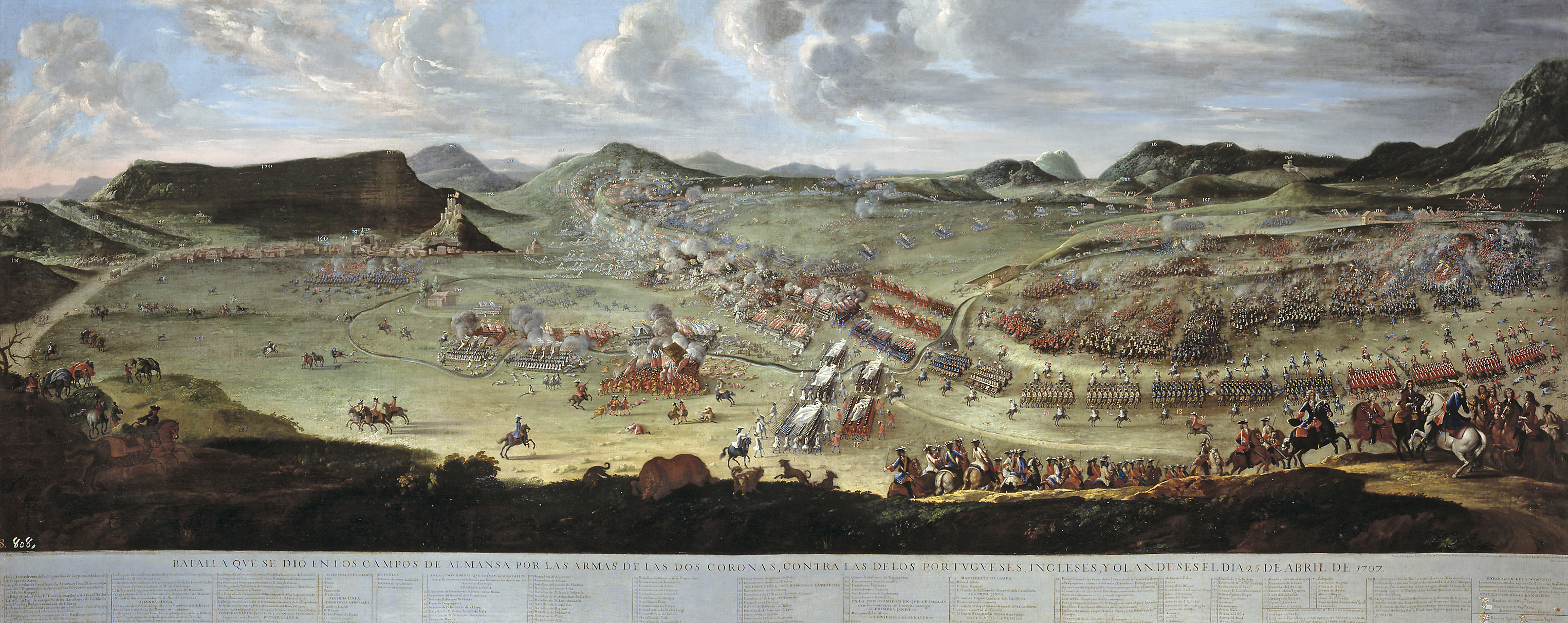
Сражение при Альмансе (1707)

В Испании к началу 1707 года эрцгерцог Карл владел ещё Каталонией, Арагоном и Валенсией, имея в этих провинциях до 45 тысяч своих войск и до 8 тысяч португальцев. Филипп Анжуйский, расположившийся на зимних квартирах в Мурсии, имел 38 тысяч; независимо от него к португальской границе был выдвинут отряд в 8 тысяч, под командованием маркиза де-Бэ, а из Наварры подходили французские подкрепления (14 тысяч).
Весной 1707 года Граф Голуэй предпринял новую попытку взять Мадрид, наступая из Валенсии. 27 марта он начал наступление с 33 тысячами через Фуенте-ла-Хигуэра. Со своей стороны, маршал Бервик 11 апреля перешёл к Альмансе, угрожая операционной линии союзников, осадивших тем временем Вильену, где 13 апреля произошло генеральное сражение при Альмансе, которое окончилось полным разгромом армии союзников; в плен попало 10 тысяч англичан.
Победа при Альмансе обеспечила испанскую корону за Филиппом. На другой день после битвы к Бервику присоединились 14 тысяч человек герцога Орлеанского, и началось преследование неприятеля. 21 апреля сдалась Рекена, а 26 апреля отворила ворота Валенсия, после чего англо-голландская армия отошла к Тортосе, куда 2 мая подошёл Бервик, между тем как герцог Орлеанский притянул к себе отряд Легаля с Туделы и овладел Сарагосой, так что во владении эрцгерцога Карла оставалась одна Каталония. После этого борьба превратилась в серию мелких столкновений, которые в целом не меняли общей картины. С наступлением зимы Бервик расположил свою армию на зимних квартирах от Сарагосы до Мурсии, а союзники укрепились в Барселоне.

### Действия на море
Уже в январе 1707 года адмирал Шовель из Англии пошёл в Средиземное море и высадил в Аликанте, в помощь Карлу III, 7000 войск; но после этого ему пришлось вернуться в Лиссабон, так как флот его далеко не был в готовности для продолжительного плавания в Средиземном море, вдали от базы. 10 апреля из Лиссабона был выслан адмирал Бинг с готовой частью флота и с дальнейшими подкреплениями к восточному берегу Испании. В Аликанте он узнал о поражении Карла III при Альмансе и о том, что остатки разбитой армии отступили к Тортосе. Поэтому он перешёл к каталонскому берегу, собрал в различных пунктах берега эти остатки и вместе с новыми подкреплениями доставил их 20 мая в Барселону. Вскоре сюда прибыл и Шовель.
4 июня союзный флот направился к берегам северной Италии, чтобы обеспечить безопасное движение австрийской армии принца Евгения по этому берегу к Тулону и коммуникационную линию с его базами — Генуей и Ливорно. В середине июня флот вошёл в связь с армией, и 11 июля с его помощью армия беспрепятственно перешла пограничную реку Вар. 29 июля Тулон был осажден с суши и с моря, но к 22 августа выяснилось, что надежды овладеть им нет, и австрийская армия отступила в северную Италию, причём флот опять сопровождал её вдоль берега. Главная причина неудачи заключалась в малочисленности осадной армии, а это произошло потому, что австрийский император отделил значительную часть армии для захвата Неаполя, так как ожидалось начало мирных переговоров, и он хотел к этому моменту фактически овладеть Неаполем.
По окончании совместных операций с австрийской армией союзный флот направился домой, оставив в Гибралтаре 12 английских и 6 голландских кораблей под командованием контр-адмирала Дилька, который, перевезя из Барселоны войска в Ливорно, перешёл в Лиссабон (24 марта 1708 года). На обратном пути над эскадрой Шовеля разразилась катастрофа, которой постоянно опасались моряки при возвращении поздней осенью из Средиземного моря. При входе в Английский канал эскадра попала в жестокий шторм, причём погибло 4 линейных корабля и, выброшенный на берег после крушения, сам адмирал Шовель был убит грабителями.

## Кампания 1708 года
Общий план Людовика XIV предусматривал энергичное наступление в Нидерландах, в то время как французы должны были оставаться в обороне на других театрах военных действий. Французы обменивались секретной перепиской с должностными лицами, назначенными союзниками с 1706 года в нескольких городах Нидерландов. Последние согласились передать эти города французам тогда, когда перед ними появится армия Людовика XIV.
В свою очередь, в апреле герцог Мальборо, Евгений Савойский и великий пенсионарий Гейнзиус встретились в Гааге. Они предвидели смещение центра тяжести в сторону Нидерландов, и принц Евгений согласился перебросить в Брабант собственную армию, предназначавшуюся для Рейнской кампании. Мальборо и Евгений посетили несколько княжеств в Германии, чтобы убедить их предоставить дополнительные войска.

### Действия во Фландрии и Эльзасе

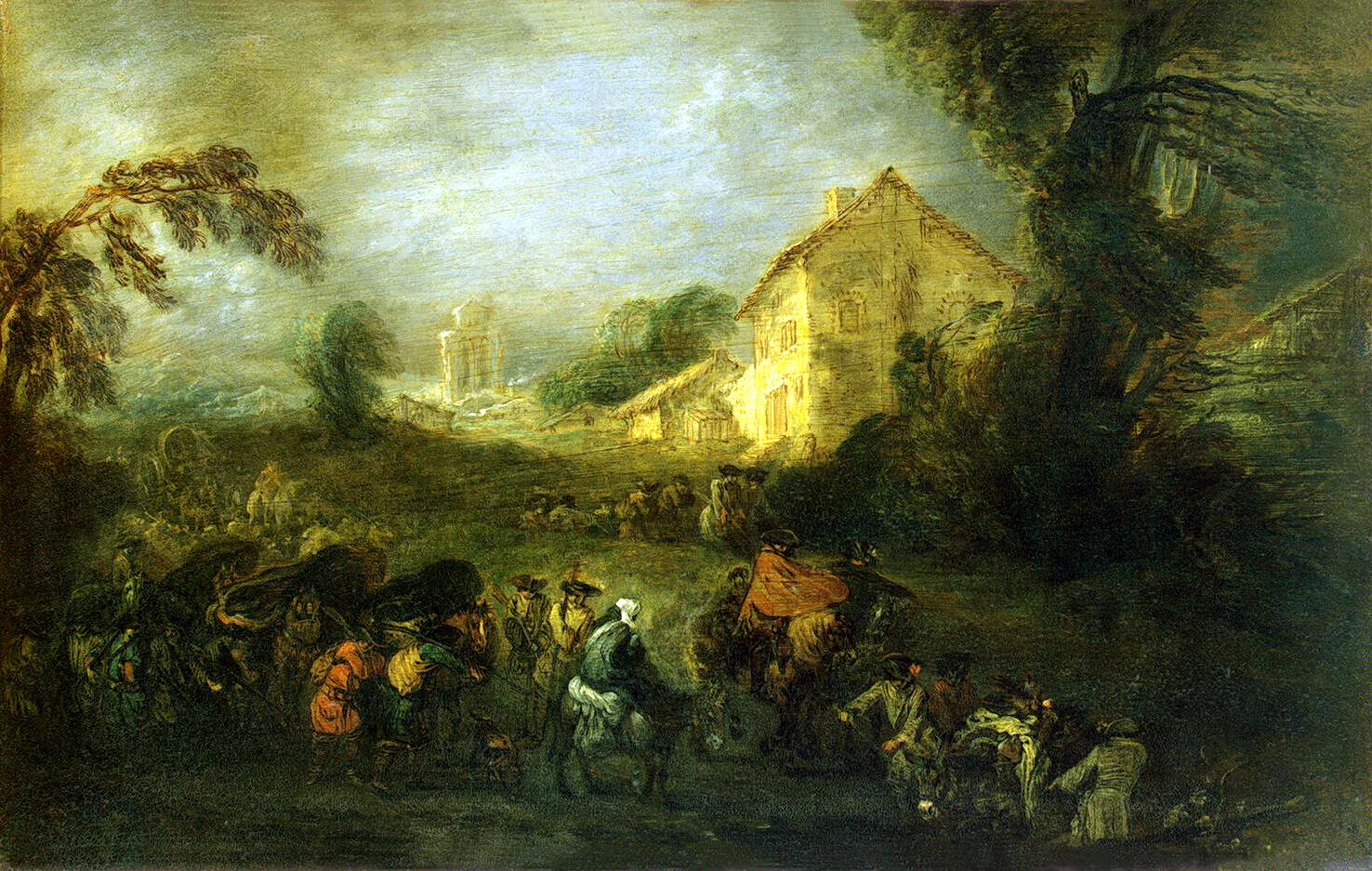
Картина Антуана Ватто Тяготы войны

Людовик XIV попытался возобновить вторжение во Фландрию, на этот раз с гораздо большей армией (около 100 000 человек). Французские войска возглавили два соперничающих человека: герцог Вандом, опытный генерал, и герцог Бургундский, внук Людовика XIV, отправленный совершить свой первый военный подвиг. Два французских генерала разошлись во мнениях по поводу тактики, которой следует следовать: Вандом рекомендовал атаковать город Юи с идеей заставить Мальборо вмешаться меньшими силами и преследовать его войска и тем самым ослабить общую позицию союзников, в то время как король Франции приказал наступать во Фландрии.
В середине апреля 1708 года французская армия (90 тысяч) сосредоточилась к Монсу. Силы англо-голландской армии, стягивавшейся к Брюсселю, доходили до 85 тысяч. На Рейне, у Страсбурга, французы имели 53 тысяч, а имперцы, с армией принца Евгения у Этлингена, до 60 тысяч.
Кампания началась движением французской армии, которая двинулась на восток к Брен-л’Аллё, примерно в 25 км к югу от Брюсселя, угрожая близлежащей цитадели Лувен. 1 июня французская армия стояла в 12 километрах от левого фланга неприятеля, и Вандом уже намеревался его обойти. Чтобы прикрыть эти два места, 3 июня Мальборо разместил свои войска в нескольких милях к югу от Лувена. В этом положении обе враждебные армии оставались месяц, не проявляя активных действий.
Тем временем имперцы под командованием курфюрста Ганноверского, находившиеся в укреплённом лагере в Этлингене, имели перед собою войска Максимилиана Баварского и вызванного из Испании Бервика, которые стояли у Лихтенара. Не желая допустить соединения имперской армии с подкреплениями, стоявшими у Майнца, маршал Бервик, отрядив часть войска к Сааре, а часть к Лаутеру, с остальными (35 тысяч) расположился лагерем в Реснике на Мозеле, наблюдая за движениями курфюрста Ганноверского. Однако это обстоятельство не помешало принцу Евгению соединить свои войска с имперцами в Кобленце 22 июня, и в этот же день выступить во Фландрию на соединение с армией Мальборо.
Однако 4 июля герцог Бургундский неожиданно двинулся на запад, к Генту, и 5 июля внезапной атакой Гент был взят (хотя около трёхсот британских солдат продержались в городе несколько дней), а отряд графа де-Ламота овладел городом Брюгге. Французская армия контролировала всю длину Шельды от французской границы до недавно взятого города Гента. С тех пор намерения принца Бургундского имели единственной целью сохранить завоеванные места, и этой целью определялись все его дальнейшие движения. 6 июня он стал между Алостом и Офдегемом, прикрывая в то же время Гент. Этот неожиданный ход одновременно деморализовал и сбил с толку Мальборо и его армию, и он не предпринимал никаких наступательных действий, пока не прибыл со своей армией Евгений Савойский. 

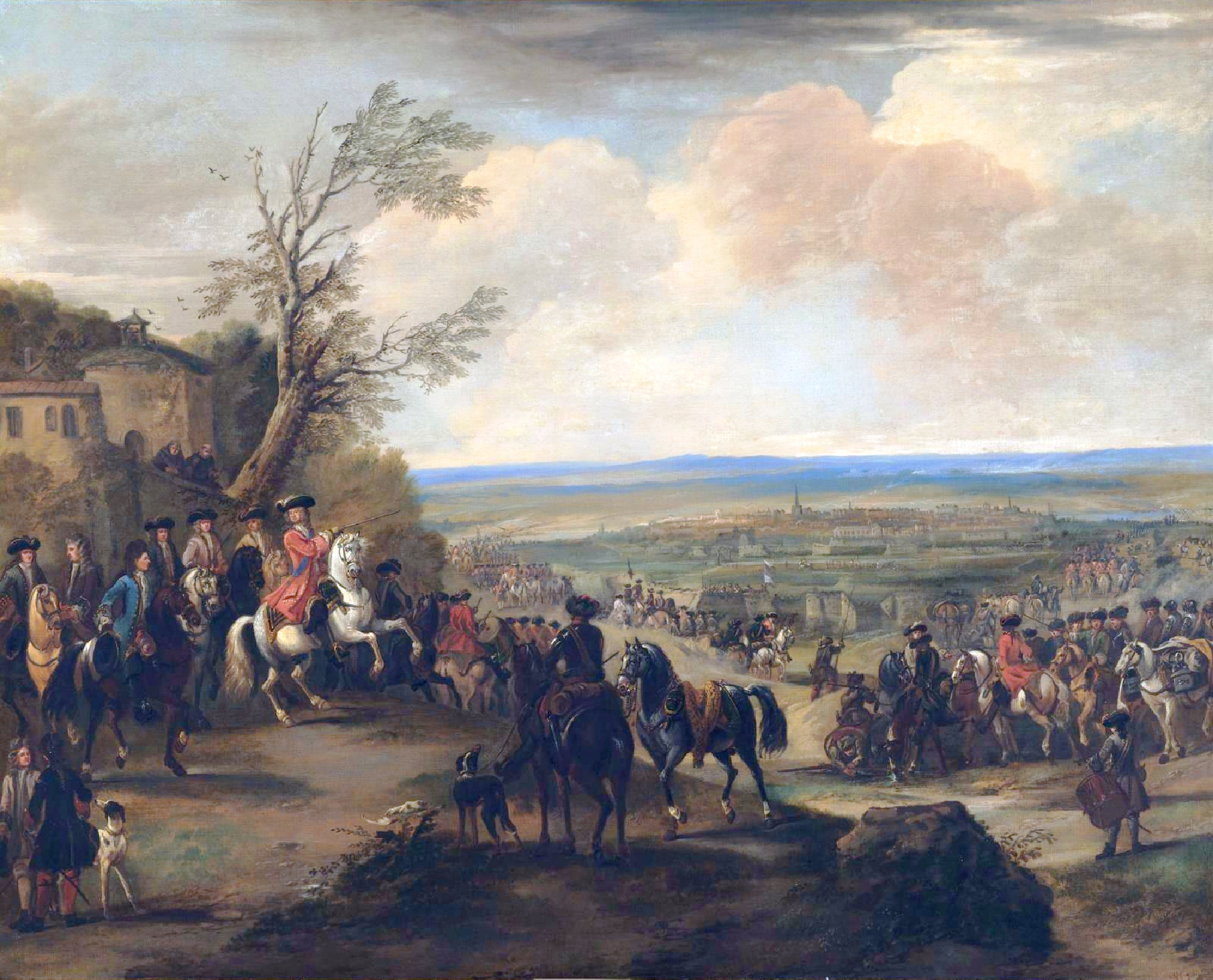
Мальборо в сражении при Оденарде.

В руках союзников осталась только цитадель Оденарде. Если бы это место пало, то связь с Англией была бы прервана. Мальборо выступил к Генту и расположился у Аша, где соединился с принцем Евгением, после чего союзники двинулись к Оденарде, где 11 июля разыгралось сражение, окончившееся поражением французской армии, в расстройстве отступившей к Генту.
После Оденардской битвы Вандом укрепился позади канала Брюгге у Ловендегема, где занялся устройством и реорганизацией армии. Союзники же решили осадить крепость Лилль, где заперся маршал Буффлер с 16 тысячным гарнизоном. Евгений (около 40 тысяч) 14 августа начал осаду, в то время как Мальборо (15 тысяч) прикрывал её, разбив укреплённый лагерь у Гельхина и наблюдая за Бервиком, находившимся у Конде и стремившимся к соединению с армией Вандома. 28 августа Бервик прибыл в Энгиен и без помехи соединился с Вандомом; французские армии доходили до 35 тысяч. Однако вмешательство военного министра Шамильяра в ход боевой операции привело к тому, что французы не могли вынудить противника снять осаду Лилля. 22 октября город капитулировал, однако только 10 декабря решительный Буффлер сдали цитадель. 30 декабря сдался Гент, защищавшийся де-Ламоттом.
Тем не менее, несмотря на все трудности зимней осады, кампания 1708 года имела выдающийся успех и потребовала превосходных логистических навыков и организации. Союзники вновь взяли Брюгге и Гент, а французы были изгнаны почти из всех испанских Нидерландов.
На зиму 1707-1708 гг. французы держали в Эльзасе всего 36 батальонов и 45 эскадронов. Их позиции простирались от Юнинге и Бельфора до линий Лаутера. Так как оставшиеся здесь силы были ничтожны, в Эльзасе за это время не произошло ничего выдающегося.
Из-за продолжавшегося спора по поводу присоединения к нему графства Хам курфюрст Пфальца отказался предоставить войска в распоряжение императора. Главнокомандующий войсками на Рейне курфюрст Георг Ганноверский затем сообщил императору, что он не сможет ничего добиться на Рейне без помощи пфальцского контингента.

### Действия в Альпах
На Альпийских границах силы французов доходили до 39 тысяч, из которых 17 тысяч были разбросаны по гарнизонам, так что, начиная кампанию, маршал Виллар мог располагать лишь 22 тысячами для прикрытия всего пространства от Женевы до Ниццы. Армия Виктора Амадея II Савойского (до 40 тысяч) находилась близ Турина. В июле 1708 года он начал военную кампанию, которая привела к завоеванию Валь Прагелато. 20 июля савойцы атаковали французские отряды, находившиеся на Мон-Сенисе и на Малом Сен-Бернаре, которые после упорного сопротивления отошли к Барро. В середине августа начались военные действия, которые привели к осаде форта Мутен, на правом берегу Чизоне, который 31 августа после 15-дневной осады и артобстрела его порохового склада сдался савойцам. Виллар, в свою очередь, усилившись подкреплениями, перешёл в наступление и отбросил савойцев к Фенестрелле. Впрочем, этот незначительный успех не имел особых последствий; 23 августа началась канонада форта, вынудившая 31 августа французского коменданта сдаться.

### Действия в Испании
В Испании силы союзников к началу 1708 года были совершенно разъединены, так как одна часть их войск имела своей базой Португалию, а другая с эрцгерцогом Карлом во главе — Каталонию и несколько крепостей (Тортоса, Аликанте, Урхель). Численность войск не превышала 11 тысяч в Португалии и 20 тысяч в окрестностях Барселоны, под командованием графа Штаремберга.
Чтобы окончательно изгнать союзников с Пиренейского полуострова, Филипп направил в мае герцога Орлеанского к Тортосе, 12 июня началась осада, и 15 июня эта крепость сдалась. Это был единственный результат кампании 1708 года на Пиренейском полуострове, не изменивший положения дел ни одной, ни другой стороны. В декабре 1708 года австрийские войска графа Штаремберга попытались безуспешно вернуть Тортосу, ставшую операционной базой армии Бурбонов, начавшей завоевание Каталонии.

### Действия на море
В начале года французы предприняли попытку поднять восстание в Шотландии в пользу Якова III, высадив там его с 6000 французских войск. Вследствие полного упадка регулярного флота адмирал граф Форбен, который должен был конвоировать транспорты с войсками, имел всего 5 военных кораблей, а остальными конвоирами были каперы. В Англию дошли слухи о планах французов, и 12 марта адмирал Бинг был уже под Дюнкерком, откуда должна была выйти экспедиция. Ночью 19 марта, когда он был отброшен штормом к Доунсу, экспедиция вышла и добралась благополучно до Фортского залива, но оказалось, что нет никакой надежды на восстание шотландцев и на берегу готовы отразить высадку силой. Бинг между тем уже шёл следом за Форбеном, который, услышав о его приближении, вышел 23 марта в море на глазах у Бинга. Несмотря на энергичное преследование, Форбену удалось ловкими переменами направления пути ночью обмануть англичан и добраться до Дюнкерка с потерей только одного корабля.

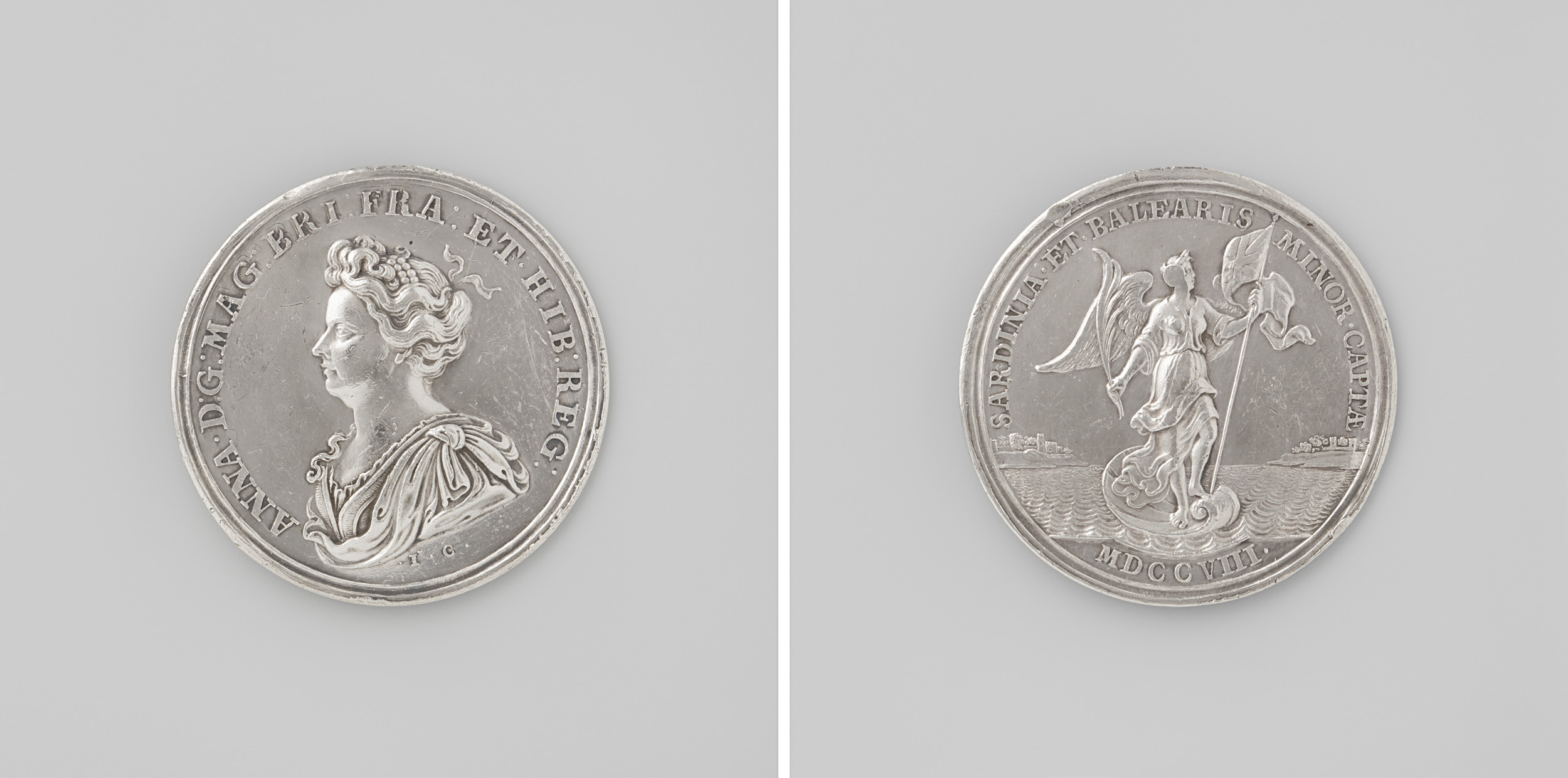
Британская серебряная крона в память о захвате Сардинии и Менорки в 1708 году.

Необходимость удобной базы в Средиземном море явилась настоятельной. Как таковая, была намечена Менорка с её превосходной гаванью — Порт-Магоном. В 1708 году союзный флот, оперировавший в Средиземном море под командованием адмирала Лика, состоял всего из 31 корабля, так как опасаться французского флота было уже нечего, а потому значительная часть морских сил была оставлена на севере для борьбы с французскими истребителями торговли. Эскадра Лика оказывала деятельную поддержку операциям на сухом пути, перевозя постоянно войска, смотря по надобности, то в Испанию, то в северную Италию. 22 мая удалось захватить 67 из 100 прибрежных торговых французских судов, которые везли провиант французской армии, действовавшей в Испании, что чрезвычайно выгодно отразилось на операциях Карла III. По указаниям последнего, что желательно овладеть Сардинией как продовольственной базой, Лик 12 августа появился перед Кальяри, и под угрозой бомбардировки губернатор, принуждённый к тому и населением, признал власть Карла III, которую затем признал и весь остров. После того Лик совместно с генералом Стэнхоупом атаковал Порт-Магон на острове Менорка, и 5 сентября 1708 года англичане взяли крепость, где все это время держался французский гарнизон. К 29 сентября вся Менорка оказалась во власти союзников.
Главные силы Лика не дождались взятия крепости и ушли домой, оставив для содействия сухопутным войскам 12 английских и 3 голландских линейных корабля, 5 фрегатов и 3 мортирных судна, под командованием контр-адмирала Уитакера. Но перезимовать ещё в этом году и этой эскадре в Порт-Магоне не удалось, из-за отсутствия соответственно оборудованных береговых учреждений для починки и снабжения флота.

## Кампания 1709 года
В начале 1709 года во Франции начался серьезный экономический и финансовый кризис, который очень затруднил ей продолжение боевых действий. Вот почему Людовик XIV отправил своего министра иностранных дел маркиза де Торси в Гаагу для переговоров об окончании войны. Людовик соглашался отдать Испанию и все её территории союзникам, за исключением Неаполя и Сицилии, выслать из Франции Якова III (так называемого Старого претендента) и признать Анну королевой Англии. Более того, он готов был финансировать удаление Филиппа V из Испании. Однако союзники выдвинули ещё более унизительные для Франции условия: они требовали уступить французские владения в Вест-Индии и Южной Америке, а также настаивали, чтобы Людовик XIV отправил армию для смещения собственного внука с испанского трона. Было достигнуто соглашение под названием «Предварительные Гаагские соглашения» из 42 пунктов, но оно было отклонено Людовиком XIV, поскольку в нём были условия, которые он считал унизительными. Всё же Людовик XIV вынужден был отозвать из Испании французские войска, и Филипп V остался лишь со слабой испанской армией против объединённых сил коалиции.

### Действия в Нидерландах

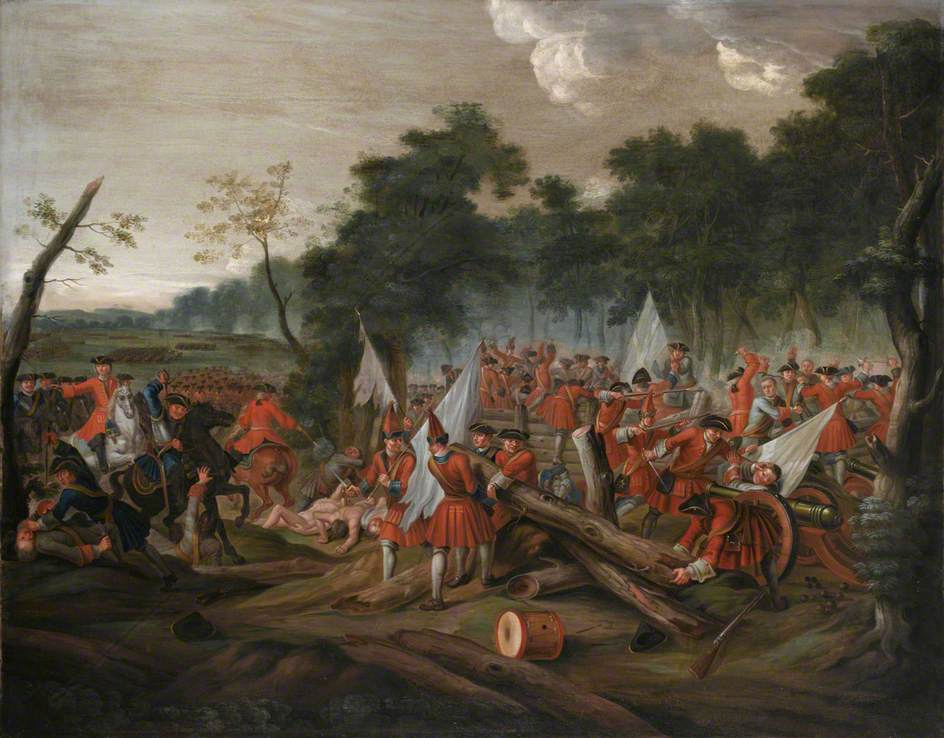
Картина Луи Лагюра (фр. Louis Laguerre) Сражение при Мальплаке

Вывод войск из Испании позволил Людовику XIV сосредоточиться на защите границ своего королевства, которым с севера угрожало наступление союзников в Испанских Нидерландах. И для этого он полностью доверился маршалу Виллару. Прибыв в середине марта 1709 года, Виллар приступил к улучшению снабжения и строительству ряда оборонительных линий и укрепленных лагерей между Дуэ и Сен-Венаном. Получив подкрепления, которые довели его силы до 80 тысяч, 14 июня маршал двинулся к Лансу и укрепил его.
Союзники стремились использовать преимущество, полученное в прошлом году благодаря битве при Оденарде и взятию Лилля. Силы их доходили: у Евгения — до 51 тысячи, у Мальборо — 79 тысяч, то есть на 50 тысяч более сил Виллара. 26 июня союзники осадили Турне, который 3 сентября пал. 4 сентября союзники двинулись к Монсу. Узнав о переходе союзников через Шельду и движении их к Монсу, Виллар тоже совершил переправу через эту реку с целью атаковать армию союзников во время её движения к Монсу. 9 сентября французская армия расположилась у Мальплаке, где 11 сентября 1709 года произошло сражение, самое кровавое сражение войны. Хотя союзники и нанесли французам поражение, они потеряли убитыми и ранеными 30 тысяч человек, а их противник лишь четырнадцать тысяч. Французы отступили к Валансьену, а союзники двинулись к Монсу. 24 сентября началась осада крепости, и 20 октября она сдалась. Несмотря на победы, у союзников из-за огромных потерь не осталось сил продолжать наступление.
Буффлер, сменивший раненого Виллара, с 46 тысячами расположился на позиции между Валансьеном и Кэнэ, а Бервик с 35 тысячами занял позицию по ту сторону Самбры, в укреплённом лагере против Мобежа. 28 октября союзники разошлись на зимние квартиры.

### Действия в Эльзасе
В Эльзасе у Страсбурга находились французские войска (24 тысячи) маршала Анри д’Аркура, который 11 июня перешёл через Рейн у Келя, но уже 26 июня переправился обратно на левый берег, теснимый герцогом Ганноверским, собравшим при Эттлингене 33 тысячи человек.
На летнюю кампанию 1709 года на Рейнском ТВД имперское командование планировало вторгнуться в Эльзас с трёх сторон: с севера, от Лаутербургской линии, через Рейн и с юга, через территорию Швейцарии мимо Базеля. Вся операция была рассчитана на то, чтобы курфюрст Ганновера одновременно атаковал линию Лаутербурга на севере. Но он действовал настолько нерешительно или вообще не действовал, что французы могли спокойно увеличивать свои войска на юге. Маршал Анри д’Аркур, с начала июня командовавший французскими войсками вдоль Рейна, убедившись в отсутствии активных действий противника на севере, направил быстро собранный корпус графа дю Бура против отряда имперских войск графа Мерси (7 тысяч), прошедшего через территорию Швейцарии и двинувшегося вдоль Рейна на север. 26 августа генерал Мерси был разбит французским корпусом (около 6 тысяч) графа дю Бура у селения Румерсхайм.

### Действия в Альпах
На Альпийских границах французская армия Бервика (45 тысяч), сменившего Виллара, находилась в Бриансоне, Провансе и Валуаре. Он сделал Бриансон своим центром, форт Барро - северной, а лагерь Турну - своей южной базой и соединил эти опорные пункты цепью постов, чтобы прикрыть перевалы, господствующие над реками Юбай, Гиль, Клэри, Гизан и Романш. За этой линией он перемещал основную часть своих войск взад и вперед по мере необходимости. Союзники, имея 40 тысяч, начали 11 июля наступление 3 колоннами, но после нескольких стычек, не достигнув существенных результатов, вернулись в сентябре в Пьемонт.

### Действия в Испании
В Испании начало военных действий в 1709 году ознаменовалось взятием 20 апреля Аликанте, осаждённого бурбонскими войсками ещё с декабря 1708 года. Гарнизон по условиям капитуляции эвакуировался на ожидающие британские корабли. В свою очередь, союзники начали наступление из Португалии на Мадрид, но 7 мая маркиз де Бе, стоявший у Бадахоса с испанскими войсками, контратаковал англо-португальскую армию Голуэйя на равнине Ла-Гудинья и нанёс ей поражение. Однако развить успех не удалось, и испанцы отошли к Бадахосу.
Французские войска получили приказ уйти из Испании, и в сентябре герцог Орлеанский ушел, взяв большую часть французской армии сражаться в Нидерландах. Они оставили только гарнизоны в Фуэнтеррабии, Памплоне и Бискайе, всего 25 батальонов.
Французы отправили часть своих войск Ноайю, который все еще находился недалеко от границы. С этим подкреплением Ноай вошел в Каталонию с севера. Сильный гарнизон Фигераса бросил крепость и отступил до его подхода. Целью Ноайя было захватить Жирону и таким образом оказать давление на прекращение войны в Испании до начала следующей кампании. Он штурмовал лагерь каталонской кавалерии под стенами Жероны, но не смог завоевать город и отступил. Военные действия продолжались до конца сентября, ограничиваясь мелкими стычками.

### Действия на море
В 1709—1712 годах союзному флоту не приходилось участвовать в каких-либо больших делах ввиду отсутствия значительной морской силы у противника, а также и ввиду того, что все важные цели были достигнуты (Гибралтар, Минорка, Сардиния) и теперь надо было только удержать занятое положение. Разделённый на отряды, что не представляло опасности ввиду слабости противника на море, союзный флот везде помогал сухопутным операциям, поддерживал сообщение между армиями в Испании и в Италии, подвозил им продовольствие и не давал возможности пользоваться морским подвозом французам. Впрочем, иногда последним удавалось обмануть бдительность союзников. Например, капитану Кассару удалось в 1709, 1710 и 1711 годах привести караваны с хлебом в Марсель, что имело важное значение, так как во Франции в эти года был неурожай. В 1712 году ему же удалось уйти из Средиземного моря в Вест-Индию и разорить некоторые из английских и голландских колоний. Однако попытки союзников утвердиться на французской территории кончались неудачей. В июле 1710 года им удалось овладеть портом Цеттой, но удержаться здесь они не могли. Вследствие слабости французов на море численность эскадры союзников в Средиземном море все уменьшалась, и они могли оставить большие силы для борьбы с истребителями торговли в Английском канале и Северном море, после чего успех французских каперов начал быстро падать, несмотря на их многочисленность, так как французское правительство отдало для этой цели все военные корабли, личный состав и средства портов. Французская же морская торговля совсем должна была прекратиться, кроме того, в этой борьбе окончательно погиб и французский флот.
Со стороны французов в этой борьбе выделилось несколько офицеров, совершивших целый ряд блестящих и иногда изумительных подвигов, но эти частные успехи не могли уравновесить общих успехов на море союзного флота. Таковы были капитаны Форбен, Сен Поль, Дюге-Труэн, Кассар и адмирал Дю-Касс.

## Кампания 1710 года
Ещё осенью 1709 года союзники решили начать кампанию 1710 года как можно раньше. В начале нового сезона кампании 1710 года союзники надеялись прорвать двойную линию крепостей (frontière de fer или железная граница), которая защищала северную Францию с 1708 года, чтобы иметь возможность наконец пойти на Париж. Граф Клод-Фредерик Тилли, командовавший во время отсутствия Мальборо и Евгения Савойского, предпринял все необходимые шаги для сосредоточения армии к середине апреля. Общая численность войск союзников, стоявших в Нидерландах, составляла 215 батальонов и 284 эскадронов.
В начале апреля французская армия все еще находилась в своих зимних квартирах. Командовал маршал Пьер де Монтескью д'Артаньян, заменивший маршала де Виллара, который был ранен при Мальплаке и все еще восстанавливался после ранения.

### Действия во Фландрии и в Эльзасе

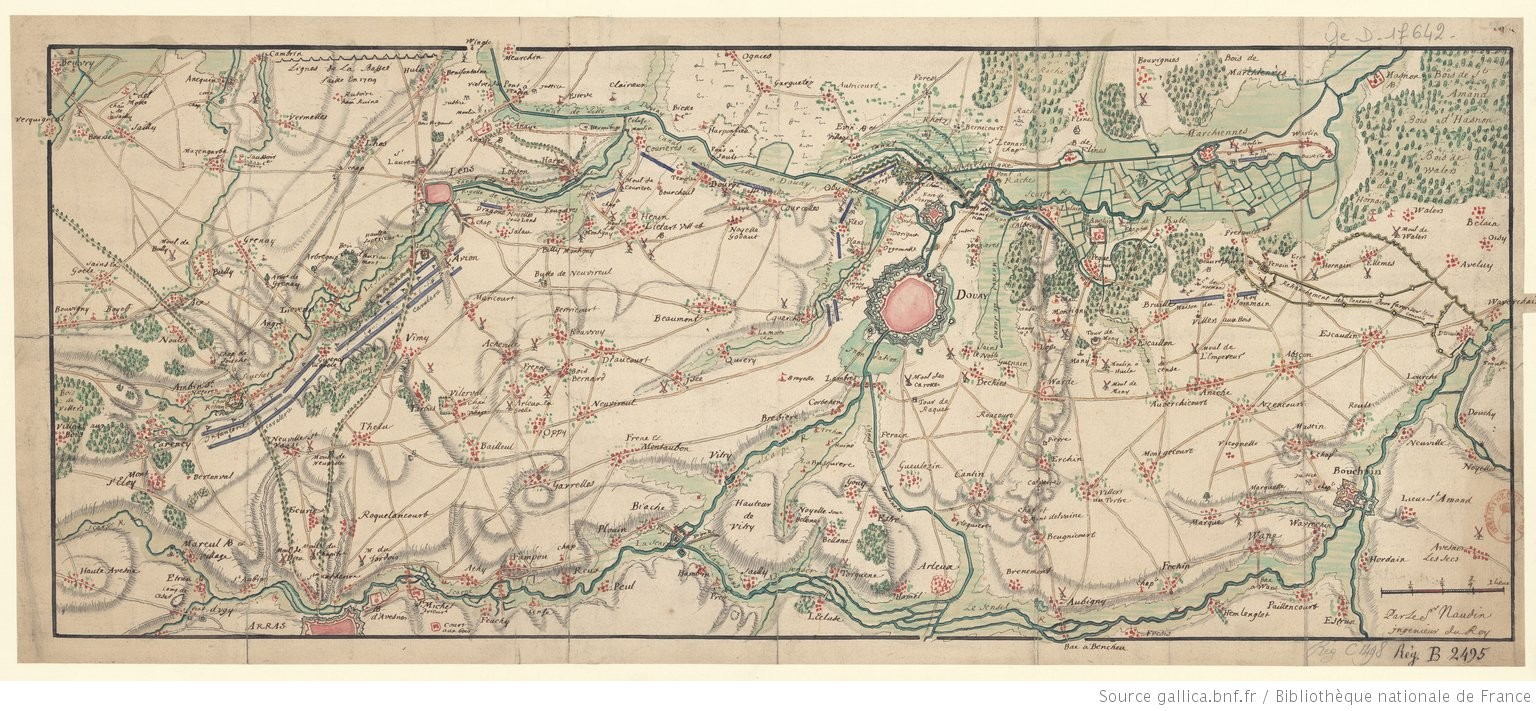
Карта французских позиций frontière de fer у Дуэ перед началом кампании 1710 г.

По совету генерал-квартирмейстера Даниэля ван Допфа Мальборо решил начать кампанию с осады сильной крепости Дуэ с ее важным арсеналом и пороховыми заводами. После этого они надеялись направиться на Аррас или Камбре, и если это тоже удастся, дорога на Париж будет открыта.
23 апреля союзники обложили крепость Дуэ, в которой заперся 8-тысячный гарнизон Альберготти. Французская армия (около 75 тысяч) находилась у Камбре, куда 20 мая прибыл оправившийся от ран маршал Виллар. Численное превосходство союзников (160 тысяч) было настолько велико, что маршал не мог рассчитывать на успех сражения, потому ставил себе целью отвлечь неприятеля от осаждённых им крепостей; тем не менее таковые постепенно сдались: Дуэ — 27 июня, Бетюн (близ Арраса) — 28 августа, Сент-Венан — 29 сентября и Эра — 8 ноября. После падения Эры союзники разошлись на зимние квартиры, их примеру последовали и французы.
В Эльзасе за указанный период времени не совершилось ничего важного. Маршал Безон, командовавший там французской армией (50 батальонов и 84 эскадрона), не выходил из укреплённого лагеря на Лаутере, также, как и его противник, имперский генерал Грофельд, зарывшийся в окопы Эттлингена. Обе стороны в полном бездействии простояли на позициях до 19 ноября, когда разошлись на зимние квартиры.

### Действия в Альпах
Французский маршал де Бервик переоценил силы союзников и поэтому ограничился размещением своих войск (35 тысяч) кордоном от северной Савойи до Вара и оставался на полной оборонительной позиции. Фельдмаршал Вирих граф Даун, командовавший союзной армией, смог собрать 33 батальона (11 прусских батальонов присоединились к основной армии только в конце июля) и с ними 7 июля перешёл в наступление в направлении французского лагеря при Турну, выделяя отдельные отряды на другие перевалы. К 1 августа он находился у Турну, но не смог атаковать укрепленный лагерь французов, и 14 августа основная армия союзников начала отступление в сторону долины Стура, двигаясь через Арджентера, Самбуко, Демонте, Каральо, Карде и Пинероло к Фенестрелле. По удалении союзников Бервик немедленно завладел покинутыми позициями.

### Действия в Испании

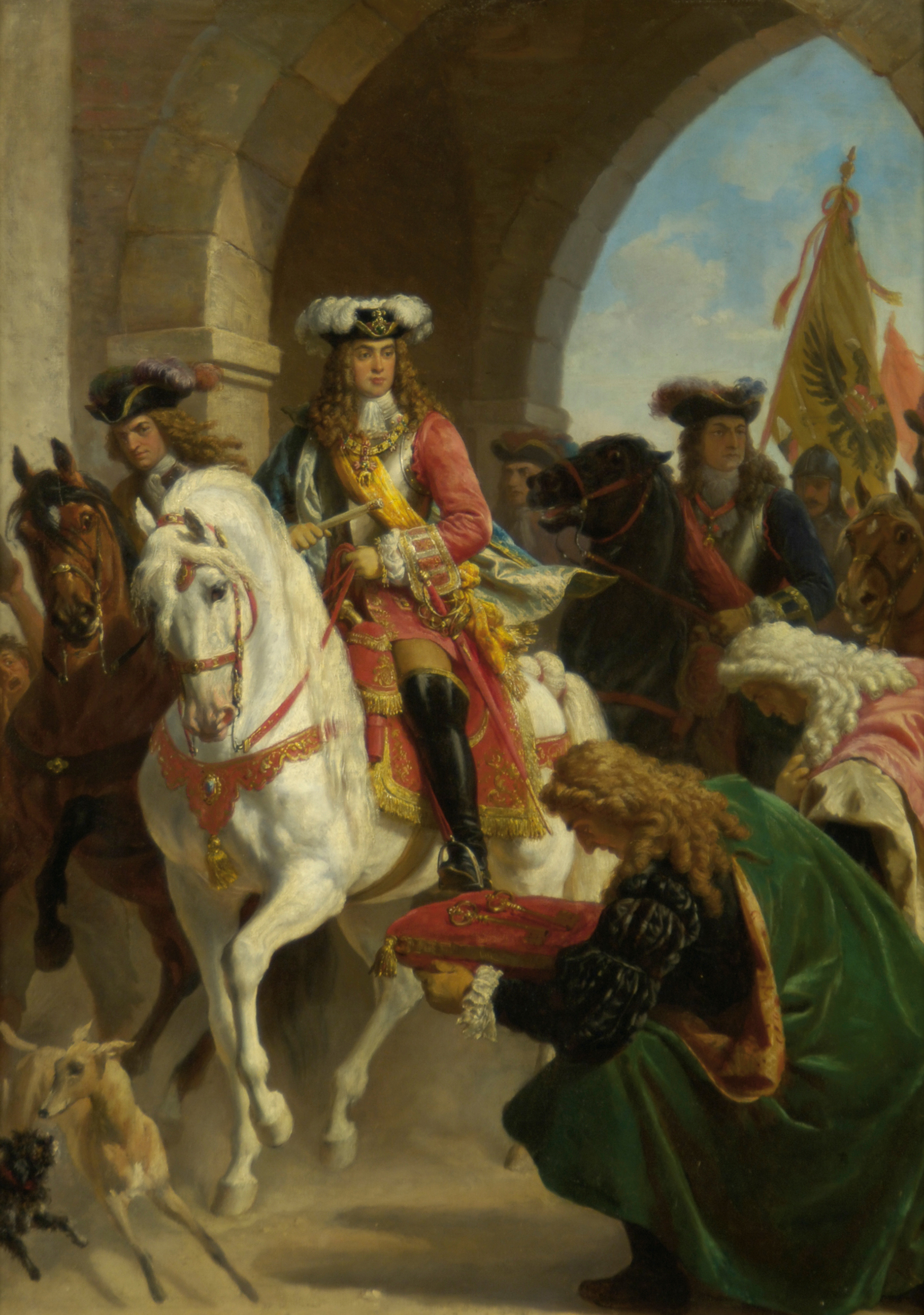
Картина Карла фон Блааса Карл Габсбург вступает в Мадрид в 1710 г.

В Испании из всех войск Филиппа Анжуйского было составлено две армии: одна (40 батальонов и 66 эскадронов) предназначалась для действий в Каталонии; другая (20 батальонов и 50 эскадронов) в Эстремадуре, опираясь на силы, расположенные в Андалусии (14 батальонов и 15 эскадронов). Остальные войска были размещены в Валенсии. Собственно испанская армия Вильядариаса (23 тысячи) находилась между Альменарой и Альгуерой. Граф Штаремберг, приближавшийся к Балагеру, располагал только 15 тысячами пехоты и 3,5 тысячами кавалерии.
Надеясь на численное превосходство, Филипп и маркиз Вильядариас решились атаковать имперцев. 10 июня, переправившись через Сегру у Лериды, они двинулись к Балагеру, около которого в укреплённом лагере стояли войска Штаремберга. Найдя позицию очень сильной, Вильядариас не решился атаковать и отошёл к Альменаре. Между тем Штаремберг, получив подкрепления, перешёл в наступление и 27 июля нанёс французам поражение у Альменары. Однако имперцы успеха не развили, и только 12 августа Штаремберг с 24 тысячами направился к Сарагосе, куда 19 августа подошла и испанско-французская армия. Здесь французы, атакованные 20 августа Штарембергом, понесли новое поражение. Поражение армии Филиппа V было столь сокрушительным, что путь союзникам на Мадрид был открыт. Филипп V оставил Мадрид 9 сентября и отправился в Вальядолид. 28 сентября Карл вступил во враждебный и почти пустой Мадрид. Он отметил: «Этот город — пустыня!»
16 сентября в Вальядолид прибыл маршал Вандом, при котором война на Пиренейском полуострове приняла другой оборот. Приказав де Бе немедленно двинуться в Эстремадуру, чтобы заслонить от англо-португальской армии, расположенной у Эльваса, дорогу в Испанию, маршал сконцентрировал остальные силы в Саламанке. Занятый устройством и реорганизацией армии, Вандом не мог немедленно выступить против союзников; поэтому, отделив португальцев от имперцев, он позаботился отрезать последних от сообщений с Сарагосой как путём высылки конницы на их коммуникационную линию, так и овладением тыловых пунктов, занятых имперцами. Он достиг того, что отрезал Мадрид от остальной страны, подвергнув столицу голоду. Силы его увеличивались всё более и более.
Между тем эрцгерцог Карл был вынужден покинуть Мадрид, но по слабости сил, не отваживаясь на встречу с Вандомом, решил искать соединения с португальцами, для чего 12 ноября перешёл через Тахо и расположился между Толедо и Аранхуэсом. Невозможность соединения с англо-португальской армией была настолько очевидна, что Штаремберг принял решение отойти в Арагон и 29 ноября оставил Толедо.
В это время Вандом получил известие, что отряд генерала Стэнхоупа выдвинут к Бриуэге, к северо-востоку от Мадрида. 9 декабря Вандом атаковал противника и после сражения, продолжавшегося целый день, английский генерал капитулировал с 3400 человек, обозом и артиллерией, оставив на поле сражения около 6 тысяч убитыми и ранеными. Потери французов — около 1,5 тысяч. На другой день при Вильявисьосе Вандом атаковал спешившего на выручку Стэнхоупу графа Штаремберга и после упорного и кровопролитного боя разбил и его. 23 декабря Штаремберг отступил в Сарагосу, откуда отошёл на зимние квартиры в Каталонию.

## Кампания 1711 года
На всех театрах войны враждующие стороны не предпринимали никаких решительных действий, ограничиваясь маршами и незначительными стычками с целью улучшения своих позиций.

### Действия в Нидерландах
После внезапной смерти своего старшего брата Иосифа (17 апреля 1711 года) эрцгерцог Карл, все ещё находившийся в Барселоне, был провозглашен императором Священной Римской империи под именем Карла VI. Это означало, что в случае победы австрийцев возродится католическая империя Карла V, что совсем не устраивало ни англичан, ни голландцев.
Британцы начали тайные односторонние переговоры с маркизом де Торси и договорились об условиях мира напрямую с Францией, что привело к подписанию Предварительных Лондонских статей 8 октября 1711 года. Они включали принятие Францией Акта об урегулировании и гарантию, что французская и испанская короны останутся отдельными; Франция обязалась гарантировать, что Испания уступит Гибралтар и Менорку, одновременно предоставив Великобритании тридцатилетнюю монополию на Asiento de Negros, право ввозить рабов в свои американские колонии. Несмотря на недовольство тем, что их исключили из этих переговоров, голландцы были финансово истощены огромными затратами на войну и не могли продолжать войну без британской поддержки.
Взяв в прошлом году важную крепость Дуэ, армия Мальборо в начале лета 1711 года маневрировала без точной цели на севере Франции, блокированная французскими линиями обороны, состоящими из серии массивных полевых укреплений, простирающихся от побережья Ла-Манша до Намюра в бельгийских Арденнах. Армия союзников была ослаблена выводом армии принца Евгения, посланной для прикрытия Верхнего Рейна, поскольку свергнутый курфюрст Баварии пытался воспользоваться беспорядками, вызванными смертью императора Иосифа.
6 июля 1711 года Мальборо захватил небольшую крепость Арле, расположенную к северу от линий обороны, к западу от Бушена. Затем герцога сбивает с толку Виллар, который отвоевывает Арле, а затем французы разрушают его оборону и отступают. В ярости Мальборо затем перехватил инициативу, поведя свою армию, как будто для атаки на линии обороны возле Арраса, и проведя там разведку 4 августа на виду у прикрывающей армии Виллара, а затем приступил к осаде Бушена, заставив его капитулировать 13 сентября.
Бушен стал последним сражением Мальборо. В последний день года он был лишен должности капитан-генерала и всех других должностей. Он потерял своё политическое влияние в Лондоне, попав в немилость из-за ссоры его супруги и королевы Анны. Более того, поддерживавших военные действия вигов сменили тори, сторонники мира. Мальборо, единственный способный английский военачальник, был отозван в Великобританию и заменён герцогом Ормондом, которому было запрещено вступать в бой с французами, поскольку успешно продолжались англо-французские мирные переговоры.

### Действия в Испании

Карта боевых действий на Пиренейском полуострове.

С 17 декабря 1710 года крепость Жерона была осаждена герцогом Ноайем. 31 января, не дождавшись помощи, комендант гарнизона Таттенбах сдал последние форты Жероны с «военными почестями». После взятия Жероны маршал де Ноай двинулся на Барселону, а маршал Вандом 15 февраля выступил из Вильянуэвы и 25 февраля занял Балагер, а затем 7 марта Сольсону. Весь горный массив до Виша был занят войсками Филиппа V, и ничто не мешало соединению армий Вандома и Ноайя. Владения эрцгерцога Карла в Испании сократились до площади около 50 км вокруг Барселоны. Но бурбонские войска получили отпор и отступили. После отхода французов Штаремберг вновь занял Калаф и Сольсону.
Встретившись в Сарагосе, Филипп V, Вандом и Ноай спланировали будущие операции, которые должны были начаться в апреле, после прибытия подкрепления. Вандом должен был задействовать 28 000 испанских солдат (55 батальонов и 70 эскадронов) для наступления в Каталонии. В свою очередь, эрцгерцог Карл договорился с британским адмиралом Норрисом о перевозке имперских войск из Италии в Испанию, и 19 мая 9000 человек, перевезенные конвоем Норриса, высадились в Барселоне с 80 транспортных кораблей. После прибытия этих подкреплений армия союзников в Каталонии стала насчитывать 23 800 пехотинцев и 5600 кавалеристов.
В июне армия Вандома была усилена корпусом генерал-лейтенанта графа Мюре, пересёкшего Пиренеи. Французы смогли захватить замок Арен (31 июля) и осадили замок Бенаске (капитулировал 26 сентября). Затем Вобан, несмотря на возражения испанских генералов, решил повторить весенний поход на Барселону, но у Пратс-де-Рей бурбонские войска столкнулись с упорной обороной и не смогли его взять. Также не получилось им захватить Кардону, осада которой продолжалась с 12 ноября по 22 декабря. Подошедшие подкрепления Штаремберга заставили франко-испанцев снять осаду и отступить.
В свою очередь, в конце октября Штаремберг решил атаковать Тортосу при поддержке высадки десанта с кораблей. 25 октября силы генерал-майора барона Ветцеля штурмовали город, но были отброшены огнем защитников и отступили, потеряв около 1500 человек, почти весь свой корпус.
На юго-западе Испании, в районе Бадахоса, англо-португальские войска под командованием португальского генерала Вильяверде и британского генерал-лейтенанта Портмора с марта по октябрь пытались проводить активные действия, но не смогли добиться успеха и отошли на свою территорию.

## Кампания 1712 года
Со смертью Иосифа I и с переменой английского правительства политическое положение значительно изменилось, и государственные люди Англии, разделяя общественное мнение, высказывались против войны, находя, что со вступлением на престол Карла VI уже не Франция, а Австрия угрожала политическому равновесию в Европе. При наличии указанных условий и в связи с отставкой устранённого от командования герцога Мальборо, сторонника войны, английское правительство вступило в переговоры с Францией и пришло с нею к соглашению: созвать в Утрехте конгресс, открывшийся в январе 1712 года. Переговоры привели к тому, что герцогу Ормонду, командовавшему английскими войсками, было дано секретное предписание ограничиться оборонительными действиями, а потом и вовсе прекратить действия против Франции, о чём версальский кабинет не замедлил поставить в известность и маршала Виллара.
Таким образом, отныне вся тяжесть войны должна была лечь на одну Австрию, тщетно старавшуюся помешать всеобщему примирению, поэтому принц Евгений должен был торопиться с нанесением решительного удара, не давая возможности усилиться противнику.

### Действия в Нидерландах
Крепости Аррас, Камбре, Ле-Кенуа, Мобеж и Намюр составляли первую линию зимних квартир французов. Французскому командующему маршалу де Монтескью было приказано действовать в обороне с 93-тысячной армией. Войска союзников, собранные для кампании 1712 года в Нидерландах, насчитывали 206 батальонов и 307 эскадронов общей численностью 133 тысячи и располагались между Дуэ и Бушеном.
Но австрийский полководец втянулся в крепостную войну и 8 июня обложил Ле-Кенуа, павший 3 июля. 17 июля принц Евгений приступил к осаде Ландреси, имея в виду открыть проход в пространство между Шельдой и Самброй и затем примыкавшей к этому пространству долиной Уазы двинуться прямо на Париж. Виллар, вновь принявший командование и получивший приказание ограничиться манёврами до отделения англичан от союзников, все время в бездействии простоял за Шельдою. Взятие Ле-Кенуа и начавшаяся осада Ландреси обеспокоили французское правительство, и Виллару было приказано действовать решительно, стараясь в то же время не допустить падения Ландреси.
Блистательный успех французского полководца выразился в сражении при Денене (24 июля), спасшей Париж от вторжения войск Евгения Савойского и заставившей последнего снять осаду с Ландреси и через Монс отступить к Турне, а оттуда к Брюсселю. Пользуясь победой, поднявшей дух французской армии, Виллар отправил Альберготти для осады Дуэ (14 августа). 8 сентября крепость сдалась, и в этот же день отряд Сен-Фремона тесно обложил Ле-Кенуа, капитулировавшую 4 октября. 19 октября пал Бушен. Евгений Савойский не смог спасти положения и начал отводить войска из Испанских Нидерландов. В конце октября союзники покинули свой лагерь в Монсе и двинулись на зимние квартиры.

### Действия на Рейне
В предстоящей кампании Людовик XIV хотел оставаться в обороне на левом берегу Рейна. Французы сосредоточились к югу от Лаутербурга, а их основные силы были развернуты на линиях Лаутера. Их армия силою в 26 тысяч под командованием маршала д'Аркура состояла из 41 батальона и 61 эскадронов. Рейхсармия (30 тысяч) контролировала правый берег Рейна и прочно обосновалась на левом берегу вокруг крепости Ландау. Главной целью имперцев было не позволить перебросить французские войска, стоявшие на Рейне, во Фландрию.
Во второй половине мая из-за проливных дождей разлился Рейн, поэтому активные действия начались только во второй половине июня. 23 июня рейхсармия Эберхарда Людвига, герцога Вюртембергского, перешла Рейн в Филипсбурге и 30 июня подошла к линиям Лаутера, но только по настоянию Евгения Савойского в ночь с 15 на 16 августа провела неудачную атаку возле Вейлера (западные окрестности Вейсенбурга), а затем весь день обе стороны ограничивались канонадой. 19 августа из-за нехватки сена для лошадей и другого продовольствия для всей армии герцог Вюртембергский решил отступить в Райнцаберн, а затем к Гермерсхайму. Рейхсармия оставалась в Гермерсхайме в течение одного месяца. Из-за начавшихся дождей собирать провизию становилось все труднее, и Эберхард Людвиг решил эвакуировать левый берег Рейна. 22 сентября армия переправилась через Рейн. Герцог не собирался предпринимать еще одну попытку атаковать французские позиции. Кампания была завершена.

### Действия в Альпах
На альпийских границах переговоры о мире не могли не отразиться на боевых действиях, которые в этом году начались движением войск маршала Бервика (22 тысяч) 12 июля в долину Барселонеты и Дюрансы. Герцог Савойский Виктор Амадей двинулся ему навстречу с 35 тысячами к Фенестрелле. В течение следующего месяца обе армии совершали различные маневры, но до решительного сражения дело не дошло. Неблагоприятная погода со сильным снегопадом вынудила обе армии отойти на зимние квартиры. Бервик отошёл к Шианаль, куда перенёс свою главную квартиру, а савойцы — к Сузе.

### Действия в Испании
В Испании в 1712 году французы понесли крупную утрату в лице талантливого Вандома, скончавшегося 11 июня в Тортосе. Смерть его пришлась как нельзя более кстати для Штаремберга, который, получив подкрепления из Италии, 29 июля предпринял наступление к Балагеру, отделив 9-итысячный отряд для осады Жероны, но отделение Англии от союза и уход английских войск, бывших под его командованием, настолько ослабили его силы, что он отошёл в свой укреплённый лагерь. Тем не менее он не оставил покушений на Жерону и 1 ноября предпринял её осаду корпусом генерала Ветцеля. Когда 3 января 1713 года к Жероне подошли французские вспомогательные войска, угрожая Барселоне, Штаремберг снял осаду и отступил в свой лагерь.
11 сентября 1712 года французский флот, давно не проявлявший активности, напал на Рио-де-Жанейро, взял с города большую контрибуцию и благополучно вернулся в Европу.

## Кампания 1713—1714 годов
Переговоры о мире между британско-голландскими союзниками и Францией состоялись в 1713 году и завершились подписанием 11 апреля 1713 года Утрехтского мирного договора, который положил конец военным действиям между Францией, с одной стороны, Королевством Великобритании и Республикой Соединенных Провинций, с другой. Император Священной Римской империи Карл VI решил продолжить войну и обеспечить западные границы своих государств.

### Действия на Рейне
На Рейне за этот период времени командование имперско-австрийскими войсками перешло к принцу Евгению Савойскому, силы которого, с присоединением немецких контингентов, должны были возрасти до 110 тысяч. Его главная квартира находилась в Эттлингене. Собрав войска, имперцы намеревались вторгнуться в Эльзас и Труа-Эвеше. Евгений, из-за отсутствия финансирования и нежелания многих германских государств серьёзно помогать, к маю 1713 года собрал армию едва в 20 000 (115 кавалерийских эскадронов и 85 пехотных батальонов против 300 эскадронов и 240 батальонов у противника), явно уступающую французской.
Людовик XIV, проинформированный о приготовлениях империи к войне, приказал собрать две армии: одну в Эльзасе (105 тысяч) под командованием своего лучшего генерала маршала де Виллара, а другую на Сааре под командованием маршала Жака де Безона (25 тысяч), подчиненного Виллару. Виллар предпринял 11 июня осаду Ландау. Несмотря на усилия принца Евгения, стоявшего в своих укреплённых линиях, не допустить падения крепости, последняя 21 августа капитулировала. 22 сентября Виллар обложил Фрайбург-им-Брайсгау, который сдался 16 ноября. 10 дней спустя между Францией и Австрией начались мирные переговоры в Раштадте, продлившиеся до 7 марта 1714 года, когда был подписан мир, дополненный Баденским договором от 7 сентября 1714 года, положившим конец войне между Империей и Францией.

### Действия в Испании
В Испании дело имперцев было проиграно безвозвратно, и Штаремберг вынужден был покинуть Каталонию. Оставалась Барселона, которая ещё в 1705 году объявила о своей поддержке эрцгерцога Карла в его борьбе за испанский престол. 12 июля 1714 года маршал Бервик (40 тысяч человек и 87 орудий) осадил Барселону, гарнизон которой не превышал 16 тысяч. Каталонцы защищались мужественно, но должны были 11 сентября сдать город Бервику. Многие лидеры каталонских сепаратистов были репрессированы, старинные вольности — фуэрос — сожжены рукой палача. День капитуляции Барселоны сегодня отмечается как Национальный день Каталонии. После этого поражения союзники окончательно утратили позиции в Испании. Сдача Барселоны явилась последним актом грандиозной борьбы за Испанское наследство.
Военные действия между Францией и Австрией продолжались до конца года, вплоть до подписания Раштаттского и Баденского соглашений. Война за испанское наследство была окончена, хотя Испания до 1720 года формально находилась в состоянии войны с Австрией.

## Военные действия на других театрах
В колониях шла борьба в Вест-Индии и в Северной Америке. В Вест-Индии с самого начала войны у противников имелись отряды военных судов: адмиралов Кетлогона и Шато-Рено со стороны французов и адмирала Бенбоу — со стороны англичан. После ухода Кетлогона и Шато-Рено с «серебряным флотом» туда был отправлен в 1702 году адмирал Дю-Касс с 4 линейными кораблями и 8 транспортами с войсками для усиления гарнизонов испанских колоний. Чтобы его перехватить, Бенбоу отделил 6 линейных кораблей под командованием адмирала Витстона к южному берегу острова Гаити, а сам с 7 линейными кораблями направился к Картахене, куда, по слухам, шёл Дю-Касс. 29 августа они встретились, и, несмотря на вдвое слабейшие силы и присутствие транспортов, Дю-Кассу в продолжение 5 дней удавалось блестящим образом отбиваться от нападений англичан, которым пришлось отступить на остров Ямайку. Дю-Касс же высадил войска в Картахене, и, кроме того, провёл в Европу галеоны с серебром.
Ему удалось это сделать и в 1708 и 1711 годах, и этим он в значительной мере облегчил Франции и Испании ведение войны. Остальные военные действия ограничивались взаимными набегами на отдельные острова, причём с 1708 года, когда англичане могли прислать сюда большие силы, так как на главном театре войны дело было уже кончено, они почти безраздельно владели водами в Вест-Индии, и французам удавалось лишь случайно одержать какой-либо частный успех.
В Северной Америке борьба долго велась только между милициями колонистов и вооружёнными ими купеческими судами, причём французы имели перевес. Но в 1710 и 1711 годах появились и здесь английские эскадры и войска, французы потеряли Порт Рояль в Новой Шотландии, и морская торговля и рыбная ловля их были стеснены; однако, попытка англичан в 1711 году завладеть Квебеком не удалась.
Наиболее удачной из французских экспедиций было нападение на Рио-де-Жанейро в 1712 году капитаном Дюге-Труэном, который забрал богатую добычу и взял с города огромную контрибуцию. Эта экспедиция имела влияние и на заключение мира, так как удар был нанесён по самому чувствительному месту Португалии: в Бразилии лежал источник её богатства.
Целый ряд удачных выходов небольших французских отрядов, которые, хотя и не оказывали значительного влияния на общий ход военных действий, всё-таки наносили иногда очень чувствительные уколы противникам Франции, имели место, главным образом, потому, что в это время ещё не вошло в сознание понятие о настоящей тесной блокаде. Союзники наблюдали за берегами противника из своих баз, появляясь перед ними изредка и выходя в море обыкновенно только по получении известий о приготовлениях французов, а потому сплошь и рядом опаздывали. Только впоследствии, главным образом, во время войн французской революции и империи, выработались у англичан приёмы тесной блокады, во время которой их эскадры и отряды неотступно наблюдали непосредственно за выходами из неприятельских портов.

## Результат

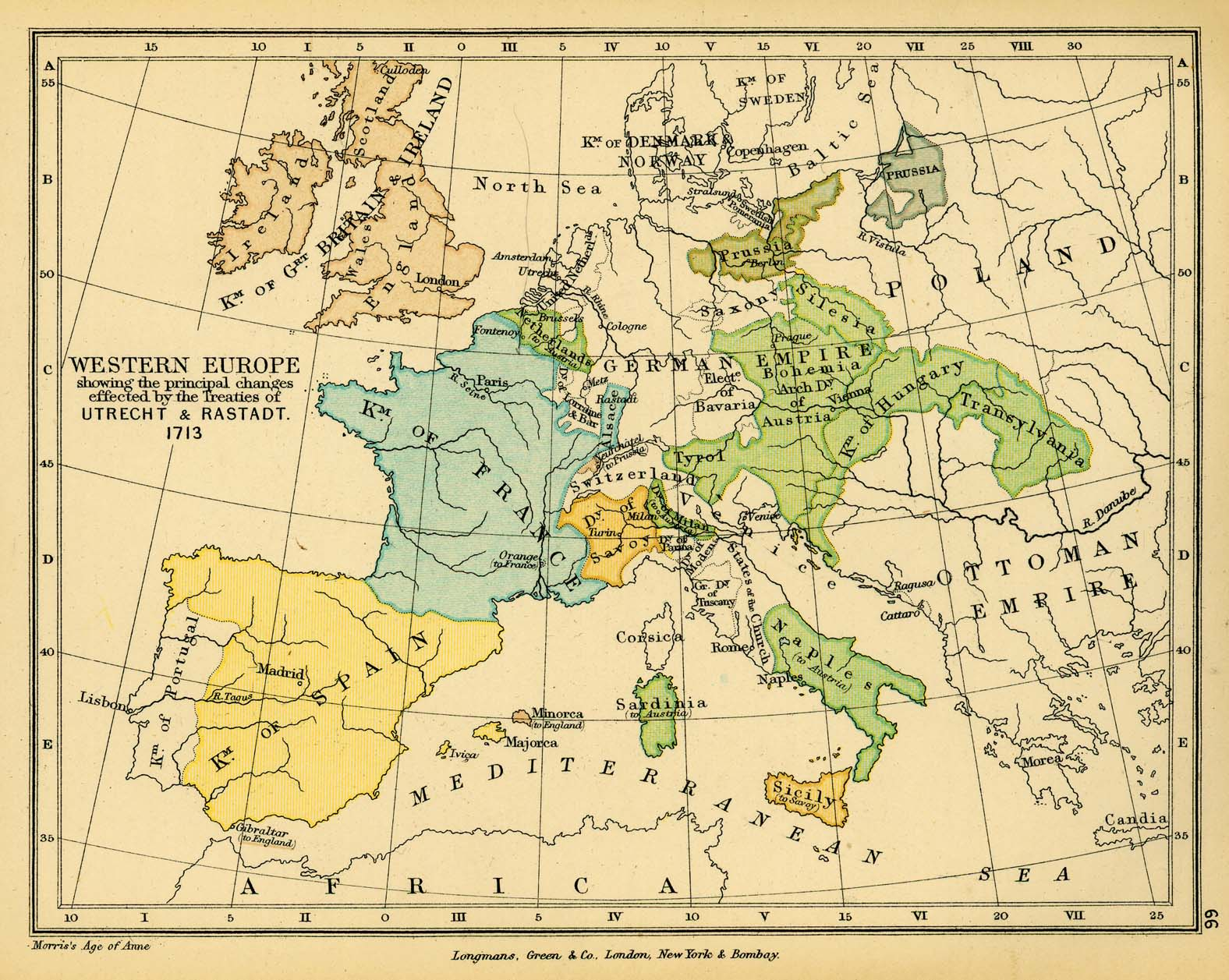
Раздел испанских владений по Утрехтскому мирному договору

По Утрехтскому мирному договору Филипп был признан королём Филиппом V Испанским, однако он отказался от права наследования французского престола, тем самым разорвав союз королевских родов Франции и Испании. Филипп сохранил за Испанией её заокеанские владения, однако Испанские Нидерланды, Неаполь, Милан, Президии и Сардиния отошли к Австрии; Австрия также получила Мантую после пресечения там в 1708 году профранцузской Гонзага-Неверской династии; Сицилия, Монферрат и западная часть герцогства Миланского были присоединены к Савойе, Верхний Гелдерн — к Пруссии; Гибралтар и остров Менорка — к Великобритании. Британцы также добились права монопольной торговли рабами в испанских колониях в Америке («асьенто»). Англия также овладела торговлей Португалии, заключив с последней в 1703 году Договор Метуэна.
Заботясь о политической организации своей империи, Филипп, применив централизующий подход Бурбонов во Франции, издал декреты, положившие конец политической автономии королевств Арагона, поддержавших в войне эрцгерцога Карла. С другой стороны, Наварра и баскские провинции, поддержавшие короля, не утратили своей автономии и сохранили свои институты власти и законы.
Серьёзных изменений границ Франции в Европе не произошло. Хотя французы и не утратили накопленных ими земель, их экспансия в центральную Европу была остановлена. Франция прекратила поддерживать претендентов на английский трон из династии Стюартов и признала Анну законной королевой. Также французы отказались от некоторых территорий в Северной Америке, признав господство Англии над Землёй Руперта, Ньюфаундлендом, Акадией и своей частью острова Сент-Китс. Франция обязалась уничтожить Дюнкеркский порт, служивший главной базой для её истребителей торговли.
Голландия получила несколько фортов в Испанских Нидерландах и право аннексировать часть испанского Гелдерланда. Однако война очень существенно истощила Голландию, которая в результате больше не могла соперничать с Англией в морской торговле и перестала быть великой державой.
С подписанием Утрехтского мирного договора французская гегемония в Европе, характеризовавшая Grand Siècle, подошла к концу. За исключением реваншистской войны Филиппа V за обладание южноитальянскими землями (1718—1720), Франция и Испания, которыми правили теперь монархи из династии Бурбонов, оставались в последующие годы союзниками («семейный пакт Бурбонов»). Испания, потерявшая территории в Италии и в Нидерландах, лишилась большей части своей силы, став второстепенной державой в вопросах континентальной политики. Австрия стала доминирующей силой в Италии и резко усилила свои позиции в Европе.